# Cuéntame cómo pasó
Cuéntame cómo pasó, conocida simplemente en sus inicios como Cuéntame, es una serie de Televisión Española emitida por La 1, entre el 13 de septiembre de 2001 y el 29 de noviembre de 2023. Con 413 episodios, 23 temporadas y 22 años en emisión, es la serie de prime time más longeva de la historia de la televisión en España y la sexta de la historia de la televisión mundial.
En un primer momento la serie iba a llamarse Nuestro ayer. Sin embargo, los productores decidieron ponerle el nombre más comercial de Cuéntame. Este título proviene de la famosa canción del mismo título publicada en 1968 en un disco del conjunto de música pop Fórmula V. Por estar ya registrado el título se tuvo que modificar el de la serie el 7 de marzo de 2002.
Apoyándose en una combinación de microhistoria y macrohistoria, la serie narraba las vivencias de una familia de clase trabajadora de origen rural, los Alcántara, que se traslada a la capital del país e inicia el ascenso hasta la clase media, durante los últimos años del franquismo, la Transición española y la democracia y constituía una crónica sociopolítica de la época.

## Historia
La serie se emprendió con el propósito de celebrar el primer cuarto de siglo transcurrido desde la Transición. Quedó patente su espíritu claramente didáctico en algunos capítulos especiales que incluían entrevistas documentales a personajes históricos de la época, como por ejemplo en los correspondientes al asesinato de Carrero Blanco y a la muerte de Francisco Franco.
Por medio de situaciones, personajes y actitudes de la época podían resultar familiares al público que las vivió. La serie hacía una evocación nostálgica similar a The Wonder Years (Aquellos maravillosos años) con la historia estadounidense.
Tras 22 años en antena, la serie Cuéntame cómo pasó se ha convertido en todo un referente de la televisión y cultura española. 
La grabación del primer episodio comenzó el 29 de junio de 2001 y se emitió el 13 de septiembre de ese mismo año, apenas dos días después de los atentados del 11-S en Estados Unidos. Por este motivo, hasta la tarde del día 13 se estuvo considerando la posibilidad de aplazar el estreno por la gran conmoción mundial que habían supuesto los ataques en Nueva York. Finalmente, TVE confirmó en el Telediario 2 del mismo día 13, la emisión de la serie, que se estrenó a las 22:00 horas.

#### 1.ª temporada (1968-1969)
La serie Cuéntame reflejaba los cambios experimentados en España a partir de 1968. La historia comienza el 2 de abril de 1968, dos días antes de la victoria en Eurovisión de la cantante Massiel y acaba el episodio con ese triunfo.
La serie presenta a los personajes y desarrolla su evolución a lo largo de la temporada. Antonio, que trabaja en una imprenta y en el ministerio, acaba montando su propia imprenta con Desi (Roberto Cairo), Tinín (Enrique San Francisco) y Cervan (Tony Leblanc) y Mercedes (Ana Duato) que cose pantalones con su madre Herminia (María Galiana), termina la temporada asociándose con Nieves (Rosario Pardo) para montar ambas una boutique. 
Toni (Pablo Rivero) comienza la universidad, convirtiéndose en el primer Alcántara universitario y en la universidad conoce a Marta (Anna Allen), una joven comprometida con sus ideas políticas, de la que se enamora perdidamente Toni y que le hace adquirir un pensamiento crítico con la realidad del país. Inés (Irene Visedo), la hija mayor, comienza la serie trabajando en la peluquería de Nieves con su amiga Pili (Lluvia Rojo) y comprometida con su novio Jesús (Zoe Berriatúa), siguiendo el camino de las mujeres de su edad en la España de la época, sin embargo, poco a poco, decide romper con esa vida y comienza a estudiar para ser azafata, viaja a Londres y conoce a Mike (William Miller), que le descubre una realidad muy distinta a la que se vive en España. 
Carlos (Ricardo Gómez), el benjamín de la familia, es un niño revoltoso y despierto, que no para de hacer travesuras con sus amigos, Luis (Manuel Dios) y Josete (Santiago Crespo). Y Herminia, es la matriarca de la familia, una mujer que al principio es reticente a los cambios, pero que poco se va haciendo a ellos. En el final de temporada, se produce la llegada del hombre a la Luna y la familia ve por primera de cerca el mar en su viaje a Benidorm.
Esta primera temporada compuesta por 32 capítulos ordinarios y un especial, fue emitida desde el 13 de septiembre de 2001 hasta el 4 de julio de 2002. 

#### 2.ª temporada (1969-1970)
En la segunda temporada... Mercedes y Nieves abren la boutique «Meyni» y Mercedes se encuentra en la calle a una niña de apenas unos días de nacimiento, que termina adoptando y bautizando, sin embargo, al final aparece la madre biológica de la niña. 
Antonio continúa en su labor de director gerente de «Construcciones Nueva York», codeándose con Francisco Franco en una cacería y con Santiago Bernabéu en el estadio del Real Madrid.  
Inés se adentra en el mundo del espectáculo y descubre su pasión por el teatro, gracias a Llama a un inspector, obra de teatro organizada por el padre Eugenio (Pere Ponce) en el barrio, donde conoce a Diego Barrios (Antonio Valero), director de la obra, del que se enamora. Y Toni por su parte, hace el servicio militar. 
Purificación (Terele Pávez), que viaja a Madrid a vivir con su hijo y sus nietos porque está enferma, choca constantemente con su nuera Mercedes y con su consuegra Herminia.
En estos capítulos intervienen los actores Héctor Alterio y José Luis López Vázquez, en los papeles de Gerardo y Faustino Arias Forneiro.
Compuesta por 14 episodios, se emitió desde el 26 de septiembre de 2002 hasta el 26 de diciembre del mismo año.

#### 3.ª temporada (1970)
En la tercera temporada... Antonio intenta aspirar a una vida mejor y se produce el hundimiento de «Construcciones Nueva York», negocio emprendido únicamente para que Pablo Ramírez Sañudo (Pepe Sancho) y Jorge Lastra (Pepe Martín) se lucraran repartiéndose entre ambos 26 225 000 pesetas, pertenecientes a los clientes que habían invertido sus ahorros en pisos que nunca se llegaron a construir. 
Doña Pura continúa conviviendo con el resto de la familia, sin embargo su salud empeora y regresa al pueblo, donde finalmente fallece. 
Inés continúa con su vida como actriz y su noviazgo con Diego Barrios. Y Mercedes y Nieves intentan acrecentar el tamaño de «Meyni», por ello viajan a París, donde conocen a una importante empresaria española, Asunción Riaño (Fiorella Faltoyano).
Compuesta por 13 episodios y un especial final, fue emitida desde el 10 de abril de 2003 hasta el 10 de julio del mismo año.

#### 4.ª temporada (1970-1971)
En la cuarta temporada... Antonio intenta salir a flote tras una crisis vital sufrida por el desplome de «Construcciones Nueva York», regresa al ministerio, pero no tarda en irse, hastiado por el comportamiento de sus compañeros y tentado por la oferta de Merche, de trabajar como director de ventas en «Meyni», oferta que acepta a cambio de que Desi también trabaje en la empresa. El buen rumbo de la empresa, hace que don Pablo entre como gran socio capitalista. Toni y Clara (Silvia Espigado) tienen un idilio y Mike regresa y se marcha con Inés a Ibiza.
Compuesta por 14 episodios, fue emitida desde el 25 de septiembre de 2003 hasta el 1 de enero de 2004.

#### 5.ª temporada (1971)
En la quinta temporada... El matrimonio de Merche y Antonio pasa por un bache, Mercedes se queda embarazada y debido a la situación que atraviesa su matrimonio, decide de momento no contarle nada a Antonio y mantenerlo en secreto, sin embargo, Herminia se dará cuenta enseguida. 
«Meyni» pasa por un mal momento y Mercedes despide a Desi, Antonio se enfada y se marcha de la empresa y se va a trabajar con don Pablo a «Exposov». En medio de la crisis que atraviesa su matrimonio, Antonio conoce a Elisa (Emma Suárez) con la que empieza a tener una amistad especial. Para tomar distancia, Mercedes decide irse con Herminia al pueblo temporalmente. 
Inés solo aparece a final de temporada, ya que sigue en Ibiza. Y Toni trabaja en una obra como albañil. En los primeros capítulos de la temporada, llega Paquita (Ana Arias), sobrina de Mercedes, a la casa de los Alcántara, en busca de su novio Mateo (Asier Etxeandia). 
Compuesta por 11 episodios ordinarios y 2 especiales, fue emitida desde el 15 de abril de 2004 hasta el 22 de julio del mismo año.

#### 6.ª temporada (1972-1973)
En la sexta temporada... La familia Alcántara celebra con alegría la llegada de María (Esmeralda García) y con ella, llega la estabilidad a la familia tras un año algo turbulento... hasta que se reabre el caso «Construcciones Nueva York». Antonio trabaja en una imprenta de artes gráficas tras la quiebra de los negocios de don Pablo.
Mercedes está entregada al cuidado de la pequeña María, sin embargo, echa de menos los buenos tiempos de «Meyni». En el barrio se reencuentra con María Jesús, antigua trabajadora de «Meyni», que la recomienda para impartir clases de costura y confección en el instituto femenino, pero para poder seguir dando las clases, estudia para obtener el título de Secundaria. 
Inés se ha ido a vivir con Pili y se gana la vida vendiendo ropa «hippie». Toni trabaja en Pueblo y mantiene un noviazgo con Mila (Irene Montalà), un noviazgo que es sólido... hasta la reaparición de Marta Altamira. 
Carlos entra en la edad del pavo y se interesa por la poesía y por su nueva profesora de literatura, Almudena. Y Paquita inicia una relación sentimental con Quique, nuevo cocinero del Bistró. 
Nieves y Tinín participan en el Un, dos, tres. Desi abre su tienda de «Electrodomésticos Desi» y tras un romance con Clara, decide casarse con ella. Y Merche hace las paces con Clara después del incidente que mantuvieron tras la relación de Clara y Toni.
Conformada por 12 episodios ordinarios y dos especiales, se estrenó el 18 de noviembre de 2004 y acabó el 24 de febrero de 2005.

#### 7.ª temporada (1973-1974)
En la séptima temporada... Antonio forma una cooperativa en la imprenta con sus compañeros tras venderles los anteriores propietarios su participación en Gráficas Hermanos Usillos y la imprenta pasa a llamarse Herederos de Usillos. 
Mercedes sigue impartiendo clases de corte y confección en el instituto femenino. Sin embargo, ella rechaza la oferta de Chelo de unirse a la Sección Femenina de Falange Española, lo que provoca incomodidad y apartamiento en el trabajo. Mercedes acaba abandonando las clases en el instituto femenino para centrarse en «Meyni». La mercería ha sufrido la marcha de Nieves y le ha surgido un nuevo competidor: «Yolanda's», nueva mercería-boutique del barrio abierta por Yolanda (Mercedes Hoyos). Ella es una nueva vecina del barrio, que es divorciada, algo que sorprende a los vecinos del barrio, porque el divorcio llevaba prohibido en España desde hacía 40 años, pero Yolanda se casó y divorció en Gibraltar. Yolanda llega con su hija Karina (Elena Rivera), que es de la misma edad que Carlos. 
Toni milita en la trotskista Liga Comunista Revolucionaria (LCR) y se vuelve a reencontrar con Marta, que milita en el PCE y que está comprometida con su novio Alejandro, cuyo padre es procurador en las Cortes franquistas. Inés se reencuentra con Eugenio y tras varias dificultades, decide abandonar el sacerdocio y se casa con ella, que además, decide volver a ser actriz. 
Herminia conoce a través de Valentina (Alicia Hermida) a Alfredo (Txema Blasco), que también es viudo y con el que comienza una amistad especial. Froilán (Antonio Canal), sustituye a Eugenio como párroco de la iglesia de San Genaro. Y los vecinos del barrio casi sufren la expropiación de sus viviendas.
Compuesta por 15 capítulos ordinarios, un especial resumiendo la temporada anterior y otros dos especiales, fue emitida desde el 22 de septiembre de 2005 hasta el 12 de enero de 2006.

#### 8.ª temporada (1974-1975)
En la octava temporada... Antonio conoce en la imprenta a un nuevo cliente, Rafael Prieto (Juanjo Puigcorbé), que es adicto al póquer y hace que Antonio también desarrolle una adicción por el juego que provoca que la familia contraiga una deuda cuantiosa. Mercedes conoce a la mujer de Rafael, Bárbara (Mapi Galán), con la que se asocia y que posteriormente descubre que le ha robado sus diseños. Mercedes decide demandarla, pero debido a la situación económica que atraviesa la familia por culpa de Antonio, hace que le venda sus diseños y retire la demanda. 
Toni continúa militando en la LCR, y para no poner en peligro a su familia se marcha de casa. Inés continúa siendo actriz y Eugenio obtiene la secularización y comienza a impartir clases en el instituto de Carlos. En el plano personal, Inés y Eugenio atraviesan una crisis matrimonial que hace que finalmente se separen. Durante el tiempo que está en la cárcel, Inés se da cuenta de que espera un hijo con Eugenio y entonces, ambos deciden darse una segunda oportunidad. 
Herminia continúa con su relación con Alfredo. Carlos, al igual que su hermano Toni, empieza a interesarse por la política y defiende sus ideales. 
Paquita está en crisis con Quique y se ha dado cuenta de que ya no está enamorada de él. Para tomar una decisión, escribe a Elena Francis para que la oriente y finalmente acaba rompiendo con Quique y empieza una relación con Miguel (Juan Echanove), una relación no exenta de obstáculos por parte de la familia y de la mujer de Miguel, Marie Chantal (Anne Marie Rosier). 
En el final de temporada, se reabre el caso de Inés y gracias a la ayuda de don Pablo y de todos los vecinos de San Genaro, consigue huir con Eugenio a Francia, evitar la cárcel y que su hijo nazca ahí. Miguel presta el dinero con el que iba a comprar el Bistró con Paquita a Antonio, para que pague su deuda y ambos fingen que Miguel ha sufrido un atraco.
Compuesta por 19 episodios ordinarios, un especial resumen de la temporada anterior y dos especiales más, fue estrenada el 14 de septiembre de 2006 y acabó el 8 de febrero de 2007. 

#### 9.ª temporada (1975-1976)
En la novena temporada... Antonio y Mercedes superan la crisis matrimonial que tuvieron en el final de la temporada anterior y regresan con Miguel, de ver a Inés, Eugenio y su hijo Oriol en París. Antonio continúa trabajando en la cooperativa Herederos de Gráficas Usillos y se reencuentra con Pablo, que le abre su importante agenda de contactos. Mercedes empieza en la universidad la carrera de Ciencias Económicas y Empresariales y se hace amiga de su profesora Begoña (Blanca Portillo) y de su novio Víctor (Javier Albalá), que también es profesor. 
Herminia continúa con su amistad especial con Alfredo. Toni y Juana consolidan su relación y ambos continúan trabajando en Pueblo. Carlos toma conciencia de la realidad que atraviesa el país y defiende sus ideas. En el instituto, su profesora Carola (Ana Risueño) le inculca su amor por la poesía y por grandes poetas y Karina, Josete y él, conocen a Azucena, una muchacha que milita en la LCR y hacia el final de temporada, comienza un noviazgo con Julia (Claudia Traisac). 
Inés y Eugenio se separan y éste regresa a Madrid y comienza un noviazgo con Carola e Inés se queda en París con el pequeño Oriol. Miguel y Paquita consolidan su noviazgo y superan una pequeña crisis tras la reaparición de Esperanza (Uxía Blanco). Y fallece el dictador Francisco Franco.  
Compuesta por 19 episodios ordinarios y 3 especiales, se estrenó el 13 de septiembre de 2007 y acabó el 14 de febrero de 2008.  
En noviembre de 2007, a pesar de la bajada de audiencia registrada durante esta temporada, su productor ejecutivo Miguel Ángel Bernardeau, había afirmado que se continuaría emitiendo hasta narrar el final de la Transición.

#### 10.ª temporada (1976-1977)
En la décima temporada... Antonio compra la parte de sus socios en Herederos de Gráficas Usillos y la imprenta pasa a llamarse Alcántara Rotopress y Antonio y Pablo pasan a ser los directores de la misma y crean la revista Por supuesto, una revista que mezclaba contenidos eróticos y reportajes de investigación. Para el lanzamiento de la revista, Pablo contrata a Jorge Arias Terreros (Unax Ugalde). Juana consigue fotografiar a Santiago Carrillo que se encuentra en Madrid, sin embargo Marta Altamira reaparece y le pide a Toni que no venda las fotografías a la revista de su padre, a cambio de poder entrevistarle; Toni accede y Antonio se enfada. 
En un viaje de negocios a Bilbao, Antonio es infiel a Mercedes con Amparo, siendo ésta la segunda infidelidad de Antonio a Mercedes. Posteriormente, Toni se queda en el paro por el cierre de Pueblo, Antonio le hace una oferta para que se vaya a trabajar con él y Toni la rechaza y se va a la competencia y eso dinamita la relación entre padre e hijo. Después, Pablo tiene que abandonar el país por un artículo que escribió en la revista sobre el primer aniversario de la muerte de Francisco Franco y sufre una paliza a manos de unos ultras, esto hace que Antonio tenga que dirigir la imprenta con Jorge y que desarrolle una relación paternofilial con él, pero Jorge le acaba traicionando de la peor de las maneras, montando su propia imprenta y llevándose consigo la cartera de clientes de la imprenta de Antonio. Poco después, Antonio sufre una angina de pecho y Toni se hace cargo de la imprenta. 
Mercedes continúa estudiando en la universidad y con la peluquería. Mercedes se entera de que Loli y Desi han estado engañando a Clara y la despide. Toni y Juana se quedan sin trabajo tras el cierre de Pueblo y se casan en Gibraltar, pero después Marta reaparece y sufren una importante crisis de pareja. Julia deja a Carlos y éste se fija en Carola. Al mismo tiempo, Carlos escribe un relato dedicado a su padre El hijo del p'arriba. 
Paquita se queda embarazada y se casa con Miguel. Poco después de casarse, Antonio y Miguel, deciden vender las tierras al 50%, sin embargo Paquita saca a relucir en el momento de la firma, que Pura dejó el 66% de las tierras a Miguel y el 33% a Antonio y eso provoca fuertes reproches entre los hermanos Alcántara, que hacen que se rompa su relación, pero posteriormente se reconcilian cuando nace Diana, la hija de Miguel y Paquita. En el final de temporada, Paquita y Miguel se enteran de que van a volver a ser padres e Inés reaparece, siendo interpretada en esta ocasión por Marieta Orozco, porque Irene Visedo declinó la oferta de la productora para reincorporarse a la serie en el último episodio de esta temporada y estar ya también en la siguiente.
La décima temporada constituida por 17 episodios ordinarios y 2 especiales, fue estrenada el 28 de agosto de 2008 con un especial sobre «el destape», y acabó el 25 de diciembre de mismo año. 
En diciembre de 2008, RTVE y Ganga Producciones anunciaron que la serie, que en su décima temporada estaba cosechando buenos niveles de audiencia, sería renovada hasta por tres temporadas más, y se metería de lleno en la década de los 80 y la movida madrileña.

#### 11.ª temporada (1977)
En la 11.ª temporada de 'Cuéntame cómo pasó', Antonio se hace militante de UCD y posteriormente es nombrado director de Producción Agraria en el Ministerio de Agricultura. Mercedes sigue compaginando sus estudios con la peluquería. Herminia tiene un glaucoma y es intervenida de urgencia, reapareciendo en ese momento en la serie Pastora Vega que interpretaba a Celia Gómez, madre de Marta Altamira (Anna Allen). Toni empieza a trabajar en un bufete laboralista y espera un hijo con Juana. Carlos y Karina inician una relación. Paquita y Miguel son padres de mellizas. Y Valentina y Anselmo se enamoran e inician una relación. En el último episodio de la temporada, los Alcántara Fernández abandonan el barrio y se van a vivir a un lujoso piso en el barrio de Salamanca.
La undécima temporada compuesta por 15 episodios ordinarios y un especial, se estrenó el 3 de septiembre de 2009 y acabó el 17 de diciembre del mismo año. 

#### 12.ª temporada (1978-1979)
En esta temporada... los Alcántara Fernández llevan viviendo seis meses en su nueva casa y ya se han amoldado, menos Herminia, que se resiste a abandonar de todo el barrio después de tantos años. En el mismo edificio que viven los Alcántara, viven Goyo (Pepo Oliva) y Pituca (Mercè Mariné) con su hijo Felipe (Nacho Aldeguer), que es muy conflictivo. 
Antonio vende la imprenta a sus trabajadores, que forman una cooperativa, pero terminan quebrando y teniendo que cerrar la imprenta; más o menos al mismo tiempo, Antonio se ve obligado a dimitir de su cargo de director de Producción Agraria en el Ministerio de Agricultura y ve como su partido lo deja de lado. Por su parte, Merche compagina la peluquería con sus estudios. 
Carlos se apunta a la mili y rompe con Karina. Juana y Toni se van a vivir al piso familiar de San Genaro tras la mudanza de los Alcántara al barrio de Salamanca, pierden el hijo que esperaban y sufren una grave crisis que desemboca en ruptura; al mismo tiempo, Toni ve como el bufete en el que trabajaba, cierra, y su compañera Sonia le propone asociarse y tener su propio bufete y Cecilia, la amiga de Inés, con la que inicia un romance, le propone que se vayan a vivir a Roma. 
Después de tres años fuera de España, Inés regresa, esta vez interpretada por Pilar Punzano que sustituye a Irene Visedo, su intérprete original, que rechazó por segunda vez la oferta de la productora de la ficción para regresar a la serie –la primera había sido en 2008–. Inés empieza a trabajar en el mundo de la noche, donde conoce a Jaime (Rafael Reaño), que es heroinómano y provoca que la primogénita de los Alcántara también sufra esta adicción. Tiempo después, Jaime acaba falleciendo por una sobredosis y los Alcántara se vuelcan con Inés y gracias a su fortaleza, consigue dejar atrás sus adicciones. Al mismo tiempo, Valentina y Anselmo abandonan el barrio para vivir su amor. 
En el final de temporada, Antonio y Merche firman la hipoteca de su piso y el Banco de Granada, que es donde tienen sus ahorros (más de 15 000 000 de ptas.), quiebra, dejando a los Alcántara completamente arruinados. En ese momento, reaparece Rafael (Juanjo Puigcorbé) y provoca que Antonio casi recaiga en la ludopatía.
Como curiosidad, en esta temporada se iba a viajar al futuro, a 2010, en el episodio «Los amigos de Carlos» que fue escrito por Jacobo Delgado y Sonia Sánchez y que finalmente no fue grabado. En dicho episodio, Carlos, Luis y Josete, se reunían para celebrar su 50.⁰ cumpleaños y se daban cuenta que su amistad ya no es la que era. Mientras que Ricardo Gómez seguía interpretando a Carlos, caracterizado, en esta entrega, Nancho Novo y Jorge Calvo interpretaban a Josete y a Luis respectivamente; Ana Arias interpretaba a su hija Diana y Juan Echanove seguía interpretando a Miguel, caracterizado por el paso de los años, al igual que Ricardo Gómez.
Compuesta de 17 capítulos ordinarios y un especial, se estrenó el 11 de noviembre de 2010 (cuyo rodaje había empezado el lunes, 21 de junio de ese año y acabaría el viernes, 4 de febrero de 2011). Cuéntame cómo pasó fue el espacio más visto en todas sus emisiones, despidiendo la temporada el 17 de marzo de 2011 con 4 800 000 espectadores y un 24,6% de cuota. 

#### 13.ª temporada (1979-1981)
Pese a perder todos sus ahorros, la familia Alcántara continúa viviendo en el piso del barrio de Salamanca por la terquedad de Antonio, hasta que Mercedes le hace entrar en razón y regresan a San Genaro. 
Mercedes empieza a trabajar en la «Inmobiliaria Tereñes» y en un viaje de negocios que hace a Benidorm con su jefe Tomás (Josep Julien), se reencuentra con Nieves y conoce a su marido Manu del Lobo (Tony River); en dicho viaje, Merche se descubre un bulto en el pecho, pero para no preocupar a su familia decide ocultarlo, pero al final no tiene más remedio que confesarlo y toda la familia se vuelca con ella. Tras pasar un año muy duro de tratamiento contra el cáncer y serle extirpado un pecho, Merche supera la enfermedad y se convierte en un ejemplo de fortaleza para sus seres queridos. 
Antonio a sus 53 años de edad, tiene dificultades para encontrar trabajo hasta que tras verse obligado a desprenderse de su Mercedes, empieza a trabajar en un concesionario de coches, que deja al poco tiempo porque monta con Desi, Clara, Miguel, Ramón y Josefina, en el antiguo local que tenía Desi, –en el que puso máquinas recreativas y se quemó– la tienda «Estandartes y Banderas». 
Carlos empieza a estudiar en ICADE, pero abandona sus estudios al poco tiempo, para montar con Felipe y Arancha (Nazaret Aracil) un bar y gracias a la buena marcha del negocio, se va a vivir con Arancha y Felipe e inician un trío. 
Toni continúa viviendo en Roma con Cecilia, pero regresa en el ecuador de la temporada y empieza a trabajar en Radio Centro, dándose cuenta al final de la temporada que Juana le ocultó que estaba embarazada y que tuvo un hijo suyo, llamado Santi (Víctor Garrido). Inés está completamente recuperada y da clases en el taller para ayudar a jóvenes que tienen adicciones. Y Herminia sufre la pérdida de Alfredo y es informada de que éste la incluyó en su testamento. Al ir al notario, Herminia se da cuenta de que Alfredo no es el "caballero" que ella creía, ya que al mismo tiempo de estar con ella, estaba con otras mujeres. 
Paquita está al borde del colapso, ya que no da abasto con las niñas y el bar y su relación con Miguel se resiente. Tras ser informada del delicado estado de salud de su padre Anselmo, se va cuidarle y Miguel se queda en Madrid. En el negocio de «Estandartes y Banderas», conoce a Rocío (Marisol Membrillo), una empresaria andaluza por la cual se siente atraído desde el primer momento y acaba traicionando a Paquita. Su suegro Anselmo, se da cuenta de que le está siendo infiel a su hija y le apremia para que le diga a su hija la relación extramatrimonial que mantiene con Rocío. Tras confesarle a Paquita su infidelidad con Rocío, Paquita expulsa a Miguel de su vida, pero al final de temporada se terminan dado una oportunidad. 
La decimotercera temporada de la serie, cuyo rodaje comenzó el lunes, 13 de junio de 2011 y acabó el viernes, 27 de enero de 2012, con un total de 16 episodios ordinarios y tres especiales, empezó a emitirse el 15 de septiembre de 2011.  
El 27 de julio de 2012, un pasaje de la serie fue utilizado durante la ceremonia de apertura de la celebración de los Juegos Olímpicos de Londres.

#### 14.ª temporada (1981-1982)
El primer episodio que se emitió el 3 de enero de 2013, fue el especial «La movida y mucho más», que en realidad correspondía al último de la temporada precedente. En realidad, el primer capítulo de la temporada fue el emitido entonces como segundo: «Larga noche de transistores y teléfonos», que trataba del golpe de Estado del 23 de febrero de 1981.  
En esta temporada, los Alcántara se van a Sagrillas tras ser acusados por el barrio de asesinos por creer que el aceite que vendían estaba adulterado, pero al final, regresan a Madrid al darse cuenta de que «ya son más de ciudad que de pueblo». Antonio continúa con «Estandartes y Banderas», monta con Rodolfo Miravete (Joaquín Núñez) —que llega con su familia a Madrid, tras muchos años viviendo en Inglaterra— una bodega en Sagrillas y tras el fallecimiento de Pablo, es informado por su abogado de que hay una sociedad de las muchas que abrieron, que sigue abierta, el «Club 2001», reencontrándose con Lola (Lidia Otón), ocho años después. Mercedes por su parte, continúa con la peluquería «Spejos», aunque la acaba cerrando y vende el local a Desi, que monta un videoclub. Tras el fallecimiento de Pablo, Merche conoce a Estefanía (Marta Nieto), que también sufrió un cáncer de mama y ambas se asocian y montan una línea de moda para mujeres mastectomizadas. 
Inés vuelve a ser actriz y protagoniza la película «Agujas de hielo» y comienza una relación con Mario Barreiros (Xisco Segura). Aparte, sufre el chantaje de la jefa de Toni, María José (Lluïsa Castell), que está locamente enamorada de ella y la obliga a mantener una relación sentimental a cambio de que Toni mantenga su trabajo. Toni por su parte, continúa en Radio Centro, se reencuentra con Juana y hacen oficial que Santi es hijo suyo. Al final de temporada, parece que se dan una segunda oportunidad y Toni se va a vivir a Londres con ella y con Santi, tras abandonar su trabajo en Radio Centro. Carlos retoma su rol de escritor, comienza una amistad especial con Lola (Katia Klein), la hija de Rodolfo. Tras descubrir que Karina sufrió una agresión sexual por parte del novio de su madre, Gerardo (Jaime Pujol), acoge a Karina, que atraviesa una fuerte depresión porque su madre no la cree. Por hechos relacionados con Karina y Felipe, Carlos permanece en prisión en los cuatro últimos episodios de la temporada, sufriendo un apuñalamiento que casi le cuesta la vida.  
Miguel y Paquita acaban separandose, tras no dejar atrás Miguel, el recuerdo de Rocío, con la cual inicia una relación y se va a vivir a Sevilla, pero al final la relación no llega a buen puerto. Paralelamente, Paquita inicia un noviazgo con Asier (Jorge Suquet), pero la relación no cuaja y termina yéndose con sus hijas, Diana, Lola y Victoria a vivir a Benidorm con Anselmo «El Matamulas». 
La grabación de la decimocuarta temporada compuesta por 19 episodios ordinarios, comenzó el lunes, 4 de junio de 2012 y acabó el viernes, 1 de febrero de 2013. El último episodio reunió a 5 012 000 espectadores, con un 25,5% de share.  
El 22 de noviembre de 2013, ganó a Aquí no hay quien viva en el certamen de series organizado por el diario El País.

#### 15.ª temporada (1982-1983)
En la decimoquinta temporada de 'Cuéntame cómo pasó', Antonio y Mercedes sufren una crisis matrimonial y Antonio le es infiel a Mercedes con Paz (Ariadna Gil), lo que provoca que estén separados gran parte de la temporada y que Carlos rompa con su padre por haber sido testigo de su infidelidad. En esta temporada, Mercedes sigue involucrada con la firma de moda «Hypolita», para mujeres mastectomizadas, con su socia Estefanía. Con motivo del lanzamiento de la firma, conoce a Lucas (Ginés García Millán), un fotógrafo que se encarga de los posados de Mercedes y Estefanía, para «Hypolita». Por su parte, Antonio termina rompiendo su sociedad con Rodolfo, porque Margaret (Myriam Mézières) y Lola han regresado a Inglaterra y Margaret se ha llevado todo el dinero de la cuenta conjunta del matrimonio, con lo cual Rodolfo, no puede hacer frente a los diferentes pagos que tiene que hacer dentro de la bodega «Alcántara Miravete». Tras este hecho, Antonio y Maurín (Pep Ferrer), se asocian y continúan con la bodega.
Carlos, que desde que salió de prisión vivía con su hermano en Londres, regresa a Madrid, y hace ver a todos que está perfectamente y que tiene superado su paso por la cárcel y nada más lejos de la realidad, tiene pesadillas recurrentes con su compañero de la cárcel, Salazar (Juan Codina) y ataques de ansiedad, por lo que tras tener reticencias, acude a la psicóloga que le recomendó Karina, Lucía (Bárbara Goenaga).
Toni regresa de Londres tras haber fracasado su segunda oportunidad con Juana y lo hace solo, mientras que su ex y Santi se quedan viviendo en la capital británica. Ya en Madrid, encuentra trabajo en la agencia de prensa 'Ibérica Press', donde comienza a investigar con su compañero Samuel, los sospechosos robos cometidos en las joyerías, una investigación en la cual descubren una trama de corrupción dentro de la Policía, en la cual el inspector Bretón (Pedro Mari Sánchez), es protagonista. Para darle caza, viaja a Tánger con el inspector Dávila (Alberto Alonso), que finalmente fallece en un accidente de tráfico, del cual sale indemne Toni, accidente que fue provocado por los secuaces de Bretón. 
Tras el regreso de su hermano a Madrid, Inés convive con él y más adelante, tras el fallecimiento de Eugenio, con su hijo Oriol, por el cual sufre, ya que piensa, que prefiere a Carola  —pareja de Eugenio— como madre y porque su profesión, al ser tan inestable, provoca que no tenga ingresos fijos cada mes y tenga apuros económicos, aunque al final, Oriol, se acaba adaptando. Tras el fallecimiento de Eugenio, Carola le confiesa a Inés los celos que sentía hacia ella y acaba descubriendo que Inés y Eugenio se acostaron la noche anterior. 
Por último, Miguel y Paquita dan carpetazo a su matrimonio y tras estar harta de no parar de discutir con Miguel, Paquita abandona el barrio indefinidamente con sus hijas, Diana, Lola y Victoria y vuelve a Benidorm con Anselmo. Tras esto y la ruptura de Antonio y Mercedes, Miguel y Antonio se van a vivir a un apartahotel.
El rodaje de la decimoquinta temporada de 19 episodios, comenzó el lunes, 2 de septiembre de 2013 y acabó el viernes, 16 de mayo de 2014. El último capítulo reunió a 4 689 000 telespectadores y un 24% de cuota de pantalla, récord de temporada.

#### 16.ª temporada (1983)
En esta temporada, Antonio y Mercedes se reconcilian y vuelven a vivir juntos. Más tarde, Antonio sufre un amago de infarto en Sagrillas, porque el habitáculo en el que está María, se acaba incendiando. Tras este hecho, Mercedes toma las riendas de la sociedad que comparten Antonio y Maurín y descubre a Maurín absusando de Luisa (Ramos López), la secretaria y sobrina de Merche. Mercedes piensa erróneamente que Luisa y Maurín estaban manteniendo una relación consentida cuando no lo era y la despide, por lo que Luisa acaba llevando a juicio a Antonio y Maurín y Mercedes acaba cayendo en su error y declara en contra de Mauro, que pierde la cordura, embiste con su coche al de Antonio y lo saca de la carretera, secuestra a Mercedes y rocía de gasolina la bodega con Mercedes y Antonio dentro. 
Carlos traspasa el «Fly» a Marcelo y se centra en su novela. Estando en el «Fly», conoce a Nuka (Carla Nieto), una misteriosa fotógrafa con la que tiene una apasionada relación a lo largo de la temporada, conociendo varios aspectos de su vida, como que tuvo una hermana gemela que falleció, que se culpa constantemente de su muerte y que su madre trataba mejor a su hermana que a ella. Estando en Barcelona, Carlos conoce a la familia de Nuka y descubre que Nuka tuvo su primera vez con su editor, David (José Pedro Carrión), que Nuka tiene adicciones con las drogas y que David y su mujer Elvira (Belén Fabra), pretenden robarle la autoría de la novela.
Herminia inicia una relación enigmática con Jerónimo (Carles Arquimbau), el mago que conoció en el balneario de Archena y se rompe la cadera tras caerse en la peluquería de Nieves.
Tras casi conseguir que Bretón pagara por sus delitos, Toni está más en peligro que nunca y está amenazado por Bretón, aun así continúa investigando la trama corrupta de la policía, junto con Samuel, su compañero de «Ibérica Press». Paralelamente, para conseguir ingresos extra, cubre la boda de Lolita con Guillermo Furiase en Marbella y conoce a Melek (Alicia Sanz), hija de un importante traficante de armas turco. 
Inés continúa buscando trabajos como actriz para sacar adelante a su hijo Oriol y conoce a su casero, José Ignacio (Jordi Rebellón), con el cual mantiene una relación sentimental, que se ve amenazada constantemente por el boicoteo de su problemática hija Luchi (Susana Abaitua).
Paquita regresa al barrio con fuerzas completamente renovadas e inicia una reforma en el Bistró y contrata a Pepe (Sergio Pazos) como camarero e inicia una relación con éste. Por su parte, Miguel vuelve a hacerse cargo del Bistró junto con Paquita e inicia un noviazgo con Nieves, que regresa definitivamente al barrio diez años después, dejando atrás un matrimonio roto y abre una peluquería unisex.
Tras el fallecimiento de Roberto Cairo, se le dedicó el capítulo titulado «Polvo al polvo» en homenaje a su personaje, Desi, y la avenida principal del barrio pasó a tener el nombre del actor. Luis, por su parte, regresa al barrio y cae en las drogas, como muchos jóvenes del barrio, que son ayudados por el padre Froilán e Inés para salir de sus adicciones, lo que provoca tensiones con los vecinos.
En el último episodio de la temporada, Carlos presenta su novela en compañía de David en la discoteca «Alcalá 20» y éste se adjudica la autoría de su novela. Esa misma noche, queda atrapado junto con Karina, Josete y Nuka en el interior de la discoteca tras desatarse el incendio, siendo Karina la más afectada, dándose entonces cuenta Carlos, de que los sentimientos que creía enterrados hacía ella, seguían vivos. Las últimas escenas de la temporada corresponden al partido de fútbol en el que España y Malta quedaron 12-1.
La 16.ª temporada de la serie, se rodó entre el lunes, 15 de septiembre de 2014 y finalizó el viernes, 24 de abril de 2015.

#### 17.ª temporada (1984-1985)
La 17.ª temporada está compuesta por 19 capítulos y se grabó entre el 7 de septiembre de 2015 y el 15 de abril de 2016, se emitió entre el 7 de enero de 2016 y el 19 de mayo de 2016.
El reparto principal compuesto por Imanol Arias, Ana Duato, Ricardo Gómez, Juan Echanove, Ana Arias y María Galiana, recupera en esta andadura a Irene Visedo en el papel de Inés y pierde a su anterior intérprete, Pilar Punzano y a Pablo Rivero.
Esta temporada contó con las incorporaciones de Antonio Resines, Elisabeth Larena, Francesc Orella y Carmen Balagué y con el regreso del personaje de Julia, interpretado por Claudia Traisac. Además, Elena Furiase y Melody participaron con sendos papeles episódicos.
Antonio pasa por un momento difícil, porque sino compra la parte de la bodega que tiene Mauro (51%), llevará a los Alcántara a la ruina, pero no tiene el dinero para comprar su parte, por lo que sus hijos, su hermano Miguel, María... se vuelcan en conseguir el dinero que necesita, ¡incluso va con Mercedes al 1, 2, 3!, pero no les sale como ellos esperaban. Tras pasar una pequeña crisis con Mercedes, renuevan sus votos en el episodio final de temporada, en una doble boda con Inés y José Ignacio.
Mercedes pasa por un mal momento personal, debido al episodio traumático que vivió por culpa de Mauro, hecho que le provoca pesadillas recurrentes y que le obliga a tomar pastillas para dormir. Clara, que también lo pasó muy mal cuando falleció Desi, le recomienda que vaya a ver a su psicólogo, Helio (Francesc Orella), el cual le ayuda a sanar sus heridas. 
Tras vender su novela a David por ayudar a su padre y tener una bronca con Karina —que tras estar ingresada, Carlos y ella se dan cuenta de que se siguen queriendo—, Carlos emprende un viaje con su moto que le lleva por el sur de España, reencontrándose con Luis, yéndose juntos a Sagrillas. Ya en el pueblo, Carlos ayuda a Luis a salir de sus adicciones y va Karina de visita, que termina intimando con Carlos, pero ella a pesar de estar enamorada de Carlos, quiere tener una relación para toda la vida, por lo que se va al extranjero y se casa con Mauricio, un activista de Greenpeace. Tras la marcha de Karina, Carlos y Julia inician una relación seria y se van a vivir juntos a Bruselas, en el final de temporada
Toni continúa investigando a Bretón y éste le amenaza diciéndole que tiene que dar la información como el quiere, o sino morirá. Tras avisar a Mario de que estaba en la lista de objetivos, éste huye junto con varios miembros de ETA. Tras recibir un paquete bomba en la agencia que era para Toni, el paquete es abierto por Samuel, él cual sufre heridas muy graves, lo que hace que Toni tenga que huir a Londres porque su vida corre peligro. 
Inés continúa su noviazgo con José Ignacio y con el tira y afloja con la hija de este, Luchi (Elisabeth Larena). En el último episodio, se entera de que José Ignacio fue el culpable de que no participará en La vaquilla de Berlanga y después se entera de que, José Ignacio tiene que salir de España, porque va a perder todo su patrimonio a manos de Luchi, por lo que la apremia a que ella y Oriol se vayan con él, pero Inés no se va con él y José Ignacio es detenido en el aeropuerto por la policía. 
En cuanto al barrio, varios vecinos del barrio sufren un accidente de autobús en la excursión que iban a hacer a Lourdes, autobús en el que iba a Herminia, pero del que se bajó, afortunadamente, antes de que todo ocurriera. Posteriormente, el barrio de San Genaro se ve atemorizado por la presencia de un violador, que viola a Clara y Pili. Gracias a la intervención de María y de Gonzalo, es detenido. 
En el penúltimo episodio, San Genaro sufre un atentado con coche bomba, en el cual fallece el abuelo de Gala (Carlota Andrade) y su conductor, Alpuente (Miguel Bernardeau). 

#### 18.ª temporada (1985-1986)
El rodaje de la decimoctava temporada comienza el 31 de agosto de 2016 en Bruselas, con Ricardo Gómez y el 5 de septiembre del mismo año con el resto del elenco. La grabación finalizó el 12 de abril de 2017 y se estrenó el 12 de enero de 2017.
La temporada se inicia en abril de 1985 y Paquita quiere celebrar su cumpleaños con toda su familia en el restaurante El Descanso de Torrejón de Ardoz (Madrid), restaurante que sufre un atentado terrorista.
Antonio, Mercedes, Herminia y María, se van a vivir a un chalet en los Altos de San Genaro, chalet que también quieren comprar Miguel y Paquita. Herminia, que no quiere ser un estorbo, se marcha a vivir a una residencia, pero Inés y Marcos se dan cuenta de lo mal que tratan en la residencia a los residentes y se la llevan de nuevo a casa. Posteriormente, tras un allanamiento, los Alcántara regresan a su antiguo hogar en San Genaro. Al poco de regresar, salen unas grietas en el piso de los Alcántara y hay derrumbes parciales en el barrio, por lo que los vecinos se ven obligados a abandonar sus casas por el riesgo de hundimiento de sus casas. Todo tiene su origen en la inundación que sufrió el descampado de San Genaro el 6 de enero de 1974 y gracias al cual se evitó la expropiación del barrio por parte del Ayuntamiento. Avanzada la temporada, Merche se somete a una cirugía para reconstruirse el pecho. 
Viviendo en los Altos, María sufre el acoso de Álvarez, un vecino de la urbanización que resulta ser un pederasta. Justo cuando Inés y Toni, tenían un plan para dar caza a Álvarez, éste sufre un accidente mortal de tráfico. En esta etapa, María se apunta a clases de patinaje sobre hielo. Fruto de los nervios, falla en su primera competición de patinaje, lo que le hace replantearse si seguir dando clases.
Carlos continúa viviendo en Bruselas con Julia y trabaja como friegaplatos en un restaurante regentado por una española, Koro (Itziar Ituño). El poco tiempo libre que le deja su trabajo lo dedica a escribir su nueva novela y a estar con Julia, que trabaja en el Parlamento Europeo. Karina y su recién estrenado marido, Mauricio, viajan a Bruselas y se hospedan en la casa de Carlos y Julia. En su reencuentro, Carlos y Karina no pueden reprimir sus sentimientos y hacen el amor, provocando que Karina y Mauricio se marchen precipitadamente de Bruselas y que, poco después, Julia rompa con Carlos y éste regrese a Madrid. Tras la ruptura, Carlos se instala en su viejo piso y después se hace cargo de la bodega de su padre en Sagrillas, junto con Luis y Maite. También, abre un pequeño hotel rural en la casa de su abuela Pura. Al mismo tiempo, Carlos no ceja en su empeño de estar con el amor de su vida, Karina y finalmente lo consigue y le pide matrimonio al final del último capítulo de la temporada.  Tras llegarle de manera accidentada el manuscrito de la nueva novela de Carlos, Carmen Balcells se convierte en su agente literaria.
Inés está viviendo una gran etapa profesional con el estreno de Fuenteovejuna, pero bastante mal en lo personal. Desde su ruptura con José Ignacio, Inés y Oriol viven en la casa de los Alcántara, pero al poco tiempo, Inés busca una casa en la que vivir con su hijo y conoce a Marcos (Carlos Cuevas), un periodista que trabaja en TVE y que se enamora perdidamente de ella y, pese a que Inés es reticente, finalmente inician una relación.
Toni regresa a Madrid, en compañía de su novia Deborah y se incorpora a los informativos de TVE, como presentador de la segunda edición del Telediario de TVE. Ambos se instalan en el piso en el cual vivía Carlos hasta su marcha a Bruselas.
En el cuarto episodio, Anselmo, el padre de Paquita fallece y Paquita se convierte en heredera de su fortuna y se marcha a vivir a Benidorm con Miguel y las niñas. En el pueblo conoce a la mujer de su padre, Olga (Cristina Marcos) y Abraham (Miguel Canalejo), el hijo de ella, que vivían en Benidorm con Anselmo y regentaban la arroceria que éste tenía en propiedad. Paquita y Miguel se van a vivir a Benidorm, pues ella es la heredera, y les ceden a Olga y su hijo el piso de San Genaro además de traspasarles el Bistrot. Durante dos episodios, los Alcántara viajan a Benidorm a visitar a Miguel y Paquita, días que no están exentos de discusiones y sobresaltos. Más adelante, ellos y su hija mayor, Diana, visitan Sagrillas con motivo de la inauguración del hotel rural de Carlos,. Entonces 'El Rana' y Martín planean secuestrar a Diana en San Genaro y pedir un rescate por su liberación. Al rescatar a la niña Miguel Alcántara sufre un infarto del cual fallece repentinamente.
Al elenco principal liderado por Imanol Arias y Ana Duato y conformado una temporada más por Irene Visedo, Juan Echanove, Ana Arias, Paula Gallego y María Galiana, se reincorpora en el séptimo episodio de la temporada, Pablo Rivero y sale Juan Echanove en el decimoctavo episodio.
El reparto de actores secundarios continúa conformado por Manolo Cal, Silvia Espigado, Santiago Crespo, Manuel Dios, Rosario Pardo, Elena Rivera, Carmen Balagué y Antonio Canal.
Cristina Marcos, Miguel Canalejo, Carlos Cuevas, Denis Gómez, Lucía Quintana, Paloma Bloyd, Itziar Ituño, Víctor Clavijo, Clara Sanchís, Gemma Cuervo, Félix Pons y Cristina Alcázar, son algunos de los 150 actores que participan en esta temporada. 
Al equipo guionistas que conforman Eduardo Ladrón de Guevara, Jacobo Delgado, Curro Royo, Bárbara Alpuente y Sonia Sánchez y lideran Joaquín Oristrell e Ignacio del Moral, se suma Pablo Bartolomé.
La audiencia media de la temporada fue de 2.988.315,79 (17,92%).

#### 19.ª temporada (1987-1988)
La 19.ª temporada comprende dos periodos; el primero, de los episodios 330 a 338, desde el jueves, 25 de enero de 2018 al jueves, 22 de marzo de 2018 y el segundo, que incluye el episodio especial y los capítulos 339 al 348, desde el jueves, 13 de septiembre de 2018 al jueves, 29 de noviembre de 2018 en La 1 de TVE. 
La ambientación comienza el 23 de enero de 1987 y finaliza el 11 de septiembre de 1988. 1987 es un año de crisis y protestas contra las políticas del gobierno, pero que la pareja formada por Carlos y Karina afronta con la ilusión y la energía de unos enamorados dispuestos a superar todos los obstáculos para permanecer juntos. 
Esta remesa de episodios cuenta con nuevos ambientes, como el de un discobar en la plaza de San Genaro para alegría de los más jóvenes del barrio y con mucho acento inglés: Antonio Alcántara viaja a Inglaterra para cambiar de aires y lo acompañan sus hijos mayores, Toni e Inés, con sus parejas (Deborah y Marcos). Antonio pasa un tiempo aumentando su conocimiento del inglés y encontrando la inspiración para sus nuevas aventuras empresariales, que traerán a Mercedes más de un dolor de cabeza. Antonio y Merche, también superarán una crisis matrimonial que tienen en la primera parte de la entrega. 
Como es habitual, el barrio de San Genaro y el pueblo de Sagrillas continúan en el epicentro de muchas de las tramas. Paquita, recientemente viuda, se enfrenta a su familia por dejarla de lado y le vende su paquete accionarial de la bodega a Somoza, para así provocar la ruina económica a su familia e inicia una relación con Venancio, no exenta de obstáculos. 
María se enamora de Bruno (Óscar Casas), un compañero de clase, y toma conciencia política. Toni es infiel a Deborah con Juana. Marcos durante unos episodios está en un centro psiquiátrico e Inés descubre el pasado de su pareja. Guillermo Arnao (Pedro Casablanc), padre de Karina, reaparece en su vida y provoca un removimiento de sentimientos a la joven. Carlos a lo largo de la temporada trabaja como mensajero y publicista e intenta con Karina, que da clases en la cárcel, sacar adelante a su hija Olivia, que tiene problemas de crecimiento. Durante la temporada, Carlos y Karina contraen matrimonio y pasan por una crisis de pareja al final de temporada, porque Carlos descuida su pareja y genera una adicción a la cocaína. Inés es infiel a Marcos con Mike y Antonio se saca el carnet para conducir autobuses y junto con su amigo Santos (Jorge Basanta), monta la agencia de viajes para la tercera edad, Viajes Milano. 
Por su parte, Nieves abandona el barrio y se va a México a vivir con su hijo Horacio (César Lucendo).
En el capítulo 339, la trama da un salto atrás en el tiempo, al pueblo de Herminia durante la guerra civil española. En él se descubre que Herminia de joven (Paz de Alarcón), escondió a don Samuel (Andrés Gertrúdix), el maestro del pueblo, para evitar su ejecución por el bando nacional.
El último episodio de la temporada, titulado Buscando, narra la búsqueda interior que hace Carlos para encontrarse a sí mismo, dejando atrás San Genaro, su trabajo en la agencia de publicidad y su familia. Karina abandona a Carlos al ver que casi recae en su adicción, pero finalmente se instalan en Nueva York comenzando una nueva vida. Santos se declara a Clara mientras que Toni, Deborah, Inés, Marcos, Oriol, María y Bruno realizan un viaje por Europa en caravana. La media acumulada de la temporada es de 2.559.856 (16,31%). 
El rodaje de esta temporada comenzó el 30 de octubre de 2017 y finalizó el 1 de junio de 2018.
El elenco de actores principales conformado por Imanol Arias, Ana Duato, Ricardo Gómez, Elena Rivera, Irene Visedo, Carlos Cuevas, Pablo Rivero, Paloma Bloyd, Ana Arias, Paula Gallego y María Galiana se mantiene al completo, únicamente con la baja reseñable de Juan Echanove. 
El elenco de actores secundarios, integrado por Silvia Espigado, Manolo Cal, Antonio Canal, Santiago Crespo y Manuel Dios, se mantiene al completo, únicamente con la baja de Lluvia Rojo.
Las colaboraciones especiales de Cristina Marcos, Carmen Balagué, Guillermo Montesinos, Cristina Alcázar, Pepa Sarsa y las participaciones de Jimmy Roca, Miguel Canalejo, Raquel Espada, Carlota Andrade, Víctor Garrido, Javier Lorenzo y Lucía González se mantienen. Se incorporan los actores Jorge Basanta, Julia Piera, Carlota García y Óscar Casas, mientras que en esta temporada abandonan la serie Ricardo Gómez y Elena Rivera.
Ignacio del Moral y Joaquín Oristrell continúan al mando del equipo de guion, compaginando la edición con la escritura junto a Jacobo Delgado, Sonia Sánchez y Bárbara Alpuente y causan baja Eduardo Ladrón de Guevara, Curro Royo y Pablo Bartolomé.

#### 20.ª temporada (1988-1991)
La 20.ª temporada comprende en una primera parte con 10 episodios y en una segunda con 11 capítulos y un episodio especial; el primero que va de los episodios 349 a 358, desde el jueves, 21 de marzo de 2019 al jueves, 30 de mayo de 2019 y la segunda, entre los capítulos 359 a 369 y el episodio especial, entre el jueves, 2 de enero de 2020 al jueves, 19 de marzo de 2020.
Las grabaciones comprendieron dos periodos, la primera parte de la temporada se grabó entre el 19 de noviembre de 2018 y el 15 de marzo de 2019 y la segunda parte se filmó entre el 18 de agosto y el 20 de diciembre de 2019.
Esta temporada se adentra en una nueva década de luz y color, la de los años noventa, manteniendo los pilares de su esencia: el reflejo de una sociedad y un mundo en transformación contados a través del día a día de los Alcántara. Una etapa en la cual, los personajes de María, Toni e Inés tienen mayor protagonismo. Con hechos tan destacados como la caída del muro de Berlín y la liberación de Nelson Mandela en Sudáfrica y en España la desorbitada subida de la vivienda y el desembarco de las televisiones privadas. Además, la serie tiene novedades en narrativa y cada capítulo comienza con un prólogo dramatizado que ancla la acción a la actualidad histórica: la liberación de Emiliano Revilla tras su largo secuestro por ETA, la caída del Muro de Berlín, la dramática muerte del jugador de baloncesto, Fernando Martín y el estreno de una obra de Ingmar Bergman en Madrid son algunos hechos de aquella actualidad que tienen eco en la vida de los personajes.
En los nuevos episodios, el actor Carlos Hipólito continúa siendo la voz en off que desde el estreno de la serie en 2001, ha narrado Carlos Alcántara. Pero el punto de vista ya no es el de un protagonista masculino, sino el de su hermana pequeña, María, nacida a principios de los setenta.
La temporada arranca con el episodio titulado «El año de la serpiente», un capítulo que se inicia el 30 de octubre de 1988 con la gran boda judía de Toni y Deborah en Londres y termina un año después con la imagen de María, la benjamina de la familia, votando por primera vez en las elecciones generales del 29 de octubre de 1989. Es también el capítulo de la despedida de Paula Gallego, dando el relevo a Carmen Climent para encarnar a una María más adulta. A su alrededor orbitan personajes como África (Aina Quiñones), su mejor amiga y Salva (Javier Pereira), un despistado profesor de biología en el instituto en el que estudian. Un flechazo que marca unas tramas con las que se identifica el público más joven y a aquellos que llegaron a su mayoría de edad en los noventa. 
Tras la marcha de Carlos y Karina a Nueva York, el empeño de Antonio en 1990 es convertir a Viajes Milano, la agencia que dirige con Santos (Jorge Basanta), en proveedor de la Expo '92, gran apuesta de futuro para España. Mercedes tiene sus propios planes y es la más rápida en reaccionar ante el boom inmobiliario de Madrid. Los diferentes criterios del matrimonio hacen saltar las primeras chispas de una escalada de tensión. Tras una grave crisis personal, sufrida por Merche y otra profunda crisis matrimonial sufrida por el matrimonio de Mercedes y Antonio, provoca primero una separación temporal y en los últimos minutos del episodio 358, Antonio y Mercedes se piden el divorcio.
Tensión también en la relación de Inés y Marcos con la llegada de Laia (Greta Fernández), joven actriz, espontánea y espiritual a quien Inés acoge en casa. Tensión que finalmente desemboca en ruptura, en el quinto capítulo de la temporada.
Toni y Deborah coinciden en sus ganas de ser padres y finalmente se convierten en padres de una niña, llamada Sol, en el final de la primera parte de la temporada. En este proceso comparten miedo e inseguridad, emociones que reavivan un trabajo de investigación que Toni emprende sobre el caso de un bebé robado en los setenta y más cambios profesionales para Toni, que pasa de presentar el Telediario 2.ª edición de Televisión Española, el informativo estrella de la cadena, a los avances informativos y como redactor por las mañanas y al mismo tiempo cubre para Televisión Española un acontecimiento histórico, la caída del Muro de Berlín. Además, Toni recibe una tentadora oferta por parte de Antena 3, para presentar Antena 3 Noticias 2, percibiendo el doble de sueldo que obtiene en la pública. Hastiado por su cambio profesional en TVE, le pide a su jefe y amigo Chema, que es director de Informe semanal, que le haga un hueco en el programa.
Herminia continúa siendo testigo del tiempo y de la familia, hasta el punto que llega a ser narradora real de un capítulo. Carlos sigue presente en las tramas de forma no presencial, ya que su familia le mantiene al tanto de sus vidas.
Y por su parte, Paquita, vuelve en busca de refugio al barrio.
La segunda mitad de la temporada, entre el episodio 359 al episodio especial, trata sobre el conflicto del golfo Pérsico tras la invasión de Kuwait por las tropas de Sadam Huseín en agosto de ese año. Una guerra que duró poco más de un mes, pero que tuvo una repercusión planetaria por la retransmisión del conflicto a través de la televisión: fue la primera guerra transmitida en directo. España participa en la coalición de aliados y surge un fuerte movimiento de contestación social contra su participación. Los Servicios Informativos de Televisión Española envían a Toni a la zona y su estancia en Oriente Medio constituye una preocupación extra para Deborah y el resto de la familia. A Toni le acompaña Jero, un cámara interpretado por el actor Iván Marcos. Mientras están grabando un reportaje, Toni y Jero son secuestrados.
Después de estos hechos, la serie viaja hasta el 22 de diciembre de 1990, meses después del nacimiento de Sol Alcántara, la hija de Toni y Deborah. Mientras la pareja se enfrenta a las dificultades de conciliar su romanticismo con la crianza de un bebé, Antonio y Mercedes ya han comenzado a caminar por separado hacia el divorcio y tienen sus parejas, Cata (Natalia Millán) y Max (Ramon Madaula).
Además, el negocio de Antonio, Viajes Milano, prospera en los meses previos a la celebración de Los Juegos Olímpicos de Barcelona 1992 y de la Expo de Sevilla de 1992, pero la vida lejos de San Genaro no le proporciona reposo al guerrero.
Mercedes se embarca en un nuevo proyecto para descubrir que la vida en solitario no es más sencilla que en pareja. 
Inés afronta nuevas mudanzas e inicia un noviazgo con Belén (Beatriz Argüello) y María se va a vivir con Salva (Javier Pereira), con el que acaba rompiendo a final de temporada y éste se marcha a Berlín a trabajar. El único personaje que mantiene los pies en el suelo es la abuela Herminia. Pero hasta su paciencia tiene límites. En una excursión de Viajes Milano, la matriarca de los Alcántara-Fernández, desaparece y "pierde la memoria", para reunir a su familia y sobre todo a su hija y su yerno, pero no consigue lo que se propone y se queda a vivir en Sagrillas, cuatro meses, por la tristeza que le da ver la ruptura del matrimonio de Merche y Antonio.
Paquita y Venancio (Pep Ambròs) se casan y abandonan el barrio. Angie (Julia Piera) deja a Abraham para irse con su hermano, que resulta ser su exnovio, Benja (Álvaro Monje), pero lo abandona y se reúne con Abraham y Olga en Málaga. 
Más de doscientos técnicos, cerca de cien actores y varios centenares de figurantes han pasado en esta tanda de capítulos por San Genaro, epicentro de las aventuras de la familia Alcántara y sus vecinos. La media acumulada de la temporada es de 2.222.545 (14,29%).
Al reparto principal encabezado por Imanol Arias, Ana Duato, Irene Visedo, Carlos Cuevas, Pablo Rivero, Paloma Bloyd, Ana Arias y María Galiana, se suma Carmen Climent para interpretar a María en su etapa adulta tras la salida de Paula Gallego, que ha estado 5 años y 6 temporadas interpretando a María Alcántara y se despiden Carlos Cuevas, que abandona la serie durante el quinto capítulo de la temporada y Ana Arias que deja la serie, tras 290 capítulos y 15 años.
Silvia Espigado, Manolo Cal, Santiago Crespo y Manuel Dios, continúan conformando el elenco de actores secundarios de la serie, que sigue contando con las colaboraciones especiales de Cristina Marcos, Pepa Sarsa, Miguel Hermoso, Guillermo Montesinos y Carmen Balagué, las intervenciones de Jimmy Roca, Jorge Basanta, Miguel Canalejo, Julia Piera, Javier Lorenzo y Víctor Garrido y las incorporaciones de Javier Pereira (Salva), Aina Quiñones (África), Greta Fernández (Laia), Beatriz Argüello (Belén), Rocío Calvo (Consuelo), Ramon Madaula (Max), María Botto (Fabiola), Fernando Valdivielso (Segis), Joaquín Galletero (Pablo), Víctor Martínez (Yago), Javier Ruesga (Aitor), Francesca Piñón (Sor Teresa) e Iván Marcos (Jero).
Joaquín Oristrell continúa al mando del equipo de guion conformado por Ignacio del Moral, Jacobo Delgado, Sonia Sánchez y Bárbara Alpuente, que cuenta con las incorporaciones de Mireia Llinàs y Laura León Varea.

#### 21.ª temporada (1992-1993 / 2020-2021)
La 21.ª temporada de la serie que consta de 18 entregas ordinarias y 2 especiales —uno no ordinario y otro ordinario— y cuyo rodaje abarca desde el 31 de agosto de 2020 hasta el 24 de marzo de 2021, (tras retrasarse la fecha inicial del 13 de abril de 2020 por la pandemia), combina dos líneas temporales, una arranca el 7 de febrero de 1992 y finaliza el 15 de septiembre de 1993 y otra va de abril de 2020 a finalizada la pandemia. En esta entrega, estrenada el 14 de enero de 2021 los episodios pasan a durar 60 minutos y empiezan a las 22:10 y la temporada se emite y graba seguida, en vez de ser emitida dividida en dos partes, como había pasado las dos temporadas anteriores.
En esta temporada, la serie retrata por primera vez el presente real, sin dejar de lado el "presente" de la ficción. En 2020, Carlos Alcántara ha regresado de Nueva York. Interpretado por Carlos Hipólito, el actor que ha puesto voz a sus reflexiones durante estas dos décadas, Carlos cuida ahora de Mercedes, está separado de Karina y ambos son padres de Adrián, un chico que es conflictivo y está alineado con las ideas del expresidente de Estados Unidos, Donald Trump. En el final de temporada, en una etapa "post pandémica", Karina (interpretada por Rosana Pastor) llama a Carlos, porque se encuentra en Madrid y quiere reunirse con él para resolver asuntos pendientes tras dos años separados, por su hijo Adrián y por tres infidelidades de Carlos, la última de ellas, con una amiga de Olivia. Antonio Alcántara, se encuentra luchando en el hospital contra la COVID-19 a sus 94 años, pero posteriormente, según avanza la temporada se recupera. En el último episodio de la temporada, Antonio fallece a los 95 años en Sagrillas, sentado en una silla en su viña.
María (Silvia Abascal) trabaja en un hospital con su marido Jorge (Martxelo Rubio), también médico. La hija de ambos, Alba (Paula Morago) es una adolescente que pasa buenos ratos de su confinamiento cotilleando los álbumes de fotos junto a la abuela Mercedes; mientras los primos Oriol (Borja Fano), —que actualmente es policía— y Santi (Jan Cornet) —que es periodista de los Informativos de Televisión Española—, los tíos Toni —empresario— e Inés —empleada de la Fundación Vicente Ferrer— y los vecinos de San Genaro intentan continuar con sus vidas sorteando el virus. Imanol Arias y Ana Duato, Pablo Rivero e Irene Visedo, entre otros, siguen en la piel de sus personajes en las estampas de 2020 y 2021 que se cuelan en los capítulos.
En 1992 la acción comienza en invierno, con la mirada del mundo puesta en una España que se dirige en tren de alta velocidad a la Expo de Sevilla y a los JJ. OO. de Barcelona. Es un periodo de optimismo, donde los españoles se sienten orgullosos del éxito organizativo de los grandes eventos del año. Pero también es un año donde abundan los titulares sobre el auge del sida, los casos de corrupción y una crisis económica que se cristaliza en huelgas como la de los servicios de limpieza en Madrid, que tiene indignados a los vecinos del barrio de San Genaro en los primeros capítulos. 
Antonio sigue en busca del corazón de Mercedes, que sigue volcada en su negocio de moda y en su relación con Max, que se acaba rompiendo en el ecuador de la temporada y Mercedes y Antonio inician una reconciliación que acaba en buen término en el penúltimo episodio de la temporada, al volver a vivir juntos, tras estar más de 30 capítulos separados. A final de temporada, Mercedes cumple su sueño de desfilar con su marca Mercedes Fernández en la Pasarela Cibeles, bajo la atenta mirada de Berto (Adrià Collado), su mentor en el mundo de la creación textil y viaja con Antonio a Cuba tres semanas. En el inicio de temporada, Antonio es atropellado en el barrio; estando en el hospital, María cree pensar en que Max es el autor del atropello, pero esas sospechas se disipan al pensar todos en el marido de Cata, que atacó a Antonio en el estacionamiento del restaurante durante la celebración de su cumpleaños con una llave inglesa, que sufre un trastorno de la personalidad y que mantiene secuestrada y drogada a Cata y la obliga a exigirle a Antonio, los diez millones de pesetas que le pidió para iniciar Viajes Milano; mientras éste se encuentra convaleciente a raíz del atropello que sufrió, del que tarda más de cinco meses en recuperarse. 
En la relación de Inés y su hijo Oriol se abre una brecha, ya que él se niega al romance de su madre con Belén y eso hace que surja en Inés la inseguridad, ya que ve que Belén no se vuelca demasiado en la relación y acaban rompiendo. Tras deteriorarse la relación con su madre, Oriol se va a vivir a Cuenca con Carola (Ana Risueño), su marido Paco y sus hijos; al poco tiempo Inés da un curso de comunicación en público en la empresa de Deborah y se reencuentra con Mike (William Miller), con el que reinicia una relación intermitente de 24 años de duración y se casa a final de temporada. Mike al reencontrarse con Inés, le confiesa que es seropositivo y ella preocupada, se realiza unas pruebas para verificar que no ha contraído la enfermedad, con las que posteriormente descubre ser negativa. Mike es despedido de la empresa en la que trabaja Deborah, e Inés piensa que su despido ha sido por ser seropositivo, por ello Inés se enemista con su cuñada y Mike inicia acciones legales contra la empresa. En este periodo, a Inés le ofrecen un papel en la serie Villarriba y Villabajo, primera serie de televisión que dirige Luis García Berlanga, curiosamente en la misma serie y en el mismo papel con el que participó la propia Ana Duato.
María por su parte, quiere ser libre e independiente de su familia, pero no sabe cómo hacerlo, mientras tanto en su vida aparecen Jorge (Carlos Serrano-Clark) el médico que acompaña a Antonio en la ambulancia durante el primer episodio de la temporada y Álex (Pablo Álvarez), —que con su vehículo arrolla a Antonio en el primer episodio de la temporada— hijo de Helena (Lola Baldrich), la nueva esteticista del barrio, que alquila el local de Mercedes que dejó libre Angie (Julia Piera). Estando en privado, Álex le hace unas fotografías íntimas a María, que llegan a manos de Segis y del resto de empleados despedidos de Viajes Milano y con ellas empapelan el barrio, para vengarse de Antonio y Mercedes. María enfadada con Álex, corta su relación; posteriormente, descubre que él es el que ha atropellado a su padre y va a demandarle a comisaría, por ello, Helena amenaza a la familia Alcántara. María acompañada por Jorge, va al circuito del Jarama, donde habitualmente va Álex a pilotar, para exigirle que deje a su familia en paz, pero antes de que eso ocurra, Álex sufre un grave accidente al salirse de la pista el vehículo que pilotaba y acaba en silla de ruedas. Al encontrarse su hijo en un bajo estado anímico y tras haber intentado tener un acto autolítico, Helena intenta convencer a María para que vaya a visitarle. Tras lo ocurrido con su hijo, Helena se plantea abandonar el barrio, pero finalmente recapacita y sigue con el local, ya que quiere seguir con su negocio. Poco después, Jorge y África, la mejor amiga de María inician una relación, que acaban terminando al poco tiempo, al confesarle Jorge su amor a María. En el final de temporada, Jorge y María viajan a Somalia como médicos cooperantes.
Toni y Deborah intentan encontrar la forma de equilibrar su vida profesional con la personal; la rivalidad política es la protagonista en las tramas de Toni, momentos en los cuales vuelve a coincidir con Marta Altamira (Anna Allen) que tiene estrechos contactos con presidencia del Gobierno y gracias a ella abre una nueva etapa laboral, dejando TVE y su puesto actual de enlace de TVE con el COI para la realización de las Olimpiadas de Barcelona, por el puesto de director general de Relaciones Informativas en Moncloa. A raíz de un escándalo, Marta dimite de su puesto y Toni la sustituye, pero a raíz del descalabro de Felipe González en el primer debate de campaña de las elecciones generales, acaba dimitiendo, pero Marta le acaba convenciendo de que no deje 'tirado' al presidente. El regreso de Marta abre caminos, tanto en lo profesional como en su relación con Deborah, que consigue el trabajo de sus sueños. Al estar Toni tan pendiente de su trabajo y no tan pendiente de su relación de pareja con Deborah, hace que desemboque en una grave crisis matrimonial que acaba en separación a final de temporada, con Deborah y Sol yéndose a vivir al chalet al que se iban a vivir con Toni y este quedándose en el piso en el que ambos convivían. En este periodo de separación, Toni tiene encuentros esporádicos con Juana.
Por su parte Herminia, sigue siendo el eje de la familia Alcántara y aportando sabiduría y consejos a los que la rodean.
Luis y Maite tras varios años en Sagrillas, se instalan en San Genaro y son los nuevos encargados del Bistró en sustitución de Josete que se va a Bosnia como fotógrafo de guerra, tras la marcha de la serie de Santiago Crespo en el quinto episodio de la temporada.
El equipo de guion sufre la baja de Bárbara Alpuente y la entrada de Yolanda García Serrano, Manu Dios y Pablo Bartolomé (que regresa) y el de dirección suma a Irene Arzuaga y Joaquín Oristrell (que dirige el primer episodio) y pierde a Moisés Ramos.

#### 22.ª temporada (1993-1994)
La grabación de esta temporada se inició el 30 de agosto de 2021 y finalizó el 16 de marzo de 2022 (con la jornada de rodaje n.⁰ 3.000). Se estrenó el 20 de enero de 2022 (la serie cumple 20 años de emisión el 13 de septiembre de 2021). Se echa la vista atrás para mostrar los orígenes de la familia Alcántara. También se deja de realizar la trama de la actualidad que se hizo en la temporada anterior y gana más peso la comedia frente al drama. Hay un mayor equilibrio entre ambos géneros y las tramas están más pegadas a la España real de la época que en etapas anteriores.
El reparto principal está conformado una temporada más por Imanol Arias, Ana Duato, María Galiana, Pablo Rivero, Irene Visedo, Carmen Climent y Paloma Bloyd. Javier Lorenzo (Oriol) y Víctor Garrido (Santi) se despiden de la serie después de nueve temporadas dando vida a sus personajes; les sustituyen Álvaro Díaz y Asier Valdestilla, que tienen una edad más acorde con la de sus personajes. El reparto secundario que forman Manolo Cal, Silvia Espigado y Manuel Dios continúa sin cambios, al igual que las colaboraciones especiales de Carmen Balagué, Anna Allen y Cristina Alcázar. Ana Arias (Paquita) regresa a la serie participando en algunos episodios. Se incorpora Teresa Pérez, que interpreta a Diana en esta nueva etapa sustituyendo a su anterior intérprete, Lucía González. Nacho Fresneda se incorpora para interpretar al doctor Losada, profesor de María y Kiti Mánver en el papel de Cecilia. Daniel Arias y María Bernardeau siguen interpretando a Antonio y Mercedes en los flashbacks del pasado.
En los capítulos de la 22.ª temporada que transcurren entre 1993 y 1994, en los que Sagrillas y la tercera generación de la familia ganan peso, la familia Alcántara tiene un horizonte ilusionante: Antonio y Mercedes vuelven a vivir juntos tras su romántico viaje a Cuba. En el plano profesional, la crisis asedia Viajes Milano y Antonio y sus socios abren una línea 906 para relanzar el negocio y sortear el bache económico. Además, Antonio decide invertir sus ahorros en levantar un nuevo edificio en Sagrillas para la bodega e inicia una relación comercial con Euskadi a través de Onofre (Nancho Novo) y recibe amenazas de ETA. Por su parte Mercedes, con el consejo de Berto, apuesta por la alta costura y atrae la atención de celebrities como Rocío Jurado y Carmen Alborch. 
Inés se encuentra en un excelente momento personal y profesional, recién casada con Mike y rodando a las órdenes de Fernando Colomo; sin embargo, está harta de los vaivenes de su profesión y descubre una nueva vocación, dirigir, y decide grabar un documental. Oriol vuelve a vivir en casa y trae con él a Melero (Jordi Garreta), un joven tan seductor como inquietante.
Toni, como director general de Relaciones Informativas en la Moncloa, tiene que hacer malabares desde su puesto para proteger la imagen de un gobierno que hace aguas con la fuga de Luis Roldán, un alto nivel de desempleo y una profunda crisis económica. En el plano personal, su separación no le deja ni un minuto libre y dificulta la relación con Santi, que vuelve de estudiar en el Reino Unido.  
María está en cuarto de medicina y viviendo con su novio Jorge, con el que coincide a diario en el hospital donde ella hace sus prácticas. Allí conoce al doctor Losada, con fama de duro, pero que adivina el potencial de su alumna. En estos episodios, la benjamina de los Alcántara descubre que se ha quedado embarazada, pero debido a complicaciones con el embarazo, decide interrumpirlo.
Herminia tiene que ajustar cuentas con su pasado, que vuelve de forma intermitente en forma de flashback: Mercedes descubre que su padre tuvo una relación extramatrimonial de la cual nació Cecilia, que regresa tras haber vivido muchos años en Chile para reencontrarse con su hermana Mercedes y Herminia.
Deborah pierde su empleo, pero consigue otro que la hace triunfar profesionalmente.
Diana, la hija mayor de Miguel y Paquita, se irá a vivir temporalmente con Antonio, Mercedes y Herminia, para poder entrenar en Madrid con el equipo nacional de gimnasia. Según su entrenador, Pruden (Rodrigo Sáenz de Heredia), podría ser la primera Alcántara olímpica.
Al equipo de guion formado por Jacobo Delgado, Sonia Sánchez, Laura León Varea y Manu Dios, se suman Sergio Barrejón (como nuevo coordinador), Tirso Calero y Ángela Armero y salen Joaquín Oristrell, Ignacio del Moral, Yolanda García Serrano y Pablo Bartolomé. Al equipo de dirección formado por Agustín Crespi, Antonio Cano, Óscar Aibar e Irene Arzuaga, se suman Abigail Schaaff y Sergio Barrejón (también coordinador de guion de esta temporada).

#### 23.ª temporada (1994-2001)
Tras los bajos registros de audiencia cosechados en la 21.ª temporada, se pensó en renovar la serie por dos temporadas más y así darle un final, pero la caída de audiencia lo desaconsejaba y se renovó por una más, la 22.ª, en la cual la audiencia siguió disminuyendo. Por lo tanto, RTVE renovó la serie por una temporada final de siete episodios, cada uno dedicado a un personaje principal de Cuéntame cómo pasó por este orden: Mercedes (Ana Duato), Inés (Irene Visedo), Toni (Pablo Rivero), María (Carmen Climent), Antonio (Imanol Arias), Herminia (María Galiana) y Carlos (Ricardo Gómez). 
La 23.ª y última temporada de Cuéntame cómo pasó, que se grabó entre el 12 de junio de 2023. y el 6 de septiembre de 2023, se emitió fuera de su noche tradicional, la de los jueves, aunque si bien, la noche de los viernes acogió la emisión de un capítulo de la quinta temporada y un especial de la duodécima y la de los lunes al penúltimo episodio de la decimoquinta temporada, es la primera vez que se emite regularmente fuera de su día de emisión, siendo en esta ocasión la noche de los miércoles, la que acogió los siete últimos episodios desde el 18 de octubre al 29 de noviembre de 2023
Acontecimientos como la salida de Moncloa de Felipe González y la llegada de José María Aznar; el asesinato de Miguel Ángel Blanco; las bodas de las infantas Elena y Cristina; las muertes de Lola y Antonio Flores; la revolución digital en los hogares españoles con la llegada de Internet y de los móviles y el temido efecto 2000 que amenazaba con paralizar el planeta y el atentado de las Torres Gemelas de Nueva York, son noticia en esta temporada, una temporada en la cual la serie más veterana y premiada del audiovisual español se despide de los espectadores tras 22 años en antena, 413 episodios emitidos y 3.061 jornadas de rodaje, poniendo el broche a todas las tramas. 
El legado familiar se convierte en el eje de la temporada y en el concepto que dispara la acción. La herencia que Antonio y Mercedes quieren dejar a sus hijos, en todos los sentidos. Una herencia que enfrentará a cada miembro de los Alcántara y a su papel en la familia, y que mostrará los conflictos entre ellos, resquebrajando la relación familiar, sobre todo con Inés.
En estos siete años, Antonio aprende a envejecer y Mercedes es cuestionada en su papel como madre.
Toni que trabaja en Diario 16, recibe una oferta de Jaime Rodríguez «Jr.» (Carlos Santos) para sumarse al equipo de Comunicación del PP y recibe la llamada del presidente Felipe González para volver a hacerse cargo del Área de Comunicación de Presidencia del Gobierno, haciéndose cargo de las campañas de las elecciones autonómicas y municipales de 1995 y las elecciones generales de 1996, en las cuales, en el primer caso, el PSOE perdió gran parte del poder territorial que atesoraba y en el segundo caso, el partido fue desalojado del Gobierno tras casi catorce años. La misma noche de las elecciones generales sufre un infarto, que le hace caer en una depresión de la que finalmente sale, gracias a Antonio y Deborah, abriendo un periódico digital, Tribuna digital, con su amigo Samuel y con Santi, que estudia Periodismo.
Inés se deshace entre el enfrentamiento con su madre Mercedes y su hijo Oriol y su profunda crisis con Mike, que sufre una fuerte depresión tras descubrir que el VIH que padece se ha desarrollado, pero no les dice nada a Inés y Oriol para no hacerles sufrir. En el caso de Oriol, la relación maternofilial se reconstruye, ya que gracias a su intervención, Oriol consigue que la policía detenga a Melero y Pedro y posteriormente se presenta a las oposiciones para ser Policía Nacional, pero en el caso de Mike, la relación se acaba rompiendo. En el lado profesional, está en uno de sus mejores momentos; La 2 de Televisión Española estrena un documental dirigido y escrito por ella y dirige en el Centro Dramático Nacional, «La casa de Bernarda Alba» de Lorca. 
María finaliza su Licenciatura de Medicina por la Universidad Autónoma de Madrid tras siete años, aunque poco antes pasa por una crisis personal, debido a la muerte de un paciente. Durante estos años, reivindica los derechos de sus compañeros ante el Gobierno de España y es testigo del asesinato del profesor de la Universidad Autónoma de Madrid, Francisco Tomás y Valiente por la banda terrorista ETA, crimen que junto al de Miguel Ángel Blanco, haría reaccionar a la sociedad española con multitudinarias manifestaciones. En el lado personal, vuelve con Jorge y se casan en Sagrillas. 
Tras pedírselo Herminia, Carlos regresa a España con Karina tras trece años viviendo en Nueva York, encontrándose al país y a la familia Alcántara en un punto muy diferente en el que los dejaron. El día de su regreso a España se produce el 11-S, el día de los atentados de las Torres Gemelas de Nueva York, estando la familia en vilo sin saber que ha pasado con Carlos y Karina, aunque al final todo acaba bien y se reúnen con la familia Alcántara. Tras reencontrarse con su abuela y poder mantener una emotiva conversación con ella, Carlos cumple la misión que le encomienda, ser el pegamento de la familia Alcántara y es quien cierra la serie, al igual que la abrió 22 años antes —33 años en la ficción— y lo hace en este caso, el 13 de septiembre de 2001, con sus amigos, Luis y Josete en el barrio de San Genaro, rememorando viejos tiempos. Mientras los tres amigos se van alejando hablando, en la cristalera de la tienda de electrodomésticos de San Genaro, se puede ver en una televisión que se estrena Cuéntame cómo pasó en la por entonces, La Primera de Televisión Española, siendo la cabecera del primer episodio de casi tres minutos de duración y la dedicatoria a su cocreador, Eduardo Ladrón de Guevara, fallecido el mismo día que se emitió el episodio final, la que cierra el círculo y el ciclo de esta, ya, legendaria serie. 
Herminia en estos años va sufriendo un deterioro progresivo, decidiendo ella misma como marcharse, dejando de tomarse la medicación en verano de 2001. Tras reencontrarse con Carlos, fallece el 12 de septiembre de 2001 debajo del árbol que plantó su padre el día de su nacimiento, pero no se va sin antes poner a cada uno en su sitio, dejándole a Carlos una misión especial: que consiga reconciliar a la familia y que bailen juntos en su memoria, misión que Carlos cumple.
Paquita animada por Antonio, se presenta a las elecciones locales de 1995 para ser alcaldesa de Sagrillas, consiguiendo ganar a Somoza y ser alcaldesa del pueblo durante seis años, dimitiendo de su cargo tras ser detenida por la Guardia Civil, por diversos cargos de corrupción.
Imanol Arias, Ana Duato, María Galiana, Pablo Rivero, Irene Visedo, Carmen Climent y Paloma Bloyd forman parte del reparto principal, con la colaboración especial de Ricardo Gómez y Elena Rivera en el último capítulo.. Por su parte, Manolo Cal, Silvia Espigado, Manuel Dios y Ana Arias, conforman el reparto secundario y Carmen Balagué, William Miller, Carlos Serrano-Clark y Bárbara Santa-Cruz, las colaboraciones especiales, capítulo que cuenta con las incorporaciones de Carlos Santos, que da vida a Jr., periodista y responsable de Comunicación del PP; Ana Turpin, que interpreta a Amaya, directora de una obra de teatro y Alberto Castrillo-Ferrer, que encarna a Lukas (sic), enólogo de la bodega de Antonio. 
Por último, en el capítulo de intervenciones, Jorge Basanta, Raquel Espada, Asier Valdestilla, Álvaro Díaz y Jordi Garreta continúan en sus papeles en esta última temporada, que cuenta con la incorporación de Sofía Otero, ganadora del Oso de Plata en el Festival de Berlín 2023, que da vida a Sol, hija de Toni y Déborah y el regreso de Santiago Crespo, en el papel de Josete.
La última temporada de la serie está escrita por Jacobo Delgado —guionista decano de la serie, que a su vez asume las funciones de coordinador y editor de guiones—, Curro Royo, Sonia Sánchez, Ignacio del Moral, Joaquín Oristrell y Manuel Dios. Y es dirigida por Agustín Crespi, Antonio Cano, Óscar Aibar (coordinador de dirección) y Joaquín Oristrell.
El 29 de noviembre de 2023, día en el cual se emitió el capítulo final de la serie, el sindicato de guionistas ALMA, anunció el fallecimiento de Eduardo Ladrón de Guevara, cocreador de la serie junto con Miguel Ángel Bernardeau, Patrick Buckley y Alberto Macías y coordinador de guiones de Cuéntame cómo pasó durante 14 años, a causa de una isquemia.
El 26 de diciembre de 2023, Imanol Arias, Ana Duato, María Galiana, Irene Visedo, Paloma Bloyd, Carmen Climent, Manolo Cal y Miguel Ángel Bernardeau, son recibidos en el Palacio de la Moncloa por el presidente del Gobierno, Pedro Sánchez, con motivo del final de la serie.

## Argumento
Cuéntame cómo pasó narraba la vida de los Alcántara, una familia de clase trabajadora que con el tiempo accede a clase media residente en el ficticio barrio de San Genaro, en Madrid (España).
Los miembros de la familia eran los siguientes.
- El padre: Antonio.
- La madre: Mercedes.
- Los hijos: Inés, Toni, Carlos y María.
- La abuela: Herminia, madre de Mercedes.

En torno a ellos había personajes secundarios fijos como familiares, amigos, vecinos y conocidos, y otros circunstanciales.
Las vivencias de la familia se inscribian dentro de los acontecimientos históricos que tuvieron lugar en la época, constantemente reflejados en la serie, bien mediante su reflejo en los medios de comunicación, bien por la implicación directa de los miembros de la familia en los acontecimientos mismos. Esto se reforzaba en muchas ocasiones mediante el inserto digital de los actores en grabaciones reales de la época, de manera similar a como se hacía en la película estadounidense Forrest Gump, dirigida por Robert Zemeckis en 1994.
Toda la serie Cuéntame cómo pasó era una gran analepsis narrada desde un tiempo presente indefinido y ya adulto, por Carlos, uno de los hijos de la familia, que se transformaba así en el protagonista de facto de la serie. La voz en off del Carlos adulto (trabajo del actor Carlos Hipólito) se oía como introducción y reflexión final al comienzo y al final de cada episodio y también durante el capítulo para explicar, precisar o comentar algún particular, normalmente con un tono nostálgico, sobre los acontecimientos históricos o sobre las vicisitudes de la familia. Este recurso emparentaba a la serie, además de por la temática, con la citada The Wonder Years.

### Reflejo de la situación sociopolítica
Entre los muchos acontecimientos sociopolíticos de la época que se veían reflejados en la serie, destacaban los siguientes:
- La situación de la mujer en la España de la época, tratándose tanto las dificultades de las madres solteras como las de las mujeres separadas. Se trataba el tema de la violencia machista y el silencio de la sociedad respecto a ella, así como la ausencia de ayudas por parte de las instituciones para evitar esos conflictos.
- El desarrollismo en la España de los años 60 y 70, así como el éxodo rural y la situación de los pueblos, con una importante escasez de medios y fuertes cambios de población.
- Los secuestros de periódicos y en general la censura de los medios de comunicación durante el Franquismo.
- La crisis del petróleo de 1973 con la consecuente subida de precios.
- La pervivencia del servicio militar obligatorio, conocido popularmente como «la mili», en el tardofranquismo, así como los cambios producidos dentro del ejército, con la aparición de una oposición, representada en los militares más jóvenes, a la continuidad del régimen.
- La importancia social de acontecimientos como el Festival de la Canción de Eurovisión en la década de los 60 y 70 y en definitiva, el impacto que supuso la aparición de la televisión en la sociedad española.
- La persecución de los opositores al régimen y la organización en la clandestinidad de los partidos de izquierda, así como las diversas manifestaciones y protestas que se sucedían por aquel entonces.
- La corrupción presente en negocios inmobiliarios.
- También se trataron en momentos concretos de la serie, temas como el exilio, los Niños de Rusia, la situación de los curas obreros y los abogados laboralistas.
- En la serie se mostraron las penosas condiciones sufridas por lo que hoy llamamos colectivo LGBT en la sociedad, en el mundo laboral y en la política durante el franquismo y la transición.
- En las últimas temporadas se trataron temas como la droga y el cáncer y la manera en que se lidiaba con dichos problemas a finales de los 70 y principios de los 80.
- En la 14.ª temporada se mostró el trato de favor a los militares y a la gente de extrema derecha en las cárceles, la pervivencia de grupos antidemocráticos y la aceptación de nuevas culturas sobre la base de la apertura de nuevos negocios como restaurantes internacionales, de comida china y de comida hawaiana, por ejemplo. También se trataba el esplendor del cine quinqui y la irrupción en el mundo de los negocios de los tiburones empresariales, tan propios de los años 80. Mediante el personaje de Karina se mostraba la incomprensión social y el desamparo legal ante la violación en la España de los años 80. En cuanto a la situación internacional se trataba la Guerra fría, con todas las tensiones políticas que implicó, y el pánico general ante una posible guerra nuclear.

## Localizaciones

### San Genaro
El lugar principal de la serie era San Genaro, un barrio ficticio situado supuestamente en el norte de Madrid. Era un típico barrio de aluvión de las afueras, construido en los años 50 y 60, lleno de gente humilde y trabajadora proveniente de zonas rurales del país. Un típico barrio lleno de comercios tradicionales, donde todo el mundo se conocía. Similar a periferias de otras grandes ciudades como es el caso del cinturón sur madrileño. El plató de la serie (entre la 3.ª y la 23.ª temporadas) donde estaba recreada la calle de los Alcántara estaba situado en la calle Río Ter, N.º 12, ubicada en el polígono industrial de 'Las Arenas', en la localidad de Pinto (Comunidad de Madrid). Desde la 1.ª a la 2.ª temporada, los Estudios Barajas acogieron la grabación de 47 episodios. 
El productor ejecutivo de la serie nunca dijo si el lugar de la ficción estaba inspirado en algún barrio concreto de la vida real. Se especuló mucho entre los seguidores sobre qué barrio podría ser el original, tomando como referencia lugares como el barrio de La Concepción y el de Valdezarza, ambos con un aspecto visual muy similar al de la serie. Sin embargo, prestando atención a la serie, se podían observar en el guion determinados guiños descriptivos, los cuales situaban a San Genaro indudablemente como el barrio de El Pilar. Aquí podíamos ver algunas similitudes y datos que nos acercaban el barrio de la ficción al de la realidad.
- San Genaro, como El Pilar, era un barrio construido a finales de los años 50 y principios de los 60.
- La referencia visual y urbanística de El Pilar era muy similar al de la serie, con edificios de aspecto idéntico, callejones sin salida que terminaban en una pequeña placeta, comercios del mismo tipo, incluso escalinatas similares a la de la parroquia.
- La calle de la serie se llamaba San Esteban de Pravia. El bar de la misma se llamaba Bodega Nalón y estaba regentado por Tinín (Enrique San Francisco), asturiano llegado a la capital. En El Pilar, todas las calles tenían nombres de localidades gallegas y leonesas y dado que estaba próximo a la A-6, contaba en su día con una numerosa colonia de gente proveniente del norte.
- En la 7.ª temporada, San Genaro vivía una polémica debido a que quieren construir la M-30 por mitad del barrio. El Pilar ha vivido también numerosas polémicas reales respecto al trazado de esta carretera. En la serie, señalaban en los mapas en aquella ocasión la zona noroeste de la capital.[68]
- En un capítulo de la 16.ª temporada, la policía se apareció por unos días en San Genaro debido a la investigación del empresario Diego Prado y Colón de Carvajal, el cual se sospechaba estar en una vivienda en el barrio de El Pilar.
- En un capítulo de la 17.ª temporada, Paquita (Ana Arias) aseguraba que quería ampliar su negocio y que para ello iba a abrir un nuevo restaurante, situado según decía, en el centro comercial de La Vaguada, que acababan de abrir al lado de San Genaro.
- En la 17.ª temporada se hablaba de la construcción de una nueva urbanización cerca del barrio, al otro lado de la M-30. Se llamaba los Altos de San Genaro y en ella había chalets y adosados de gente de clase acomodada. Idéntico a la disposición que hay entre El Pilar y la urbanización de Mirasierra.[69]
- En el último episodio de la 17.ª temporada, Ramón menciona que con coger la M-30 y después la Avda.  de la Ilustración se llegaba al barrio, de la misma manera en la que se llega a los barrios de El Pilar, Valdezarza y Peñagrande.
- En la 18.ª temporada, los habitantes del barrio se manifiestaban para reclamar la apertura de la estación de metro, algo que también tenían en común.

Aunque era obviamente un barrio de ficción, imposible de localizar dado que no existía, con estos datos y sobre todo con el del centro comercial, en el propio guion de la serie nos estaban dando a entender cuál sería la hipotética situación del barrio, que no es otra que El Pilar.

### Sagrillas

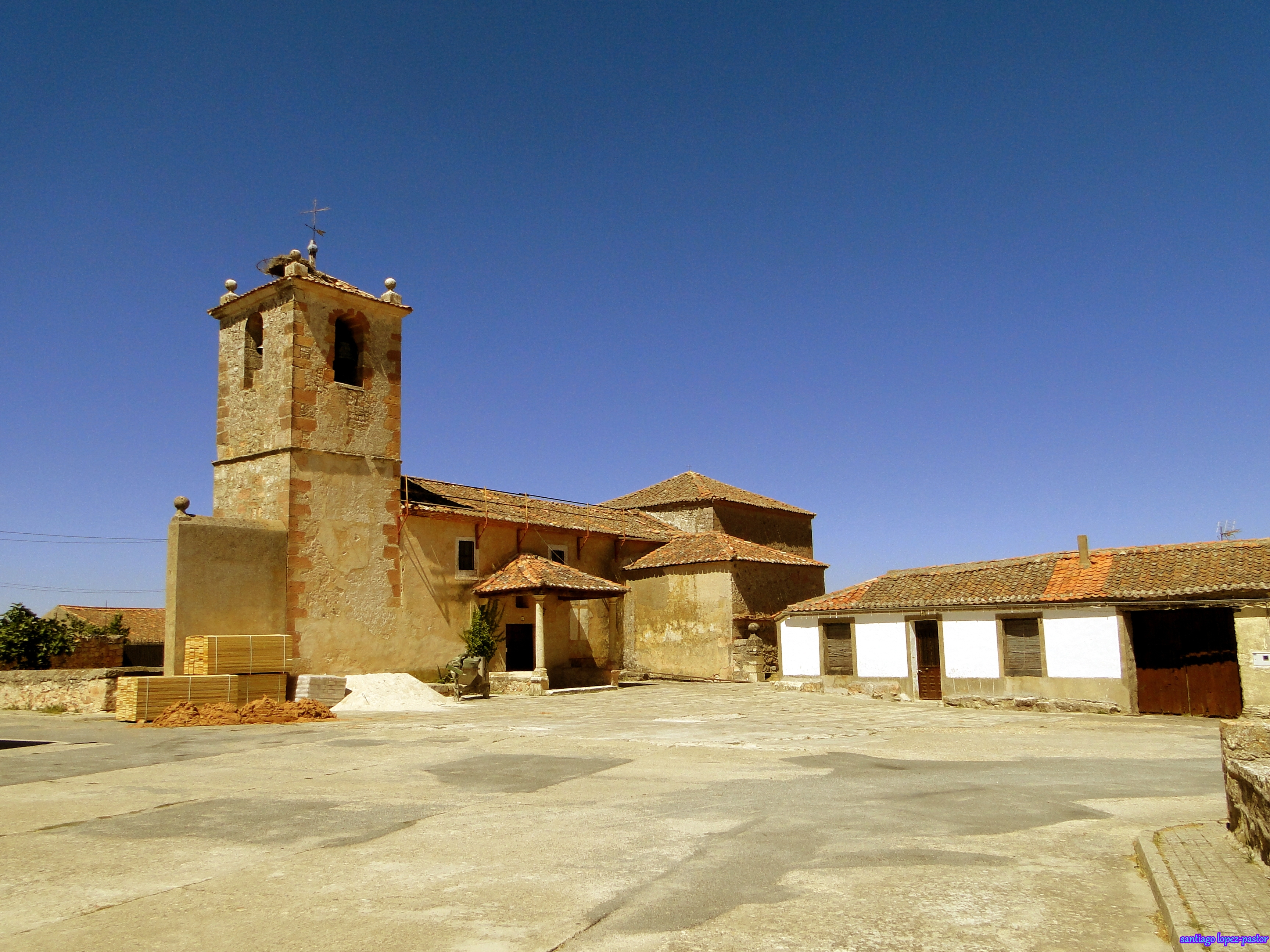
Vista de Arahuetes, provincia de Segovia, localidad empleada para ambientar Sagrillas en la serie.

Sagrillas es un pueblo ficticio, lugar de nacimiento de la familia Alcántara. Según el guion, está situado en la provincia de Albacete. A lo largo de la serie se dan referencias, como que está situado cerca de Tobarra y que se ve cómo en las inmediaciones del mismo hay un río con cierto caudal. Pese a ser un pueblo de ficción, podemos apreciar por sus características que está inspirado en los pueblos de la sierra de Segura, junto al río Mundo, como Liétor, Aýna y Bogarra.
La mayor parte del rodaje de los pasajes de la historia ambientados en Sagrillas se llevaba a cabo, no obstante, en la provincia de Segovia, en las localidades de Arahuetes, Sepúlveda, Perorrubio, Orejana, Castilnovo, La Velilla, Valdeprados, El Espinar y Pedraza, siendo Arahuetes donde se grababa más a menudo —en 15 de las 23 temporadas de la serie— y donde se grababan los exteriores, mientras que los interiores se grababan en el plató de Pinto. 
En la película española 'Mañana es hoy' (2022), dirigida por Nacho G. Velilla y distribuida por Prime Video, se hace referencia al pueblo de los Alcántara, Sagrillas, pedanía que en la realidad no existe.

## Aspectos técnicos

### Guion
La serie fue muy reconocida por la calidad de sus guiones. En parte era debido a la peculiar forma de trabajo en su departamento de guionistas, donde cada capítulo era encargado a uno o dos guionistas. Esta modalidad es muy poco frecuente en España, donde lo habitual es el empleo de una sala de guionistas donde trabajen varios escritores a la vez en el mismo capítulo.
| Guionista                 | Inicio                                                   | Fin                                                      | Número de episodios |
| ------------------------- | -------------------------------------------------------- | -------------------------------------------------------- | ------------------- |
| Eduardo Ladrón de Guevara | 2001 (Coordinador: 2001)                                 | 2017 (Coordinador: 2015)                                 | 230                 |
| Sonia Sánchez             | 2008                                                     | 2023                                                     | 190                 |
| Jacobo Delgado            | 2004 (Coordinador: 2023)                                 | 2023 (Coordinador: 2023)                                 | 161                 |
| Alberto Macías            | 2001 (Coordinador: 2005 y Coordinador de historia: 2011) | 2013 (Coordinador: 2013 y Coordinador de historia: 2013) | 123                 |
| Ignacio del Moral         | 2013; 2023 (Coordinador: 2013 y Editor: 2020)            | 2021; 2023 (Coordinador: 2018 y Editor: 2020)            | 121                 |
| Joaquín Oristrell         | 2016; 2023 (Coordinador: 2016)                           | 2021; 2023 (Coordinador: 2021)                           | 101                 |
| Patrick Buckley           | 2001 (Coordinador: 2001)                                 | 2007 (Coordinador: 2005)                                 | 84                  |
| Curro Royo                | 2006; 2023                                               | 2017; 2023                                               | 42                  |
| Manuel Dios               | 2021                                                     | 2023                                                     | 33                  |
| Laura Pousa               | 2008                                                     | 2009                                                     | 20                  |
| Carlos Molinero           | 2010                                                     | 2015                                                     | 16                  |
| Bárbara Alpuente          | 2015                                                     | 2020                                                     | 16                  |
| Javier G. Amezúa          | 2001                                                     | 2003                                                     | 14                  |
| Laura León Varea          | 2020                                                     | 2022                                                     | 12                  |
| Verónica Fernández        | 2002                                                     | 2004                                                     | 11                  |
| Marisol Farré             | 2005                                                     | 2012                                                     | 11                  |
| Carlos Asorey             | 2013                                                     | 2014                                                     | 6                   |
| Bernardo Sánchez          | 2007                                                     | 2009                                                     | 5                   |
| Pablo Bartolomé           | 2017, 2021                                               | 2018, 2021                                               | 5                   |
| Tirso Calero              | 2022                                                     | 2022                                                     | 5                   |
| Sergio Barrejón           | 2022 (Coordinador: 2022)                                 | 2022 (Coordinador: 2022)                                 | 4                   |
| Ángela Armero             | 2022                                                     | 2022                                                     | 4                   |
| Ángeles González-Sinde    | 2001                                                     | 2002                                                     | 3                   |
| Moisés Gómez              | 2003                                                     | 2004                                                     | 3                   |
| Oscar Lurueña             | 2014                                                     | 2014                                                     | 2                   |
| Antonio Onetti            | 2015                                                     | 2015                                                     | 2                   |
| Miguel Ángel Fernández    | 2001                                                     | 2001                                                     | 1                   |
| Joaquín Górriz            | 2001                                                     | 2001                                                     | 1                   |
| Cecilia Bartolomé         | 2005                                                     | 2005                                                     | 1                   |
| Montserrat Fernández      | 2005                                                     | 2005                                                     | 1                   |
| Azucena Rodríguez         | 2005                                                     | 2005                                                     | 1                   |
| Mireia Llinàs             | 2019                                                     | 2019                                                     | 1                   |
| Yolanda García Serrano    | 2021                                                     | 2021                                                     | 1                   |

### Dirección
| Dirección               | Inicio     | Fin        | Número de episodios |
| ----------------------- | ---------- | ---------- | ------------------- |
| Agustín Crespi          | 2001       | 2023       | 128                 |
| Antonio Cano            | 2002       | 2023       | 94                  |
| Óscar Aibar             | 2013       | 2023       | 47                  |
| Moisés Ramos            | 2008       | 2020       | 37                  |
| Tito Fernández          | 2001       | 2004       | 26                  |
| Azucena Rodríguez       | 2007       | 2014       | 24                  |
| Sergio Cabrera          | 2004       | 2008       | 19                  |
| Irene Arzuaga           | 2018, 2021 | 2018; 2023 | 9                   |
| Manuel Palacios         | 2007       | 2011       | 7                   |
| Antonio Cuadri          | 2008       | 2014       | 7                   |
| Manuel Gómez Pereira    | 2020       | 2021       | 6                   |
| Joaquín Oristrell       | 2021; 2023 | 2021; 2023 | 2                   |
| Gracia Querejeta        | 2009       | 2009       | 2                   |
| Iñaki Mercero           | 2003       | 2003       | 1                   |
| Miguel Ángel Bernardeau | 2004       | 2004       | 1                   |
| Cecilia Bartolomé       | 2005       | 2005       | 1                   |
| José María Caro         | 2007       | 2007       | 1                   |
| Sergio Barrejón         | 2022       | 2022       | 1                   |
| Abigail Schaaff         | 2022       | 2022       | 1                   |

### Otros miembros del equipo

#### 23.ª temporada
Productores ejecutivos
- Miguel Ángel Bernardeau y Javier Cuadrado (Ganga Producciones) y Manuel Guijarro, Carlos Garzón, Óscar Danés, Nicolás Romero, Juan José Sánchez y Borja Gálvez (RTVE)

Directores de Producción
- Miguel Ángel Forneiro, Aníbal Vázquez Daporta y Manuel Forneiro

Jefe de Producción
- Ricardo Gil

Directores Artísticos
- Gonzalo Gonzalo, Roberto Carvajal y Llorenç Miquel

Directoras de Casting
- Elena Arnao y María Acero

Directores de Fotografía
- Tote Trenas (A. E. C.) y Miguel Ángel Mora

Figurinistas
- Pilar Sainz de Vicuña, Natxo Delcán, Roxanna Dorado, Ariela Labra, Jesús Povedano, Agneta Tellefsen, Carmen Galán, Mari Carmen Díaz y Maribel Madrid

Jefa de Maquillaje y Peluquería
- Carla Orete

Coproductor
- Mario Pedraza

Editores
- Joaquín Roca, José Ares, Carlos Usillos, Juan Macua, Paco Castaño, Paola Recio, Mario Larrode, José Luis Picado, Ana Garrido, Javier Cuadrado Carrera, Esperanza San Esteban, Felipe Poche, Joe Tornos, Rafael de la Cuerva, José Luis Gómez, Jorge Silván y Hebrard Ochoa Derek Ivor

Compositores
- Juan José Ortí, Fernando Ortí Salvador, Bernardo Fuster, Luis Mendo, Álvaro de Cárdenas, Alberto Estébanez y Mario de Benito

Diseño de Sonido y Mezclas
- Salvador López

Ayudantes de Dirección
- Neus Mira y Bruno Velasco

Asistentes de Producción
- Miriam Lama, Laura León, Javier Cuadrado Carrera, José Cuadrado Carrera, Aníbal Vázquez Daporta, Sonia Fuente, Alberto Lamas, Belén Celis y José Manuel Afonso (sic)

### Presupuesto por temporadas
- 23.ª temporada 
  - Coste total: 5.340.391,48 eur.[71][72][73][74]
  - Por episodio: 762.913,068 eur.

- 22.ª temporada
  - Coste total: 13.248.306,9 eur.
  - Por episodio ordinario: 680.225,05 eur.
  - Por episodio especial: 502.128 eur.
- 21.ª temporada
  - Coste total: 12.996.933,8 eur.
  - Por episodio ordinario: 666.259,88 eur.
  - Por episodio especial: 502.128 eur.
- 20.ª temporada
  - Coste total: 13.957.815 eur.
  - Por episodio ordinario: 640.747 eur.
  - Por episodio especial: 502.128 eur.
- 19.ª temporada
  - Coste total: 12.612.667,1 eur.
  - Por episodio ordinario: 637.632,48 eur.
  - Por episodio especial: 497.650 eur.
- 18.ª temporada
  - Coste total: 12.255.000 eur.
  - Por episodio: 645.000 eur.
- 17.ª temporada: 
  - Coste total: 12.192.686,3 eur.
  - Por episodio: 641.720,33 eur.
- 15.ª y 16.ª temporadas
  - Coste total: 12.403.162 eur.
  - Por episodio: 652.798 eur.
- 13.ª y 14.ª temporadas
  - Coste total: 13.781.289 eur.
  - Por episodio: 725.331 eur.
- 12.ª temporada
  - Coste total: 13.055.958 eur.
  - Por episodio: 725.331 eur.
- 11.ª temporada
  - Coste total: 12.711.988 eur.
  - Por episodio: 747.764 eur.
- 10.ª temporada
  - Coste total: 14.011.341 eur.
  - Por episodio: 737.439 eur.
- 9.ª temporada
  - Coste total: 15.569.730 eur.
  - Por episodio: 707.715 eur.
- 8.ª temporada
  - Coste total: 14.052.418,8 eur.
  - Por episodio: 669.162,8 eur.
- 3.ª temporada[77]
  - Coste total: 4.993.456 eur.
  - Por episodio: 384.112 eur.

## Reparto

### Apariciones

#### Principales
Señal:      = Principales (Protagonistas)
Señal:      = Recurrentes
Señal:       = Apariciones especiales/Cameo
| Imanol Arias          | Antonio Alcantara Barbadillo           | 33 | 14 | 14 | 14 | 13 | 14 | 18 | 22 | 22 | 19 | 17 | 18 | 19 | 19 | 19 | 19 | 19 | 19 | 20 | 22 | 20 | 20 | 7 | 421 |
| Ana Duato             | Mercedes Fernández López               | 33 | 14 | 14 | 14 | 13 | 14 | 18 | 22 | 22 | 19 | 17 | 18 | 19 | 19 | 19 | 19 | 19 | 19 | 20 | 22 | 20 | 20 | 7 | 421 |
| Ricardo Gómez         | Carlos Alcántara Fernández             | 33 | 14 | 14 | 14 | 13 | 14 | 18 | 22 | 22 | 19 | 17 | 18 | 18 | 19 | 19 | 19 | 19 | 19 | 20 | -  | -  | -  | 2 | 349 |
| María Galiana         | Herminia López Vidal                   | 32 | 14 | 14 | 14 | 13 | 14 | 16 | 22 | 21 | 19 | 17 | 18 | 19 | 19 | 19 | 19 | 19 | 19 | 20 | 21 | 17 | 20 | 7 | 413 |
| Pablo Rivero          | Antonio «Toni» Alcántara Fernández     | 33 | 14 | 14 | 14 | 13 | 14 | 18 | 22 | 22 | 19 | 17 | 18 | 15 | 15 | 15 | 19 | 6  | 14 | 20 | 22 | 19 | 19 | 7 | 390 |
| Carlos Hipólito       | Carlos Alcántara (Voz en off)          | 33 | 14 | 14 | 14 | 13 | 14 | 17 | 21 | 22 | 19 | 16 | 18 | 19 | 18 | 19 | 19 | 19 | 19 | 20 | 20 | 19 | 11 | 7 | 404 |
| Irene Visedo          | Inés Alcántara Fernández               | 33 | 14 | 14 | 5  | 3  | 14 | 18 | 22 | -  | -  | -  | -  | -  | -  | -  | -  | 19 | 19 | 20 | 22 | 17 | 20 | 7 | 247 |
| Pilar Punzano         | Inés Alcántara Fernández               | -  | -  | -  | -  | -  | -  | -  | -  | -  | -  | -  | 18 | 19 | 17 | 17 | 19 | -  | -  | -  | -  | -  | -  | - | 90  |
| Manolo Cal            | Ramón Pascual Bustamante               | 17 | 8  | 8  | 10 | 8  | 3  | 14 | 17 | 20 | 18 | 12 | 17 | 19 | 9  | 11 | 15 | 17 | 15 | 18 | 18 | 17 | 13 | 5 | 309 |
| Alicia Hermida        | Valentina Rojas                        | 29 | 14 | 14 | 14 | 13 | 14 | 17 | 19 | 21 | 19 | 14 | 1  | 1  | 1  | -  | -  | -  | -  | -  | -  | -  | -  | - | 191 |
| Pepe Sancho           | Don Pablo Ramírez Sañudo               | 26 | 14 | 14 | 14 | 13 | 14 | 17 | 8  | 17 | 10 | -  | -  | -  | -  | -  | -  | -  | -  | -  | -  | -  | -  | - | 147 |
| Tony Leblanc          | Eladio «Cervan» Contreras Prieto       | 30 | 14 | 14 | 14 | 13 | 14 | 17 | 15 | 10 | 8  | -  | -  | -  | -  | -  | -  | -  | -  | -  | -  | -  | -  | - | 149 |
| Roberto Cairo         | Desiderio «Desi» Quijo                 | 27 | 14 | 14 | 14 | 13 | 14 | 17 | 18 | 20 | 17 | 14 | 17 | 19 | 12 | 7  | -  | -  | -  | -  | -  | -  | -  | - | 237 |
| Enrique San Francisco | Celestino «Tinín» Álvarez              | 31 | 14 | 14 | 14 | 13 | 14 | 17 | 15 | 16 | -  | -  | -  | -  | -  | -  | -  | -  | -  | -  | -  | -  | -  | - | 148 |
| Fernando Fernán Gómez | Don Venancio                           | 7  | -  | -  | -  | -  | -  | -  | -  | -  | -  | -  | -  | -  | -  | -  | -  | -  | -  | -  | -  | -  | -  | - | 7   |
| Rosario Pardo         | Nieves Carranza                        | 30 | 14 | 13 | 14 | 11 | 6  | -  | -  | -  | -  | -  | -  | 2  | -  | -  | 15 | 16 | 15 | 8  | -  | -  | -  | - | 144 |
| Lluvia Rojo           | María Pilar «Pili» Villuendas García   | 31 | 12 | 9  | 11 | 12 | 14 | 15 | 20 | 20 | 19 | 14 | 16 | 18 | 13 | 9  | 11 | 15 | 12 | -  | -  | -  | -  | - | 271 |
| Silvia Espigado       | Clara Jiménez                          | 6  | 1  | 7  | 13 | 5  | 3  | 11 | 9  | 13 | 15 | 11 | 18 | 18 | 12 | 9  | 9  | 11 | 11 | 18 | 18 | 16 | 12 | 5 | 251 |
| Santiago Crespo       | José «Josete» Frutos                   | 32 | 13 | 12 | 14 | 7  | 8  | 16 | 20 | 20 | 19 | 14 | 17 | 15 | 9  | 15 | 13 | 13 | 13 | 9  | 7  | 5  | -  | 1 | 292 |
| Pere Ponce            | Eugenio Domingo Subirats               | 23 | 14 | 14 | 14 | 12 | 14 | 17 | 20 | 5  | -  | -  | 1  | -  | -  | 2  | -  | -  | -  | -  | -  | -  | -  | - | 136 |
| Zoe Berriatúa         | Jesús López                            | 7  | -  | -  | 1  | -  | -  | -  | -  | -  | -  | -  | -  | -  | -  | -  | -  | -  | -  | -  | -  | -  | -  | - | 8   |
| Juan Echanove         | Miguel Alcántara Barbadillo            | 2  | -  | -  | -  | -  | -  | 5  | 13 | 22 | 19 | 14 | 17 | 19 | 16 | 17 | 19 | 19 | 19 | -  | -  | -  | -  | - | 201 |
| Antonio Canal         | Padre Froilán Cardeñosa Mora           | 2  | -  | -  | -  | 1  | 2  | 8  | 12 | 15 | 14 | 14 | 17 | 16 | 9  | 7  | 14 | 9  | 9  | 7  | 1  | -  | -  | - | 157 |
| Aida Folch            | Françoise Alcántara                    | 1  | -  | -  | -  | -  | -  | -  | -  | -  | 7  | 13 | 16 | 10 | 2  | -  | -  | -  | -  | -  | -  | -  | -  | - | 49  |
| Ana Arias             | Francisca «Paquita» Ramos Fernández    | -  | -  | -  | -  | 10 | 11 | 14 | 20 | 22 | 19 | 14 | 18 | 17 | 16 | 2  | 19 | 19 | 19 | 20 | 9  | -  | 5  | 6 | 260 |
| Esmeralda García      | María Alcántara Fernández              | -  | -  | -  | -  | -  | -  | 13 | 16 | 20 | 18 | -  | -  | -  | -  | -  | -  | -  | -  | -  | -  | -  | -  | - | 67  |
| Celine Peña           | María Alcántara Fernández              | -  | -  | -  | -  | -  | -  | -  | -  | -  | -  | 14 | 14 | 13 | 14 | -  | -  | -  | -  | -  | -  | -  | -  | - | 55  |
| Paula Gallego         | María Alcántara Fernández              | -  | -  | -  | -  | -  | -  | -  | -  | -  | -  | -  | -  | -  | -  | 19 | 15 | 17 | 19 | 20 | 1  | 1  | -  | - | 92  |
| Carmen Climent        | María Alcántara Fernández              | -  | -  | -  | -  | -  | -  | -  | -  | -  | -  | -  | -  | -  | -  | -  | -  | -  | -  | -  | 22 | 19 | 20 | 7 | 68  |
| Elena Rivera          | María Caridad «Karina» Saavedra Martín | -  | -  | -  | -  | -  | -  | 10 | 15 | 15 | 19 | 14 | 18 | 5  | 14 | 15 | 15 | 9  | 13 | 20 | -  | 1  | -  | 2 | 185 |
| Cristina Alcázar      | Juana Andrade                          | -  | -  | -  | -  | -  | -  | -  | 9  | 20 | 16 | 14 | 2  | 2  | 5  | -  | -  | -  | 2  | 5  | 2  | 5  | 6  | - | 88  |
| Carlos Cuevas         | Marcos García de Blas                  | -  | -  | -  | -  | -  | -  | -  | -  | -  | -  | -  | -  | -  | -  | -  | -  | -  | 16 | 20 | 5  | -  | -  | - | 41  |
| Paloma Bloyd          | Deborah Stern                          | -  | -  | -  | -  | -  | -  | -  | -  | -  | -  | -  | -  | -  | -  | -  | -  | -  | 8  | 20 | 20 | 18 | 20 | 7 | 92  |

#### Secundarios
Señal:      = Recurrentes
Señal:       = Apariciones especiales/Cameo
| Manuel Dios              | Luis Gómez                           | 33 | 11 | 12 | 14 | 8 | 8  | 14 | 19 | 14 | -  | 1  | 1  | -  | 1  | -  | 8  | 9  | 11 | 7  | 3  | 13 | 16 | 3 | 206 |
| Eusebio Lázaro           | Don Severiano Miralles               | 14 | 3  | 5  | 3  | 3 | 1  | 2  | 4  | 7  | 3  | -  | -  | -  | -  | -  | -  | -  | -  | -  | -  | -  | -  | - | 45  |
| Patricia Ponce de León   | Mayka García                         | 9  | 2  | 4  | 3  | 3 | 5  | 9  | 9  | 2  | -  | 1  | -  | -  | -  | -  | -  | -  | -  | -  | -  | -  | -  | - | 47  |
| Eva Escudero             | Fátima                               | 12 | 2  | 3  | 5  | 3 | 11 | 4  | 2  | 1  | -  | -  | -  | -  | -  | -  | -  | -  | -  | -  | -  | -  | -  | - | 43  |
| Germán Marina            | Abel Fresnedilla                     | 15 | 9  | 5  | 12 | 7 | 5  | 10 | 9  | 6  | 7  | 1  | -  | -  | -  | -  | -  | -  | -  | -  | -  | -  | -  | - | 86  |
| Kevin Estiz              | Orjales                              | 13 | 8  | 5  | 8  | 8 | 5  | 10 | 3  | -  | -  | -  | -  | -  | -  | -  | -  | -  | -  | -  | -  | -  | -  | - | 60  |
| Anna Allen               | Marta Altamira                       | 21 | -  | -  | -  | - | 6  | 10 | -  | -  | 5  | -  | -  | -  | -  | -  | -  | -  | -  | -  | -  | 11 | 15 | - | 68  |
| William Miller           | Mike                                 | 9  | -  | -  | 5  | - | -  | -  | -  | -  | -  | -  | -  | -  | -  | -  | -  | 1  | -  | 2  | 2  | 9  | 16 | 5 | 49  |
| Lidia Otón               | Lola                                 | 4  | 9  | 13 | 9  | - | 2  | -  | -  | -  | -  | -  | -  | -  | 3  | 1  | -  | -  | -  | -  | -  | -  | -  | - | 41  |
| Pepa Sarsa               | Josefina García Peláez               | 2  | 2  | 5  | 4  | 4 | 8  | 8  | 15 | 9  | 6  | 8  | 12 | 12 | 10 | 7  | 12 | 9  | 5  | 5  | 4  | 2  | 1  | 2 | 152 |
| Alberto Alonso           | Inspector Dávila                     | 2  | -  | -  | 2  | 1 | 1  | 2  | 2  | 4  | 2  | -  | -  | -  | 1  | 5  | -  | -  | -  | -  | -  | -  | -  | - | 22  |
| Terele Pávez             | Doña Purificación Barbadillo Sánchez | -  | 13 | 12 | -  | - | -  | -  | -  | -  | -  | -  | -  | -  | -  | -  | 1  | -  | -  | -  | -  | -  | -  | - | 26  |
| Antonio Valero           | Diego Barrios                        | -  | 10 | 6  | -  | - | -  | -  | -  | -  | -  | -  | -  | -  | -  | -  | -  | -  | -  | -  | -  | -  | -  | - | 16  |
| Mikel Losada             | Mario Beitia                         | -  | 8  | 10 | 7  | 3 | 1  | -  | -  | 1  | -  | 2  | -  | -  | -  | -  | -  | 2  | -  | -  | -  | -  | -  | 1 | 35  |
| Nacho Casalvaque         | Álvaro Segura                        | -  | 8  | 11 | 6  | 3 | 1  | -  | -  | -  | -  | -  | -  | -  | -  | -  | -  | -  | -  | -  | -  | -  | -  | - | 29  |
| Alicia Sánchez           | Liceria                              | -  | -  | 2  | -  | 3 | 1  | 1  | 1  | 1  | -  | -  | 1  | 1  | 5  | -  | 3  | -  | 1  | -  | -  | -  | -  | 1 | 21  |
| Mario Pardo              | Lorenzo                              | -  | -  | 2  | -  | 1 | 1  | 1  | -  | 1  | -  | -  | 1  | 1  | 2  | -  | -  | -  | 3  | -  | -  | -  | 1  | - | 14  |
| Emma Suárez              | Elisa                                | -  | -  | -  | -  | 7 | -  | -  | -  | -  | -  | -  | -  | -  | -  | -  | -  | -  | -  | -  | -  | -  | -  | - | 7   |
| José Antonio Gallego     | Curro «Trotsky»                      | -  | -  | -  | -  | - | 4  | 12 | 9  | 17 | 11 | 9  | 2  | 1  | -  | 1  | -  | -  | -  | -  | -  | -  | -  | - | 66  |
| Josu Ormaetxe            | Paulino                              | -  | -  | -  | -  | - | 1  | 12 | 16 | 16 | 1  | -  | -  | -  | -  | -  | -  | -  | -  | -  | -  | -  | -  | - | 46  |
| Juli Mira                | Francisco Gallardo                   | -  | -  | -  | -  | - | 6  | 6  | 8  | 15 | 8  | -  | -  | 1  | 2  | -  | -  | -  | -  | -  | -  | -  | -  | - | 45  |
| Miguel Hermoso Arnao     | Chema                                | -  | -  | -  | -  | - | 9  | 9  | 4  | -  | -  | -  | -  | -  | -  | -  | 2  | -  | 6  | 8  | 10 | 2  | 1  | - | 51  |
| Irene Montalà            | Mila                                 | -  | -  | -  | -  | - | 9  | -  | -  | -  | -  | -  | -  | -  | -  | -  | -  | -  | -  | -  | -  | -  | -  | - | 9   |
| Félix Corcuera           | Quique                               | -  | -  | -  | -  | - | 11 | 8  | 7  | -  | -  | -  | -  | -  | -  | -  | -  | -  | -  | -  | -  | -  | -  | - | 26  |
| Jerónimo Ramos           | Juan Almagro                         | -  | -  | -  | -  | - | 1  | 9  | 5  | 7  | 1  | -  | -  | -  | -  | -  | -  | -  | -  | -  | -  | -  | -  | - | 23  |
| Txema Blasco             | Alfredo                              | -  | -  | -  | -  | - | -  | 4  | 11 | 10 | 3  | -  | -  | -  | -  | -  | 1  | -  | -  | -  | -  | -  | -  | - | 29  |
| Carla Calparsoro         | Aurora «Luz»                         | -  | -  | -  | -  | - | -  | 7  | 9  | -  | -  | -  | -  | -  | -  | -  | -  | -  | -  | -  | -  | -  | -  | - | 16  |
| Mercedes Hoyos           | Yolanda, madre de Karina             | -  | -  | -  | -  | - | -  | 7  | 5  | -  | -  | 1  | 1  | -  | 5  | -  | -  | -  | 1  | 3  | -  | -  | -  | - | 23  |
| Claudia Traisac          | Julia Valcárcel                      | -  | -  | -  | -  | - | -  | -  | 4  | 5  | 3  | -  | -  | -  | -  | 1  | 3  | 7  | 6  | 5  | -  | -  | -  | - | 34  |
| Israel Elejalde          | Raúl                                 | -  | -  | -  | -  | - | -  | -  | 7  | 13 | 4  | -  | 1  | -  | -  | -  | -  | -  | -  | -  | -  | -  | -  | - | 25  |
| Ana Risueño              | Carola Cifuentes                     | -  | -  | -  | -  | - | -  | -  | 7  | 9  | 6  | -  | 1  | -  | -  | 2  | -  | -  | -  | -  | -  | 1  | -  | - | 25  |
| Juanjo Puigcorbé         | Rafael Prieto                        | -  | -  | -  | -  | - | -  | -  | 13 | -  | -  | -  | 1  | -  | -  | -  | -  | -  | -  | -  | -  | -  | -  | - | 14  |
| Mapi Galán               | Bárbara Gómez de Araújo              | -  | -  | -  | -  | - | -  | -  | 9  | -  | -  | -  | -  | -  | -  | -  | -  | -  | -  | -  | -  | -  | -  | - | 9   |
| Nazaret Jiménez Aragón   | María Dolores Morillo Jiménez "Loli" | -  | -  | -  | -  | - | -  | -  | -  | 17 | 5  | -  | -  | -  | -  | -  | -  | -  | -  | -  | -  | -  | -  | - | 22  |
| Blanca Portillo          | Begoña                               | -  | -  | -  | -  | - | -  | -  | -  | 9  | -  | -  | -  | -  | -  | -  | -  | -  | -  | -  | -  | -  | -  | - | 9   |
| Javier Albalá            | Víctor                               | -  | -  | -  | -  | - | -  | -  | -  | 7  | -  | -  | -  | -  | -  | -  | -  | -  | -  | -  | -  | -  | -  | - | 7   |
| Pep Ferrer               | Mauro Valcárcel Caballero            | -  | -  | -  | -  | - | -  | -  | -  | 1  | 3  | 3  | 3  | -  | 1  | 6  | 13 | 8  | -  | -  | -  | -  | -  | - | 37  |
| Paco Sagarzazu           | Anselmo Ramos «El Matamulas»         | -  | -  | -  | -  | - | -  | -  | -  | 1  | 3  | 10 | 2  | 2  | -  | -  | -  | -  | -  | -  | -  | -  | -  | - | 18  |
| Amparo Pacheco           | Sagrario                             | -  | -  | -  | -  | - | -  | -  | -  | 2  | 3  | 9  | 8  | 2  | 5  | 3  | -  | 2  | -  | -  | -  | -  | -  | - | 34  |
| Unax Ugalde              | Jorge Arias Terreros                 | -  | -  | -  | -  | - | -  | -  | -  | -  | 10 | -  | -  | -  | -  | -  | -  | -  | -  | -  | -  | -  | -  | - | 10  |
| Sergio Pazos             | Pepe                                 | -  | -  | -  | -  | - | -  | -  | -  | -  | -  | 5  | 14 | 7  | 3  | 1  | 12 | 6  | -  | -  | -  | -  | -  | - | 48  |
| Roberto Álvarez          | Ernesto Ochotorena                   | -  | -  | -  | -  | - | -  | -  | -  | -  | -  | 9  | 6  | 2  | -  | 1  | -  | -  | -  | -  | -  | -  | -  | - | 18  |
| Chema del Barco          | Salvador                             | -  | -  | -  | -  | - | -  | -  | -  | -  | -  | 2  | 1  | -  | 2  | 1  | 1  | 3  | 4  | -  | -  | -  | 2  | - | 16  |
| Javier Bódalo            | El Rana                              | -  | -  | 2  | -  | - | -  | -  | 2  | 1  | -  | 1  | -  | -  | 2  | 3  | 4  | 3  | 4  | -  | -  | -  | -  | - | 22  |
| Nacho Aldeguer           | Felipe Forneda                       | -  | -  | -  | -  | - | -  | -  | -  | -  | -  | -  | 16 | 17 | 7  | 1  | -  | -  | -  | -  | -  | -  | -  | - | 41  |
| Nazaret Aracil           | Arancha Hernández Zubeldia           | -  | -  | -  | -  | - | -  | -  | -  | -  | -  | -  | 3  | 17 | 3  | 6  | -  | -  | -  | -  | -  | -  | -  | - | 29  |
| Nao Albet                | Marcelo                              | -  | -  | -  | -  | - | -  | -  | -  | -  | -  | -  | 3  | 9  | 10 | 10 | 4  | 4  | 6  | 2  | -  | -  | -  | - | 48  |
| Merce Mariné             | Pituca                               | -  | -  | -  | -  | - | -  | -  | -  | -  | -  | -  | 10 | 6  | 5  | -  | -  | -  | -  | -  | -  | -  | -  | - | 21  |
| Patxi Pérez              | Paco                                 | -  | -  | -  | -  | - | -  | -  | -  | -  | -  | -  | 12 | 12 | 10 | 7  | -  | -  | -  | -  | -  | -  | -  | - | 41  |
| Álvaro Díaz              | Oriol Domingo Alcántara              | -  | -  | -  | -  | - | -  | -  | -  | 1  | -  | -  | 12 | 4  | -  | 8  | 9  | 8  | 12 | 13 | 17 | 11 | 17 | 7 | 119 |
| Asier Valdestilla        | Santiago Alcántara Andrade           | -  | -  | -  | -  | - | -  | -  | -  | -  | -  | -  | -  | 2  | 3  | 1  | -  | 5  | 1  | 5  | 9  | 7  | 11 | 6 | 50  |
| Teresa Pérez             | Diana Alcántara Ramos                | -  | -  | -  | -  | - | -  | -  | -  | -  | 1  | 1  | 1  | 1  | 1  | 1  | 1  | 6  | 6  | 4  | -  | -  | 14 | 2 | 39  |
| Rafael Reaño             | Jaime                                | -  | -  | -  | -  | - | -  | -  | -  | -  | -  | -  | 9  | -  | -  | 1  | -  | -  | -  | -  | -  | -  | -  | - | 10  |
| Valeria Alonso           | Cecilia                              | -  | -  | -  | -  | - | -  | -  | -  | -  | -  | -  | 14 | 4  | -  | -  | -  | -  | -  | -  | -  | -  | -  | - | 18  |
| Josep Julien             | Tomás                                | -  | -  | -  | -  | - | -  | -  | -  | -  | -  | -  | -  | 12 | 4  | -  | -  | -  | -  | -  | -  | -  | -  | - | 16  |
| Marisol Membrillo        | Rocío                                | -  | -  | -  | -  | - | -  | -  | -  | -  | -  | -  | -  | 8  | 6  | -  | -  | -  | -  | -  | -  | -  | -  | - | 14  |
| Marta Nieto              | Estefanía Ruíz Morales               | -  | -  | -  | -  | - | -  | -  | -  | -  | -  | -  | -  | -  | 4  | 9  | 1  | -  | -  | -  | -  | -  | -  | - | 14  |
| Ariadna Gil              | Paz                                  | -  | -  | -  | -  | - | -  | -  | -  | -  | -  | -  | -  | -  | -  | 9  | -  | -  | -  | -  | -  | -  | -  | - | 9   |
| Bárbara Goenaga          | Lucía                                | -  | -  | -  | -  | - | -  | -  | -  | -  | -  | -  | -  | -  | -  | 6  | -  | -  | -  | -  | -  | -  | -  | - | 6   |
| Carlota Andrade          | Gala                                 | -  | -  | -  | -  | - | -  | -  | -  | -  | -  | -  | -  | -  | -  | 7  | 8  | 7  | 4  | 5  | -  | -  | -  | - | 31  |
| Juan Díaz                | Samuel Uribe Castaño                 | -  | -  | -  | -  | - | -  | -  | -  | -  | -  | -  | -  | -  | -  | 5  | 9  | 2  | 1  | 5  | 2  | 4  | 7  | 5 | 40  |
| Jordi Rebellón           | José Ignacio Valverde Montesinos     | -  | -  | -  | -  | - | -  | -  | -  | -  | -  | -  | -  | -  | -  | -  | 8  | 13 | -  | -  | -  | -  | -  | - | 21  |
| Elisabeth Larena         | Luchi Valverde                       | -  | -  | -  | -  | - | -  | -  | -  | -  | -  | -  | -  | -  | -  | -  | 4  | 14 | 1  | -  | -  | -  | -  | - | 19  |
| Guillermo Montesinos     | Eladio                               | -  | -  | -  | -  | - | -  | -  | -  | -  | -  | -  | -  | -  | -  | -  | 7  | 6  | 7  | 10 | 1  | -  | -  | - | 31  |
| Carla Nieto              | Nuka                                 | -  | -  | -  | -  | - | -  | -  | -  | -  | -  | -  | -  | -  | -  | -  | 14 | 1  | -  | -  | -  | -  | -  | - | 15  |
| Antonio Resines          | Luis Olmedilla                       | -  | -  | -  | -  | - | -  | -  | -  | -  | -  | -  | -  | -  | -  | -  | -  | 13 | -  | -  | -  | -  | -  | - | 13  |
| Carmen Balagué           | Casandra                             | -  | -  | -  | -  | - | -  | -  | -  | -  | -  | -  | -  | -  | -  | -  | -  | 8  | 14 | 19 | 18 | 16 | 11 | 3 | 89  |
| Jimmy Roca               | Padre Nivio                          | -  | -  | -  | -  | - | -  | -  | -  | -  | -  | -  | -  | -  | -  | -  | -  | 4  | 5  | 4  | 4  | 3  | 8  | 3 | 31  |
| Raquel Espada            | Maite                                | -  | -  | -  | -  | - | -  | -  | -  | -  | -  | -  | -  | -  | -  | -  | -  | 1  | 5  | 4  | 2  | 8  | 7  | 4 | 31  |
| Aure Sánchez             | Cruz                                 | -  | -  | -  | -  | - | -  | -  | -  | -  | -  | -  | -  | -  | -  | -  | -  | 7  | 15 | -  | -  | -  | -  | - | 22  |
| Pep Ambròs               | Venancio                             | -  | -  | -  | -  | - | -  | -  | -  | -  | -  | -  | -  | -  | -  | -  | -  | -  | 4  | 11 | 2  | -  | -  | - | 17  |
| Denis Gómez              | Mauricio                             | -  | -  | -  | -  | - | -  | -  | -  | -  | -  | -  | -  | -  | -  | -  | -  | -  | 8  | 1  | -  | -  | -  | - | 9   |
| Cristina Marcos          | Olga                                 | -  | -  | -  | -  | - | -  | -  | -  | -  | -  | -  | -  | -  | -  | -  | -  | -  | 11 | 17 | 18 | -  | -  | - | 46  |
| Miguel Canalejo          | Abraham                              | -  | -  | -  | -  | - | -  | -  | -  | -  | -  | -  | -  | -  | -  | -  | -  | -  | 13 | 14 | 11 | -  | -  | - | 38  |
| Julia Piera              | Angie                                | -  | -  | -  | -  | - | -  | -  | -  | -  | -  | -  | -  | -  | -  | -  | -  | -  | -  | 13 | 9  | -  | -  | - | 22  |
| Pedro Casablanc          | Guillermo                            | -  | -  | -  | -  | - | -  | -  | -  | -  | -  | -  | -  | -  | -  | -  | -  | -  | -  | 8  | -  | -  | -  | - | 8   |
| Óscar Casas              | Bruno                                | -  | -  | -  | -  | - | -  | -  | -  | -  | -  | -  | -  | -  | -  | -  | -  | -  | -  | 14 | -  | -  | -  | - | 14  |
| Jorge Basanta            | Santos «Cuco»                        | -  | -  | -  | -  | - | -  | -  | -  | -  | -  | -  | -  | -  | -  | -  | -  | -  | -  | 15 | 16 | 15 | 13 | 5 | 64  |
| Nuria Gallardo           | Amparo                               | -  | -  | -  | -  | - | -  | -  | -  | -  | -  | -  | -  | -  | -  | -  | -  | -  | -  | 5  | 4  | 5  | 8  | 2 | 24  |
| Joaquín Galletero        | Pablo                                | -  | -  | -  | -  | - | -  | -  | -  | -  | -  | -  | -  | -  | -  | -  | -  | -  | -  | -  | 10 | -  | -  | - | 10  |
| Beatriz Argüello         | Belén                                | -  | -  | -  | -  | - | -  | -  | -  | -  | -  | -  | -  | -  | -  | -  | -  | -  | -  | -  | 14 | 3  | 1  | - | 18  |
| Aina Quiñones            | África                               | -  | -  | -  | -  | - | -  | -  | -  | -  | -  | -  | -  | -  | -  | -  | -  | -  | -  | -  | 13 | 8  | 2  | - | 23  |
| Javier Pereira           | Salva                                | -  | -  | -  | -  | - | -  | -  | -  | -  | -  | -  | -  | -  | -  | -  | -  | -  | -  | -  | 17 | -  | -  | - | 17  |
| Fernando Valdivielso     | Segismundo Carrión Gómez "Segis"     | -  | -  | -  | -  | - | -  | -  | -  | -  | -  | -  | -  | -  | -  | -  | -  | -  | -  | -  | 5  | 3  | -  | - | 8   |
| Natalia Millán           | Catalina                             | -  | -  | -  | -  | - | -  | -  | -  | -  | -  | -  | -  | -  | -  | -  | -  | -  | -  | -  | 8  | 8  | -  | - | 16  |
| Ramon Madaula            | Max                                  | -  | -  | -  | -  | - | -  | -  | -  | -  | -  | -  | -  | -  | -  | -  | -  | -  | -  | -  | 8  | 5  | -  | - | 13  |
| Paula Morago             | Alba 2020                            | -  | -  | -  | -  | - | -  | -  | -  | -  | -  | -  | -  | -  | -  | -  | -  | -  | -  | -  | -  | 16 | -  | - | 16  |
| Borja Fano               | Oriol 2020                           | -  | -  | -  | -  | - | -  | -  | -  | -  | -  | -  | -  | -  | -  | -  | -  | -  | -  | -  | -  | 8  | -  | - | 8   |
| Martxelo Rubio           | Jorge 2020                           | -  | -  | -  | -  | - | -  | -  | -  | -  | -  | -  | -  | -  | -  | -  | -  | -  | -  | -  | -  | 11 | -  | - | 11  |
| Silvia Abascal           | María 2020                           | -  | -  | -  | -  | - | -  | -  | -  | -  | -  | -  | -  | -  | -  | -  | -  | -  | -  | -  | -  | 14 | -  | - | 14  |
| Lola Baldrich            | Helena                               | -  | -  | -  | -  | - | -  | -  | -  | -  | -  | -  | -  | -  | -  | -  | -  | -  | -  | -  | -  | 10 | -  | - | 10  |
| Pablo Álvarez            | Álex                                 | -  | -  | -  | -  | - | -  | -  | -  | -  | -  | -  | -  | -  | -  | -  | -  | -  | -  | -  | -  | 10 | -  | - | 10  |
| Francisco Reyes          | Iván                                 | -  | -  | -  | -  | - | -  | -  | -  | -  | -  | -  | -  | -  | -  | -  | -  | -  | -  | -  | -  | 7  | -  | - | 7   |
| Jan Cornet               | Santi 2020                           | -  | -  | -  | -  | - | -  | -  | -  | -  | -  | -  | -  | -  | -  | -  | -  | -  | -  | -  | -  | 7  | -  | - | 7   |
| Cristóbal Suárez         | Aurelio Terreros                     | -  | -  | -  | -  | - | -  | -  | -  | -  | -  | -  | -  | -  | -  | -  | -  | -  | -  | -  | -  | 3  | 7  | - | 10  |
| Miguel Uribe             | Narcís Serra                         | -  | -  | -  | -  | - | -  | -  | -  | -  | -  | -  | -  | -  | -  | -  | -  | -  | -  | -  | -  | 3  | 4  | - | 7   |
| Miguel Ángel Jiménez     | Gonza                                | -  | -  | -  | -  | - | -  | -  | -  | -  | -  | -  | -  | -  | -  | -  | -  | -  | -  | -  | -  | 8  | 11 | - | 19  |
| David Arnaiz             | Bene                                 | -  | -  | -  | -  | - | -  | -  | -  | -  | -  | -  | -  | -  | -  | -  | -  | -  | -  | -  | -  | 9  | 13 | 1 | 23  |
| Carlos Serrano-Clark     | Jorge                                | -  | -  | -  | -  | - | -  | -  | -  | -  | -  | -  | -  | -  | -  | -  | -  | -  | -  | -  | -  | 13 | 15 | 6 | 34  |
| Betiza Bismarck Calderón | Caridad                              | -  | -  | -  | -  | - | -  | -  | -  | -  | -  | -  | -  | -  | -  | -  | -  | -  | -  | -  | -  | 6  | 1  | - | 7   |
| Adrià Collado            | Berto Zaldívar                       | -  | -  | -  | -  | - | -  | -  | -  | -  | -  | -  | -  | -  | -  | -  | -  | -  | -  | -  | -  | 1  | 8  | - | 9   |
| Jordi Garreta            | Melero                               | -  | -  | -  | -  | - | -  | -  | -  | -  | -  | -  | -  | -  | -  | -  | -  | -  | -  | -  | -  | -  | 13 | 2 | 15  |
| Rodrigo Sáenz de Heredia | Pruden                               | -  | -  | -  | -  | - | -  | -  | -  | -  | -  | -  | -  | -  | -  | -  | -  | -  | -  | -  | -  | -  | 10 | - | 10  |
| Carles Gilabert          | Pedro                                | -  | -  | -  | -  | - | -  | -  | -  | -  | -  | -  | -  | -  | -  | -  | -  | -  | -  | -  | -  | -  | 4  | 2 | 6   |
| Nacho Fresneda           | Doctor Losada                        | -  | -  | -  | -  | - | -  | -  | -  | -  | -  | -  | -  | -  | -  | -  | -  | -  | -  | -  | -  | -  | 11 | - | 11  |
| Kiti Mánver              | Cecilia                              | -  | -  | -  | -  | - | -  | -  | -  | -  | -  | -  | -  | -  | -  | -  | -  | -  | -  | -  | -  | -  | 6  | - | 6   |
| Carlos Santos            | Jaime Rodríguez «JR.»                | -  | -  | -  | -  | - | -  | -  | -  | -  | -  | -  | -  | -  | -  | -  | -  | -  | -  | -  | -  | -  | -  | 3 | 3   |

- El personaje de Inés fue interpretado por Irene Visedo desde la 1.ª a la 8.ª temporada y desde la 17.ª a la 23.ª temporada; por Marieta Orozco en la 10.ª temporada y por Pilar Punzano desde la 12.ª hasta la 16.ª temporada.
- El personaje de María fue interpretado por Esmeralda García desde la 6.ª hasta la 10.ª temporada; por Celine Peña desde la 11.ª hasta la 14.ª temporada; por Paula Gallego desde la 15.ª hasta la 20.ª temporada y por Carmen Climent desde la 20.ª a 23.ª temporada. Durante la 21.ª temporada, Silvia Abascal interpretó al personaje en la versión de 2020.
- El personaje de Françoise fue interpretado por Patricia Figón en la 1.ª temporada y por Aida Folch desde la 10.ª a 14.ª temporada.
- El personaje de Oriol fue interpretado por Javier Lorenzo desde la 13.ª a la 21.ª temporada y por Álvaro Díaz en la 22.ª y 23.ª temporada. En la 21.ª temporada, Borja Fano interpreta al personaje en la versión de 2020.
- El personaje de Santi fue interpretado por Víctor Garrido desde la 13.ª a la 21.ª temporada y por Asier Valdestilla en la 22.ª y 23.ª temporada. En la 21.ª temporada, Jan Cornet interpreta al personaje en la versión de 2020.
- El personaje de Jorge es interpretado por Carlos Serrano-Clark desde la 21.ª temporada de la serie. En la 21.ª temporada, Martxelo Rubio interpreta al personaje en la versión de 2020.
- El personaje de Karina fue interpretado en la 21.ª temporada, en la versión de 2020 por Rosana Pastor.
- El personaje de Diana fue interpretado por Lucía González desde la 10.ª a la 20.ª temporada de la serie y por Teresa Pérez en la 22.ª y 23.ª temporada.

## Audiencias

### Listado de temporadas
| Temporada | Episodios                                                              | Número de capítulos | Estreno                          | Final                              | Audiencia media (sin incluir diferido) | Audiencia media (sin incluir diferido) | Audiencia media (incluyendo diferido) | Audiencia media (incluyendo diferido) | Época de ambientación                      | Época de ambientación                                    | Enlace |
| Temporada | Episodios                                                              | Número de capítulos | Estreno                          | Final                              | Espectadores                           | Cuota de pantalla                      | Espectadores                          | Cuota de pantalla                     | Inicio                                     | Final                                                    | Enlace |
| --------- | ---------------------------------------------------------------------- | ------------------- | -------------------------------- | ---------------------------------- | -------------------------------------- | -------------------------------------- | ------------------------------------- | ------------------------------------- | ------------------------------------------ | -------------------------------------------------------- | ------ |
| 1.ª       | 1 a 33                                                                 | 33                  | Jueves, 13 de septiembre de 2001 | Jueves, 4 de julio de 2002         | 5 440 000                              | 33,3%                                  |                                       |                                       | Martes, 2 de abril de 1968                 | Domingo, 3 de agosto de 1969                             |        |
| 2.ª       | 34 a 47                                                                | 14                  | Jueves, 26 de septiembre de 2002 | Jueves, 26 de diciembre de 2002    | 6 416 000                              | 38,1%                                  | Lunes, 15 de septiembre de 1969       | Jueves, 1 de enero de 1970            |                                            |                                                          |        |
| 3.ª       | 48 a 60 y Especial Cuéntame cómo se hace                               | 14                  | Jueves, 3 de abril de 2003       | Jueves, 10 de julio de 2003        | 6 538 000                              | 41,4%                                  | Martes, 31 de marzo de 1970           | Martes, 21 de julio de 1970           |                                            |                                                          |        |
| 4.ª       | 61 a 74                                                                | 14                  | Jueves, 25 de septiembre de 2003 | Jueves, 1 de enero de 2004         | 6 724 000                              | 39,1%                                  | Sábado, 24 de octubre de 1970         | Viernes, 1 de enero de 1971           |                                            |                                                          |        |
| 5.ª       | 75 a 87                                                                | 13                  | Jueves, 15 de abril de 2004      | Jueves, 22 de julio de 2004        | 5 440 000                              | 33,5%                                  | Martes, 23 de marzo de 1971           | Lunes, 12 de julio de 1971            |                                            |                                                          |        |
| 6.ª       | 88 a 101                                                               | 14                  | Jueves, 18 de noviembre de 2004  | Jueves, 24 de febrero de 2005      | 5 605 000                              | 31,3%                                  | Viernes, 27 de octubre de 1972        | Domingo, 18 de marzo de 1973          |                                            |                                                          |        |
| 7.ª       | Especial Duelos y quebrantos y 102 a 118                               | 18                  | Jueves, 15 de septiembre de 2005 | Jueves, 12 de enero de 2006        | 4 721 000                              | 26,7%                                  | Domingo, 23 de septiembre de 1973     | Domingo, 6 de enero de 1974           |                                            |                                                          |        |
| 8.ª       | Especial No pasarán y 119 a 139                                        | 22                  | Jueves, 7 de septiembre de 2006  | Jueves, 8 de febrero de 2007       | 4 429 000                              | 25,1%                                  | Jueves, 25 de abril de 1974           | Domingo, 16 de marzo de 1975          |                                            |                                                          |        |
| 9.ª       | 140 a 161                                                              | 22                  | Jueves, 13 de septiembre de 2007 | Jueves, 14 de febrero de 2008      | 3 618 000                              | 20,3%                                  | Miércoles, 30 de abril de 1975        | Sábado, 7 de febrero de 1976          |                                            |                                                          |        |
| 10.ª      | 162 a 180                                                              | 19                  | Jueves, 28 de agosto de 2008     | Jueves, 25 de diciembre de 2008    | 4 084 000                              | 23,7%                                  | Viernes, 16 de abril de 1976          | Sábado, 1 de enero de 1977            |                                            |                                                          |        |
| 11.ª      | 181 a 197                                                              | 17                  | Jueves, 3 de septiembre de 2009  | Jueves, 17 de diciembre de 2009    | 3 919 000                              | 21,4%                                  | Sábado, 12 de marzo de 1977           | Lunes, 26 de diciembre de 1977        |                                            |                                                          |        |
| 12.ª      | 198 a 215                                                              | 18                  | Jueves, 11 de noviembre de 2010  | Jueves, 17 de marzo de 2011        | 4 559 000                              | 23,3%                                  | Miércoles, 7 de junio de 1978         | Jueves, 31 de mayo de 1979            |                                            |                                                          |        |
| 13.ª      | 216 a 234                                                              | 19                  | Jueves, 15 de septiembre de 2011 | Jueves, 3 de enero de 2013         | 4 461 000                              | 22,4%                                  | Jueves, 30 de agosto de 1979          | Miércoles, 11 de febrero de 1981      |                                            |                                                          |        |
| 14.ª      | 235 a 253                                                              | 19                  | Jueves, 10 de enero de 2013      | Jueves, 23 de mayo de 2013         | 4 114 000                              | 20,6%                                  | Lunes, 23 de febrero de 1981          | febrero de 1982                       |                                            |                                                          |        |
| 15.ª      | 254 a 272                                                              | 19                  | Jueves, 16 de enero de 2014      | Jueves, 5 de junio de 2014         | 3 758 000                              | 18,5%                                  | Viernes, 2 de julio de 1982           | Martes, 8 de marzo de 1983            |                                            |                                                          |        |
| 16.ª      | 273 a 291                                                              | 19                  | Jueves, 8 de enero de 2015       | Jueves, 21 de mayo de 2015         | 3 125 000                              | 16,1%                                  | Martes, 5 de abril de 1983            | Miércoles, 21 de diciembre de 1983    |                                            |                                                          |        |
| 17.ª      | 292 a 310                                                              | 19                  | Jueves, 7 de enero de 2016       | Jueves, 19 de mayo de 2016         | 3 208 000                              | 17,2%                                  | Jueves, 5 de enero de 1984            | Sábado, 16 de marzo de 1985           |                                            |                                                          |        |
| 18.ª      | 311 a 329                                                              | 19                  | Jueves, 12 de enero de 2017      | Jueves, 25 de mayo de 2017         | 2 988 000                              | 17,9%                                  | Jueves, 11 de abril de 1985           | Lunes, 20 de octubre de 1986          |                                            |                                                          |        |
| 19.ª      | 330 a 338                                                              | 20                  | Jueves, 25 de enero de 2018      | Jueves, 22 de marzo de 2018        | 2 968 000                              | 18,0%                                  | Domingo, 18 de enero de 1987          | Viernes, 19 de junio de 1987          |                                            |                                                          |        |
| 19.ª      | Especial Cuéntame una historia de amor y 339 a 348                     | 20                  | Jueves, 13 de septiembre de 2018 | Jueves, 29 de noviembre de 2018    | 2 257 000                              | 15,0%                                  | junio de 1987                         | Domingo, 11 de septiembre de 1988     |                                            |                                                          |        |
| 20.ª      | 349 a 358                                                              | 22                  | Jueves, 21 de marzo de 2019      | Jueves, 30 de mayo de 2019         | 2 203 000                              | 14,1%                                  | Domingo, 30 de octubre de 1988        | Martes, 6 de marzo de 1990            |                                            |                                                          |        |
| 20.ª      | 359 a 369 y Especial Desmontando a los Alcántara                       | 22                  | Jueves, 2 de enero de 2020       | Jueves, 19 de marzo de 2020        | 2 189 000                              | 14,4%                                  | Viernes, 22 de diciembre de 1990      | septiembre de 1991                    |                                            |                                                          |        |
| 21.ª      | 370 a 380, Especial Proyecto abuelos y 381 a 388                       | 20                  | Jueves, 14 de enero de 2021      | Jueves, 27 de mayo de 2021         | 1 687 000                              | 10,0%                                  | 2 041 000                             | 12,1%                                 | Viernes, 7 de febrero de 1992abril de 2020 | Miércoles, 15 de septiembre de 199320 de febrero de 2021 |        |
| 22.ª      | 389 a 398, Especial Margaritas silvestres, 399 a 406 y Especial Whisky | 20                  | Jueves, 20 de enero de 2022      | Jueves, 16 de junio de 2022        | 1 208 000                              | 9,3%                                   | 1 450 000                             | 11,2%                                 | Jueves, 23 de septiembre de 1993           | Martes, 12 de julio de 1994                              |        |
| 23.ª      | 407 a 412, Especial Cuéntame cómo fue y 413                            | 8                   | Miércoles, 18 de octubre de 2023 | Miércoles, 29 de noviembre de 2023 | 1 405 000                              | 13,2%                                  | 1 552 000                             | 13,7%                                 | Viernes, 30 de diciembre de 1994           | Jueves, 13 de septiembre de 2001                         |        |
| Total     | Total                                                                  | 422                 | Jueves, 13 de septiembre de 2001 | Miércoles, 29 de noviembre de 2023 | 3 883 000                              | 22,6%                                  | 3 912 000                             | 22,7%                                 | Martes, 2 de abril de 1968                 | Jueves, 13 de septiembre de 2001                         |        |

- Cuéntame cómo pasó consta de 413 capítulos numerados, si se suman los episodios sin numerar, son 422 capítulos.
- La 19.ª temporada conformada por 19 capítulos ordinarios y un especial se emitió dividida en dos partes: La primera conformada por 9 capítulos y emitida desde el 25 de enero de 2018 al 22 de marzo de 2018 y la segunda con 11 capítulos (especial incluido), del 13 de septiembre de 2018 al 29 de noviembre de 2018. La media total obtenida, especial incluido, fue de 2 560 000 (16,3%).
- La 20.ª temporada conformada por 22 capítulos, se emitió dividida en una primera tanda con 10 capítulos y en una segunda tanda con 11 entregas más un especial; la primera desde el 21 de marzo de 2019 al 30 de mayo de 2019 y la segunda desde el 2 de enero de 2020 al 19 de marzo de 2020. La media total obtenida, especial incluido, fue de 2 195 000 (14,3%).

### Listado de capítulos
| N.º (serie)                         | N.º (temp.) | Título                                                                   | Dirección                                | Guion                                                       | Fecha de emisión                   | Audiencia                                        |
| ----------------------------------- | ----------- | ------------------------------------------------------------------------ | ---------------------------------------- | ----------------------------------------------------------- | ---------------------------------- | ------------------------------------------------ |
| 1.ª temporada (2001 a 2002)         |             |                                                                          |                                          |                                                             |                                    |                                                  |
| 1                                   | 1           | «El retorno del fugitivo»                                                | Tito Fernández                           | Eduardo Ladrón de GuevaraPatrick Buckley                    | Jueves, 13 de septiembre de 2001   | 4 314 000 (29,4%)                                |
| 2                                   | 2           | «Un cielo lleno de futbolines»                                           | Tito Fernández                           | Eduardo Ladrón de GuevaraPatrick Buckley                    | Jueves, 20 de septiembre de 2001   | 4 058 000 (25,6%)                                |
| 3                                   | 3           | «A lo lejos el mar»                                                      | Tito Fernández                           | Eduardo Ladrón de Guevara                                   | Jueves, 27 de septiembre de 2001   | 4 451 000 (28,4%)                                |
| 4                                   | 4           | «Las invasoras»                                                          | Tito Fernández                           | Javier G. Amezúa                                            | Jueves, 4 de octubre de 2001       | 4 542 000 (28,4%)                                |
| 5                                   | 5           | «Paz, amor y fantasía»                                                   | Tito Fernández                           | Alberto MacíasÁngeles González-Sinde                        | Jueves, 11 de octubre de 2001      | 4 115 000 (28,8%)                                |
| 6                                   | 6           | «El Día de la Raza»                                                      | Tito Fernández                           | Miguel Ángel FernándezJoaquín Górriz                        | Jueves, 18 de octubre de 2001      | 5 002 000 (30,6%)                                |
| 7                                   | 7           | «Amistades peligrosas»                                                   | Agustín Crespi                           | Patrick Buckley                                             | Jueves, 25 de octubre de 2001      | 5 010 000 (31,0%)                                |
| 8                                   | 8           | «Las mejores huelgas de nuestra vida»                                    | Agustín Crespi                           | Eduardo Ladrón de Guevara                                   | Jueves, 8 de noviembre de 2001     | 5 265 000 (33,2%)                                |
| 9                                   | 9           | «Non plus ultra»                                                         | Agustín Crespi                           | Javier G. Amezúa                                            | Jueves, 15 de noviembre de 2001    | 5 457 000 (33,3%)                                |
| 10                                  | 10          | «Un hombre sin corazón»                                                  | Tito Fernández                           | Alberto MacíasÁngeles González-Sinde                        | Jueves, 22 de noviembre de 2001    | 5 733 000 (34,6%)                                |
| 11                                  | 11          | «Educación y Mundología»                                                 | Agustín Crespi                           | Patrick Buckley                                             | Jueves, 29 de noviembre de 2001    | 5 336 000 (32,8%)                                |
| 12                                  | 12          | «Un día es un día»                                                       | Tito Fernández                           | Eduardo Ladrón de Guevara                                   | Jueves, 13 de diciembre de 2001    | 5 659 000 (34,3%)                                |
| 13                                  | 13          | «Una Nochebuena..., con Esperanza»                                       | Agustín Crespi                           | Eduardo Ladrón de GuevaraPatrick Buckley                    | Jueves, 20 de diciembre de 2001    | 5 536 000 (33,9%)                                |
| 14                                  | 14          | «Noche de Reyes»                                                         | Tito Fernández                           | Alberto MacíasÁngeles González-Sinde                        | Jueves, 10 de enero de 2002        | 5 840 000 (33,3%)                                |
| 15                                  | 15          | «Pretérito imperfecto»                                                   | Agustín Crespi                           | Eduardo Ladrón de GuevaraPatrick Buckley                    | Jueves, 24 de enero de 2002        | 5 680 000 (33,4%)                                |
| 16                                  | 16          | «Entre beso y beso... Terremoto»                                         | Tito Fernández                           | Eduardo Ladrón de Guevara                                   | Jueves, 7 de febrero de 2002       | 5 256 000 (30,1%)                                |
| 17                                  | 17          | «Cada cual en su sitio»                                                  | Agustín Crespi                           | Patrick Buckley                                             | Jueves, 14 de febrero de 2002      | 5 808 000 (34,7%)                                |
| 18                                  | 18          | «Fish & chips»                                                           | Tito Fernández                           | Eduardo Ladrón de Guevara                                   | Jueves, 21 de febrero de 2002      | 6 022 000 (36,8%)                                |
| 19                                  | 19          | «La boz del barrio (sic)»                                                | Agustín Crespi                           | Alberto Macías                                              | Jueves, 7 de marzo de 2002         | 5 966 000 (36,2%)                                |
| 20                                  | 20          | «Saetas y torrijas»                                                      | Tito Fernández                           | Eduardo Ladrón de Guevara                                   | Jueves, 14 de marzo de 2002        | 5 688 000 (33,7%)                                |
| 21                                  | 21          | «Secretos y mentiras»                                                    | Agustín Crespi                           | Patrick Buckley                                             | Jueves, 4 de abril de 2002         | 5 347 000 (28,8%)                                |
| 22                                  | 22          | «Montescos y Capuletos»                                                  | Agustín Crespi                           | Patrick Buckley                                             | Jueves, 11 de abril de 2002        | 6 345 000 (35,1%)                                |
| 23                                  | 23          | «Madre no hay más que muchas»                                            | Tito Fernández                           | Eduardo Ladrón de Guevara                                   | Jueves, 18 de abril de 2002        | 6 110 000 (35,2%)                                |
| 24                                  | 24          | «Una larga espera»                                                       | Agustín Crespi                           | Alberto Macías                                              | Jueves, 25 de abril de 2002        | 5 952 000 (35,4%)                                |
| 25                                  | 25          | «Amor y toros»                                                           | Agustín Crespi                           | Verónica Fernández                                          | Jueves, 2 de mayo de 2002          | 6 210 000 (36,6%)                                |
| 26                                  | 26          | «Tiempo de capones y porrazos»                                           | Tito Fernández                           | Eduardo Ladrón de Guevara                                   | Jueves, 9 de mayo de 2002          | 6 139 000 (33,9%)                                |
| 27                                  | 27          | «Nuevos horizontes»                                                      | Agustín Crespi                           | Patrick Buckley                                             | Jueves, 16 de mayo de 2002         | 5 678 000 (33,0%)                                |
| 28                                  | 28          | «La primavera de la matriarca»                                           | Tito Fernández                           | Patrick Buckley                                             | Jueves, 23 de mayo de 2002         | 6 269 000 (35,7%)                                |
| 29                                  | 29          | «Eros, pelos y celos»                                                    | Agustín Crespi                           | Eduardo Ladrón de Guevara                                   | Jueves, 30 de mayo de 2002         | 6 325 000 (39,0%)                                |
| 30                                  | 30          | «La guerra del fin del mundo»                                            | Antonio Cano                             | Alberto MacíasVerónica Fernández                            | Jueves, 6 de junio de 2002         | 6 250 000 (36,1%)                                |
| 31                                  | 31          | «Que Luna la de aquel día»                                               | Agustín Crespi                           | Eduardo Ladrón de Guevara                                   | Jueves, 13 de junio de 2002        | 5 997 000 (37,6%)                                |
| 32                                  | 32          | «A la orilla de los sueños»                                              | Agustín Crespi                           | Patrick Buckley                                             | Jueves, 27 de junio de 2002        | 6 236 000 (40,6%)                                |
| 33                                  | 33          | «Háblame de ti (especial)»                                               | Antonio Cano                             | Eduardo Ladrón de GuevaraAlberto MacíasVerónica Fernández   | Jueves, 4 de julio de 2002         | 3 118 000 (22,4%)                                |
| 2.ª temporada (2002)                |             |                                                                          |                                          |                                                             |                                    |                                                  |
| 34                                  | 1           | «Dos trompas y un destino»                                               | Agustín Crespi                           | Eduardo Ladrón de Guevara                                   | Jueves, 26 de septiembre de 2002   | 6 339 000 (42,2%)                                |
| 35                                  | 2           | «De aquí a la maternidad»                                                | Tito Fernández                           | Patrick Buckley                                             | Jueves, 3 de octubre de 2002       | 6 471 000 (39,9%)                                |
| 36                                  | 3           | «B-1 hundido»                                                            | Antonio Cano                             | Alberto Macías                                              | Jueves, 10 de octubre de 2002      | 5 952 000 (34,2%)                                |
| 37                                  | 4           | «La mamá política»                                                       | Agustín Crespi                           | Verónica González                                           | Jueves, 17 de octubre de 2002      | 6 180 000 (36,3%)                                |
| 38                                  | 5           | «Con la frente marchita»                                                 | Agustín Crespi                           | Patrick Buckley                                             | Jueves, 24 de octubre de 2002      | 6 131 000 (35,4%)                                |
| 39                                  | 6           | «Los caudillos también se rascan»                                        | Agustín Crespi                           | Eduardo Ladrón de GuevaraJavier G. Amezúa                   | Jueves, 31 de octubre de 2002      | 5 646 000 (37,5%)                                |
| 40                                  | 7           | «Primeras tardes con Teresa»                                             | Antonio Cano                             | Patrick Buckley                                             | Jueves, 7 de noviembre de 2002     | 6 619 000 (38,5%)                                |
| 41                                  | 8           | «Arriba el telón»                                                        | Agustín Crespi                           | Pedro Molina                                                | Jueves, 14 de noviembre de 2002    | 6 874 000 (39,6%)                                |
| 42                                  | 9           | «Secretos y ocultaciones»                                                | Antonio Cano                             | Eduardo Ladrón de Guevara                                   | Jueves, 21 de noviembre de 2002    | 6 616 000 (38,0%)                                |
| 43                                  | 10          | «El veneno del teatro»                                                   | Tito Fernández                           | Alberto Macías                                              | Jueves, 28 de noviembre de 2002    | 6 497 000 (36,5%)                                |
| 44                                  | 11          | «Días de lluvia»                                                         | Agustín Crespi                           | Verónica Fernández                                          | Jueves, 5 de diciembre de 2002     | 6 232 000 (38,2%)                                |
| 45                                  | 12          | «La verdad al desnudo»                                                   | Antonio Cano                             | Patrick Buckley                                             | Jueves, 12 de diciembre de 2002    | 6 709 000 (37,8%)                                |
| 46                                  | 13          | «Mutilado y caballero»                                                   | Agustín Crespi                           | Eduardo Ladrón de Guevara                                   | Jueves, 19 de diciembre de 2002    | 6 780 000 (39,8%)                                |
| 47                                  | 14          | «Atado y bien atado»                                                     | Agustín Crespi                           | Alberto Macías                                              | Jueves, 26 de diciembre de 2002    | 6 773 000 (39,5%)                                |
| 3.ª temporada (2003)                |             |                                                                          |                                          |                                                             |                                    |                                                  |
| 48                                  | 1           | «A las puertas del Edén»                                                 | Agustín Crespi                           | Patrick Buckley                                             | Jueves, 3 de abril de 2003         | 6 596 000 (37,5%)                                |
| 49                                  | 2           | «París, ¡Oh là là!»                                                      | Antonio Cano                             | Eduardo Ladrón de Guevara                                   | Jueves, 10 de abril de 2003        | 6 794 000 (38,8%)                                |
| 50                                  | 3           | «Arde París»                                                             | Agustín Crespi                           | Patrick Buckley                                             | Jueves, 24 de abril de 2003        | 6 795 000 (41,0%)                                |
| 51                                  | 4           | «La larga noche del maletín»                                             | Agustín Crespi                           | Eduardo Ladrón de GuevaraAlberto Macías                     | Jueves, 1 de mayo de 2003          | 5 594 000 (37,6%)                                |
| 52                                  | 5           | «Área de castigo»                                                        | Tito Fernández                           | Patrick Buckley                                             | Jueves, 8 de mayo de 2003          | 6 851 000 (39,4%)                                |
| 53                                  | 6           | «Sí, quiero; no quiero...»                                               | Antonio Cano                             | Eduardo Ladrón de GuevaraAlberto Macías                     | Jueves, 15 de mayo de 2003         | 6 690 000 (40,6%)                                |
| 54                                  | 7           | «Crónicas de un pueblo»                                                  | Agustín Crespi                           | Verónica Fernández                                          | Jueves, 22 de mayo de 2003         | 6 876 000 (41,6%)                                |
| 55                                  | 8           | «Muerte natural»                                                         | Agustín Crespi                           | Patrick Buckley                                             | Jueves, 29 de mayo de 2003         | 7 194 000 (43,0%)                                |
| 56                                  | 9           | «Días de luto»                                                           | Tito Fernández                           | Javier G. Amezúa                                            | Jueves, 5 de junio de 2003         | 6 840 000 (40,3%)                                |
| 57                                  | 10          | «La primera piedra»                                                      | Antonio Cano                             | Eduardo Ladrón de Guevara                                   | Jueves, 12 de junio de 2003        | 6 524 000 (41,6%)                                |
| 58                                  | 11          | «Los camaradas»                                                          | Agustín Crespi                           | Alberto Macías                                              | Jueves, 19 de junio de 2003        | 7 046 000 (48,1%)                                |
| 59                                  | 12          | «Mar gruesa»                                                             | Tito Fernández                           | Verónica Fernández                                          | Jueves, 26 de junio de 2003        | 6 467 000 (45,5%)                                |
| 60                                  | 13          | «Tocando fondo»                                                          | Agustín Crespi                           | Eduardo Ladrón de GuevaraPatrick Buckley                    | Jueves, 3 de julio de 2003         | 7 253 000 (51,0%)                                |
| —                                   | —           | «Cuéntame cómo se hace (especial)»                                       | Iñaki Mercero                            | Javier G. Amezúa                                            | Jueves, 10 de julio de 2003        | 4 013 000 (33,3%)                                |
| 4.ª temporada (2003 a 2004)         |             |                                                                          |                                          |                                                             |                                    |                                                  |
| 61                                  | 1           | «El hombre cansado»                                                      | Agustín Crespi                           | Patrick Buckley                                             | Jueves, 25 de septiembre de 2003   | 6 170 000 (37,5%)                                |
| 62                                  | 2           | «Besos de hippies»                                                       | Agustín Crespi                           | Eduardo Ladrón de Guevara                                   | Jueves, 2 de octubre de 2003       | 6 279 000 (36,7%)                                |
| 63                                  | 3           | «Made in USA»                                                            | Tito Fernández                           | Alberto Macías                                              | Jueves, 9 de octubre de 2003       | 6 440 000 (38,7%)                                |
| 64                                  | 4           | «Femenino plural»                                                        | Antonio Cano                             | Verónica González                                           | Jueves, 16 de octubre de 2003      | 6 973 000 (39,8%)                                |
| 65                                  | 5           | «Paraísos y purgatorios»                                                 | Agustín Crespi                           | Patrick Buckley                                             | Jueves, 23 de octubre de 2003      | 7 071 000 (40,5%)                                |
| 66                                  | 6           | «Elecciones orgánicas»                                                   | Tito Fernández                           | Eduardo Ladrón de Guevara                                   | Jueves, 30 de octubre de 2003      | 6 561 000 (36,9%)                                |
| 67                                  | 7           | «Los tiempos cambian»                                                    | Antonio Cano                             | Alberto Macías                                              | Jueves, 6 de noviembre de 2003     | 6 639 000 (39,0%)                                |
| 68                                  | 8           | «La llegada del futuro»                                                  | Agustín Crespi                           | Moisés Gómez                                                | Jueves, 13 de noviembre de 2003    | 6 855 000 (38,9%)                                |
| 69                                  | 9           | «Tiempo de divorcio»                                                     | Antonio Cano                             | Eduardo Ladrón de Guevara                                   | Jueves, 27 de noviembre de 2003    | 7 163 000 (40,7%)                                |
| 70                                  | 10          | «Ni un paso atrás»                                                       | Tito Fernández                           | Verónica Fernández                                          | Jueves, 4 de diciembre de 2003     | 7 028 000 (39,5%)                                |
| 71                                  | 11          | «Europa empieza en los Pirineos»                                         | Agustín Crespi                           | Alberto Macías                                              | Jueves, 11 de diciembre de 2003    | 6 947 000 (39,1%)                                |
| 72                                  | 12          | «Miedo en el cuerpo»                                                     | Antonio Cano                             | Eduardo Ladrón de Guevara                                   | Jueves, 18 de diciembre de 2003    | 7 039 000 (41,1%)                                |
| 73                                  | 13          | «El principio del fin»                                                   | Agustín Crespi                           | Patrick Buckley                                             | Jueves, 25 de diciembre de 2003    | 5 930 000 (36,9%)                                |
| 74                                  | 14          | «Campanadas a media noche»                                               | Antonio Cano                             | Patrick BuckleyMoisés Gómez                                 | Jueves, 1 de enero de 2004         | 7 040 000 (41,5%)                                |
| 5.ª temporada (2004)                |             |                                                                          |                                          |                                                             |                                    |                                                  |
| 75                                  | 1           | «Un orden nuevo (especial)»                                              | Tito FernándezAgustín CrespiAntonio Cano | Eduardo Ladrón de GuevaraJacobo Delgado                     | Jueves, 15 de abril de 2004        | 4 634 000 (26,8%)                                |
| 76                                  | 2           | «El año de la crisis»                                                    | Agustín Crespi                           | Eduardo Ladrón de Guevara                                   | Jueves, 22 de abril de 2004        | 6 478 000 (34,4%)                                |
| 77                                  | 3           | «Camino de santidad»                                                     | Tito Fernández                           | Alberto Macías                                              | Jueves, 29 de abril de 2004        | 6 967 000 (38,1%)                                |
| 78                                  | 4           | «La Mujer Ideal»                                                         | Antonio Cano                             | Verónica Fernández                                          | Jueves, 6 de mayo de 2004          | 5 520 000 (29,4%)                                |
| 79                                  | 5           | «Ochi chornia»                                                           | Agustín Crespi                           | Moisés Gómez                                                | Jueves, 13 de mayo de 2004         | 6 707 000 (37,9%)                                |
| 80                                  | 6           | «Hello Moscú: Vodka con martini»                                         | Antonio Cano                             | Eduardo Ladrón de Guevara                                   | Jueves, 20 de mayo de 2004         | 6 531 000 (37,9%)                                |
| 81                                  | 7           | «La primavera la sangre altera»                                          | Agustín Crespi                           | Alberto Macías                                              | Jueves, 27 de mayo de 2004         | 6 953 000 (40,7%)                                |
| 82                                  | 8           | «Fe, esperanza y caridad»                                                | Agustín Crespi                           | Patrick Buckley                                             | Viernes, 4 de junio de 2004        | 4 301 000 (31,7%)                                |
| 83                                  | 9           | «Si tú me dices ven...»                                                  | Antonio Cano                             | Eduardo Ladrón de Guevara                                   | Jueves, 10 de junio de 2004        | 4 791 000 (29,8%)                                |
| 84                                  | 10          | «La habitación de arriba»                                                | Agustín Crespi                           | Verónica Fernández                                          | Jueves, 1 de julio de 2004         | 3 982 000 (26,4%)                                |
| 85                                  | 11          | «Cuando calienta el sol»                                                 | Antonio Cano                             | Alberto Macías                                              | Jueves, 8 de julio de 2004         | 5 422 000 (37,3%)                                |
| 86                                  | 12          | «Tormenta de verano»                                                     | Agustín Crespi                           | Patrick Buckley                                             | Jueves, 15 de julio de 2004        | 5 345 000 (40,1%)                                |
| 87                                  | 13          | «¡Cinco y acción! (especial)»                                            | Miguel Ángel BernardeauAntonio Cano      | Jacobo Delgado                                              | Jueves, 22 de julio de 2004        | 3 084 000 (25,0%)                                |
| 6.ª temporada (2004 a 2005)         |             |                                                                          |                                          |                                                             |                                    |                                                  |
| 88                                  | 1           | «En la cuerda floja (especial)»                                          | Tito FernándezAgustín CrespiAntonio Cano | Jacobo Delgado                                              | Jueves, 18 de noviembre de 2004    | 4 381 000 (27,7%)                                |
| 89                                  | 2           | «La edad del pavo»                                                       | Tito Fernández                           | Eduardo Ladrón de GuevaraAlberto Macías                     | Jueves, 25 de noviembre de 2004    | 5 388 000 (29,3%)                                |
| 90                                  | 3           | «Si la envidia fuera tiña...»                                            | Agustín Crespi                           | Eduardo Ladrón de Guevara                                   | Jueves, 2 de diciembre de 2004     | 5 562 000 (30,4%)                                |
| 91                                  | 4           | «Casi uno de los nuestros»                                               | Antonio Cano                             | Alberto Macías                                              | Jueves, 9 de diciembre de 2004     | 5 621 000 (30,3%)                                |
| 92                                  | 5           | «Creced y multiplicaos»                                                  | Sergio Cabrera                           | Patrick Buckley                                             | Jueves, 16 de diciembre de 2004    | 5 252 000 (30,4%)                                |
| 93                                  | 6           | «Polvorones bajo palio»                                                  | Agustín Crespi                           | Eduardo Ladrón de GuevaraAlberto MacíasJacobo Delgado       | Jueves, 23 de diciembre de 2004    | 4 965 000 (28,7%)                                |
| 94                                  | 7           | «Doce uvas, varios besos, mucha gripe y un ataque de celos»              | Antonio Cano                             | Eduardo Ladrón de Guevara                                   | Jueves, 30 de diciembre de 2004    | 5 476 000 (32,8%)                                |
| 95                                  | 8           | «Cada oveja con su pareja»                                               | Sergio Cabrera                           | Eduardo Ladrón de GuevaraMarisol Farré                      | Jueves, 13 de enero de 2005        | 6 291 000 (34,1%)                                |
| 96                                  | 9           | «Las buenas costumbres»                                                  | Agustín Crespi                           | Alberto Macías                                              | Jueves, 20 de enero de 2005        | 5 598 000 (31,6%)                                |
| 97                                  | 10          | «La huella del pasado»                                                   | Sergio Cabrera                           | Patrick Buckley                                             | Jueves, 27 de enero de 2005        | 6 198 000 (34,1%)                                |
| 98                                  | 11          | «El honor de los Alcántara»                                              | Antonio Cano                             | Alberto Macías                                              | Jueves, 3 de febrero de 2005       | 6 669 000 (36,3%)                                |
| 99                                  | 12          | «Con el agua al cuello»                                                  | Agustín Crespi                           | Eduardo Ladrón de Guevara                                   | Jueves, 10 de febrero de 2005      | 6 666 000 (35,5%)                                |
| 100                                 | 13          | «Ajuste de cuentas»                                                      | Sergio Cabrera                           | Eduardo Ladrón de GuevaraAlberto Macías                     | Jueves, 17 de febrero de 2005      | 6 583 000 (34,8%)                                |
| 101                                 | 14          | «Días de blanco y negro (especial)»                                      | Agustín Crespi                           | Jacobo Delgado                                              | Jueves, 24 de febrero de 2005      | 3 821 000 (21,6%)                                |
| 7.ª temporada (2005 a 2006)         |             |                                                                          |                                          |                                                             |                                    |                                                  |
| —                                   | —           | «Duelos y quebrantos (especial)»                                         | Agustín CrespiAntonio CanoSergio Cabrera | Jacobo Delgado                                              | Jueves, 15 de septiembre de 2005   | 2 629 000 (17,4%)                                |
| 102                                 | 1           | «Amores y desamores»                                                     | Sergio Cabrera                           | Eduardo Ladrón de GuevaraAlberto Macías                     | Jueves, 22 de septiembre de 2005   | 3 967 000 (22,1%)                                |
| 103                                 | 2           | «...Y los sueños, sueños son...»                                         | Agustín Crespi                           | Eduardo Ladrón de GuevaraAlberto Macías                     | Jueves, 29 de septiembre de 2005   | 4 778 000 (27,3%)                                |
| 104                                 | 3           | «Paz y croquetas»                                                        | Antonio Cano                             | Jacobo DelgadoMarisol Farré                                 | Jueves, 6 de octubre de 2005       | 4 665 000 (26,6%)                                |
| 105                                 | 4           | «Achuchones, poemas y un poco de la mosca española»                      | Sergio Cabrera                           | Eduardo Ladrón de Guevara                                   | Jueves, 13 de octubre de 2005      | 4 521 000 (24,7%)                                |
| 106                                 | 5           | «Alea jacta est»                                                         | Antonio Cano                             | Alberto Macías                                              | Jueves, 20 de octubre de 2005      | 4 554 000 (24,6%)                                |
| 107                                 | 6           | «Tiran más dos tetas que dos carretas»                                   | Agustín Crespi                           | Eduardo Ladrón de GuevaraAlberto Macías                     | Jueves, 27 de octubre de 2005      | 5 215 000 (28,7%)                                |
| 108                                 | 7           | «El justiprecio»                                                         | Antonio Cano                             | Eduardo Ladrón de GuevaraAlberto MacíasAzucena Rodríguez    | Jueves, 3 de noviembre de 2005     | 5 591 000 (32,3%)                                |
| 109                                 | 8           | «La noche de San Genaro»                                                 | Agustín Crespi                           | Eduardo Ladrón de Guevara                                   | Jueves, 10 de noviembre de 2005    | 5 385 000 (30,3%)                                |
| 110                                 | 9           | «La parcelita»                                                           | Agustín Crespi                           | Alberto Macías                                              | Jueves, 17 de noviembre de 2005    | 5 497 000 (30,2%)                                |
| 111                                 | 10          | «El retorno del hijo pródigo»                                            | Antonio Cano                             | Alberto Macías                                              | Jueves, 24 de noviembre de 2005    | 5 356 000 (30,0%)                                |
| 112                                 | 11          | «Dos días de diciembre»                                                  | Agustín Crespi                           | Eduardo Ladrón de Guevara                                   | Jueves, 1 de diciembre de 2005     | 5 360 000 (30,8%)                                |
| 113                                 | 12          | «El comienzo del fin (especial)»                                         | Cecilia Bartolomé                        | Cecilia BartoloméLaura García Pousa                         | Jueves, 8 de diciembre de 2005     | 4 044 000 (25,0%)                                |
| 114                                 | 13          | «El día de la bomba, el día después»                                     | Sergio Cabrera                           | Eduardo Ladrón de Guevara                                   | Jueves, 15 de diciembre de 2005    | 4 875 000 (27,7%)                                |
| 115                                 | 14          | «Retrato de familia»                                                     | Antonio Cano                             | Patrick Buckley                                             | Jueves, 22 de diciembre de 2005    | 4 823 000 (27,8%)                                |
| 116                                 | 15          | «No hay mal que por bien no venga»                                       | Agustín Crespi                           | Alberto Macías                                              | Jueves, 29 de diciembre de 2005    | 5 238 000 (29,6%)                                |
| 117                                 | 16          | «El 6 de enero, milagro»                                                 | Antonio Cano                             | Eduardo Ladrón de GuevaraAlberto Macías                     | Jueves, 5 de enero de 2006         | 4 279 000 (27,9%)                                |
| 118                                 | 17          | «Yesterday (especial)»                                                   | Sergio Cabrera                           | Jacobo Delgado                                              | Jueves, 12 de enero de 2006        | 4 204 000 (23,2%)                                |
| 8.ª temporada (2006 a 2007)         |             |                                                                          |                                          |                                                             |                                    |                                                  |
| —                                   | —           | «No pasarán (especial)»                                                  | Agustín CrespiAntonio CanoSergio Cabrera | Jacobo Delgado                                              | Jueves, 7 de septiembre de 2006    | 1 692 000 (12,0%)                                |
| 119                                 | 1           | «Lisboa era una fiesta»                                                  | Agustín Crespi                           | Eduardo Ladrón de Guevara                                   | Jueves, 14 de septiembre de 2006   | 3 794 000 (23,5%)                                |
| 120                                 | 2           | «Apertura ma non troppo»                                                 | Antonio Cano                             | Alberto Macías                                              | Jueves, 21 de septiembre de 2006   | 4 241 000 (24,9%)                                |
| 121                                 | 3           | «Por el humo se sabe dónde está el fuego»                                | Sergio Cabrera                           | Curro Royo                                                  | Jueves, 28 de septiembre de 2006   | 4 505 000 (27,3%)                                |
| 122                                 | 4           | «Mucho calor, muchas risitas y un ataque de flebitis»                    | Agustín Crespi                           | Eduardo Ladrón de Guevara                                   | Jueves, 5 de octubre de 2006       | 4 528 000 (26,9%)                                |
| 123                                 | 5           | «Había una vez... (especial)»                                            | Sergio Cabrera                           | Jacobo Delgado                                              | Jueves, 12 de octubre de 2006      | 3 029 000 (18,9%)                                |
| 124                                 | 6           | «Vacaciones de verano para ti...»                                        | Antonio Cano                             | Alberto Macías                                              | Jueves, 19 de octubre de 2006      | 4 966 000 (28,8%)                                |
| 125                                 | 7           | «La noche de los Rodríguez»                                              | Antonio Cano                             | Alberto MacíasCurro Royo                                    | Jueves, 26 de octubre de 2006      | 4 685 000 (26,2%)                                |
| 126                                 | 8           | «Póquer, repóquer y órdago»                                              | Agustín Crespi                           | Curro Royo                                                  | Jueves, 2 de noviembre de 2006     | 4 578 000 (25,8%)                                |
| 127                                 | 9           | «Una piedra en el camino»                                                | Sergio Cabrera                           | Alberto Macías                                              | Jueves, 9 de noviembre de 2006     | 4 703 000 (26,8%)                                |
| 128                                 | 10          | «Próxima parada, Perpiñán»                                               | Antonio Cano                             | Eduardo Ladrón de Guevara                                   | Jueves, 16 de noviembre de 2006    | 4 919 000 (27,3%)                                |
| 129                                 | 11          | «Todas a la cárcel»                                                      | Agustín Crespi                           | Curro Royo                                                  | Jueves, 23 de noviembre de 2006    | 4 988 000 (27,4%)                                |
| 130                                 | 12          | «Los chicos con las chicas»                                              | Antonio Cano                             | Alberto Macías                                              | Jueves, 30 de noviembre de 2006    | 5 190 000 (29,4%)                                |
| 131                                 | 13          | «Las alegrías nunca vienen solas»                                        | Sergio Cabrera                           | Eduardo Ladrón de Guevara                                   | Jueves, 14 de diciembre de 2006    | 4 672 000 (26,6%)                                |
| 132                                 | 14          | «Las ruedas de la fortuna»                                               | Antonio Cano                             | Curro Royo                                                  | Jueves, 21 de diciembre de 2006    | 3 927 000 (21,1%)                                |
| 133                                 | 15          | «El amor en fuga»                                                        | Sergio Cabrera                           | Alberto Macías                                              | Jueves, 28 de diciembre de 2006    | 4 736 000 (26,3%)                                |
| 134                                 | 16          | «Tropezar en la misma piedra»                                            | Agustín Crespi                           | Eduardo Ladrón de Guevara                                   | Jueves, 4 de enero de 2007         | 4 401 000 (23,8%)                                |
| 135                                 | 17          | «El arte de desabrochar sujetadores»                                     | Antonio Cano                             | Eduardo Ladrón de Guevara                                   | Jueves, 11 de enero de 2007        | 4 843 000 (26,2%)                                |
| 136                                 | 18          | «Pasen y vean (especial)»                                                | Manuel Palacios                          | Jacobo Delgado                                              | Jueves, 18 de enero de 2007        | 2 909 000 (16,2%)                                |
| 137                                 | 19          | «Con la iglesia hemos topado»                                            | Sergio Cabrera                           | Alberto Macías                                              | Jueves, 25 de enero de 2007        | 4 777 000 (24,7%)                                |
| 138                                 | 20          | «Más dura será la caída»                                                 | Agustín Crespi                           | Curro Royo                                                  | Jueves, 1 de febrero de 2007       | 5 466 000 (30,5%)                                |
| 139                                 | 21          | «Punto y seguido»                                                        | Antonio Cano                             | Eduardo Ladrón de GuevaraAlberto Macías                     | Jueves, 8 de febrero de 2007       | 5 887 000 (31,7%)                                |
| 9.ª temporada (2007 a 2008)         |             |                                                                          |                                          |                                                             |                                    |                                                  |
| 140                                 | 1           | «Un año para la historia (especial)»                                     | Manuel Palacios                          | Jacobo Delgado                                              | Jueves, 13 de septiembre de 2007   | 2 722 000 (15,7%)                                |
| 141                                 | 2           | «Últimas tardes con Minerva»                                             | Agustín Crespi                           | Alberto Macías                                              | Jueves, 20 de septiembre de 2007   | 3 688 000 (21,5%)                                |
| 142                                 | 3           | «El último tacto en Madrid»                                              | Sergio Cabrera                           | Eduardo Ladrón de Guevara                                   | Jueves, 27 de septiembre de 2007   | 3 720 000 (21,4%)                                |
| 143                                 | 4           | «Enemigos del pueblo»                                                    | José María Caro                          | Curro Royo                                                  | Jueves, 4 de octubre de 2007       | 3 996 000 (22,0%)                                |
| 144                                 | 5           | «Un rombo, dos rombos, tres rombos»                                      | Antonio Cano                             | Alberto Macías                                              | Jueves, 11 de octubre de 2007      | 3 724 000 (23,3%)                                |
| 145                                 | 6           | «Todos acongojados, acongojados todos»                                   | Azucena Rodríguez                        | Eduardo Ladrón de Guevara                                   | Jueves, 18 de octubre de 2007      | 3 949 000 (21,5%)                                |
| 146                                 | 7           | «Significarse o no significarse»                                         | Agustín Crespi                           | Alberto MacíasBernardo Sánchez                              | Jueves, 25 de octubre de 2007      | 3 932 000 (21,9%)                                |
| 147                                 | 8           | «Camisas de once varas»                                                  | Sergio Cabrera                           | Curro Royo                                                  | Jueves, 1 de noviembre de 2007     | 3 202 000 (18,7%)                                |
| 148                                 | 9           | «Dolores, Angustias y Remedios»                                          | Antonio Cano                             | Patrick Buckley                                             | Jueves, 8 de noviembre de 2007     | 3 855 000 (21,6%)                                |
| 149                                 | 10          | «La noche de los chupetones»                                             | Azucena Rodríguez                        | Eduardo Ladrón de GuevaraAlberto Macías                     | Jueves, 15 de noviembre de 2007    | 4 040 000 (22,1%)                                |
| 150                                 | 11          | «¡Que vienen los rojos!»                                                 | Agustín Crespi                           | Eduardo Ladrón de GuevaraAlberto Macías                     | Jueves, 22 de noviembre de 2007    | 4 277 000 (23,2%)                                |
| 151                                 | 12          | «¡Segundos fuera!»                                                       | Agustín Crespi                           | Eduardo Ladrón de GuevaraAlberto Macías                     | Jueves, 29 de noviembre de 2007    | 4 164 000 (22,6%)                                |
| 152                                 | 13          | «¿Y después de Franco, qué? (especial)»                                  | Manuel Palacios                          | Jacobo Delgado                                              | Jueves, 6 de diciembre de 2007     | 3 286 000 (19,9%)                                |
| 153                                 | 14          | «Los pingüinos del invicto caudillo»                                     | Agustín Crespi                           | Eduardo Ladrón de Guevara                                   | Jueves, 13 de diciembre de 2007    | 4 061 000 (22,4%)                                |
| 154                                 | 15          | «Españoles, Franco ha muerto»                                            | Antonio Cano                             | Alberto Macías                                              | Jueves, 20 de diciembre de 2007    | 3 744 000 (21,5%)                                |
| 155                                 | 16          | «¡A la calle, que ya es hora!»                                           | Azucena Rodríguez                        | Alberto MacíasCurro Royo                                    | Jueves, 27 de diciembre de 2007    | 3 743 000 (20,8%)                                |
| 156                                 | 17          | «La familia y muchos más (especial)»                                     | Sergio Cabrera                           | Jacobo Delgado                                              | Jueves, 10 de enero de 2008        | 1 943 000 (10,6%)                                |
| 157                                 | 18          | «Las noches blancas de Oriol»                                            | Agustín Crespi                           | Eduardo Ladrón de Guevara                                   | Jueves, 17 de enero de 2008        | 3 211 000 (17,4%)                                |
| 158                                 | 19          | «Todos los chicos quieren ver chicas desnudas»                           | Agustín Crespi                           | Eduardo Ladrón de Guevara                                   | Jueves, 24 de enero de 2008        | 3 578 000 (19,8%)                                |
| 159                                 | 20          | «La huelga nuestra de cada día»                                          | Antonio Cano                             | Alberto Macías                                              | Jueves, 31 de enero de 2008        | 3 583 000 (19,7%)                                |
| 160                                 | 21          | «Por la boca muere el pez»                                               | Azucena Rodríguez                        | Eduardo Ladrón de GuevaraAlberto Macías                     | Jueves, 7 de febrero de 2008       | 3 461 000 (18,9%)                                |
| 161                                 | 22          | «Borrón y cuenta nueva»                                                  | Agustín Crespi                           | Eduardo Ladrón de GuevaraAlberto MacíasCurro Royo           | Jueves, 14 de febrero de 2008      | 3 712 000 (20,6%)                                |
| 10.ª temporada (2008)               |             |                                                                          |                                          |                                                             |                                    |                                                  |
| 162                                 | 1           | «...Y llegó el destape (especial)»                                       | Manuel Palacios                          | Jacobo Delgado                                              | Jueves, 28 de agosto de 2008       | 1 910 000 (14,9%)                                |
| 163                                 | 2           | «La cigüeña dijo 'sí'»                                                   | Antonio Cano                             | Eduardo Ladrón de GuevaraAlberto Macías                     | Jueves, 4 de septiembre de 2008    | 3 966 000 (25,2%)                                |
| 164                                 | 3           | «Fifty, fifty»                                                           | Agustín Crespi                           | Eduardo Ladrón de GuevaraAlberto Macías                     | Jueves, 11 de septiembre de 2008   | 3 910 000 (23,9%)                                |
| 165                                 | 4           | «Por un puñado de fotos»                                                 | Azucena Rodríguez                        | Curro Royo                                                  | Jueves, 18 de septiembre de 2008   | 3 908 000 (22,8%)                                |
| 166                                 | 5           | «Una noche de gloria»                                                    | Sergio Cabrera                           | Eduardo Ladrón de GuevaraAlberto Macías                     | Jueves, 25 de septiembre de 2008   | 4 247 000 (24,3%)                                |
| 167                                 | 6           | «Pareja made in Spain»                                                   | Agustín Crespi                           | Curro Royo                                                  | Jueves, 2 de octubre de 2008       | 4 393 000 (24,7%)                                |
| 168                                 | 7           | «El coche nuevo del emperador»                                           | Antonio Cano                             | Laura García PousaBernardo Sánchez                          | Jueves, 9 de octubre de 2008       | 4 289 000 (24,6%)                                |
| 169                                 | 8           | «¿También tú, Ricardo Corazón de León?»                                  | Azucena Rodríguez                        | Eduardo Ladrón de Guevara                                   | Jueves, 16 de octubre de 2008      | 4 303 000 (24,2%)                                |
| 170                                 | 9           | «La mujer del César»                                                     | Agustín Crespi                           | Alberto Macías                                              | Jueves, 23 de octubre de 2008      | 4 486 000 (24,6%)                                |
| 171                                 | 10          | «Bodas, bautizos y banquetes»                                            | Antonio Cano                             | Alberto Macías                                              | Jueves, 30 de octubre de 2008      | 4 428 000 (24,3%)                                |
| 172                                 | 11          | «Vender o no vender, esa es la cuestión»                                 | Antonio Cuadri                           | Curro Royo                                                  | Jueves, 6 de noviembre de 2008     | 4 464 000 (24,5%)                                |
| 173                                 | 12          | «El hijo del P'arriba»                                                   | Azucena Rodríguez                        | Laura García PousaBernardo Sánchez                          | Jueves, 13 de noviembre de 2008    | 4 348 000 (24,4%)                                |
| 174                                 | 13          | «Cuando las ratas abandonan el barco»                                    | Moisés Ramos                             | Eduardo Ladrón de Guevara                                   | Jueves, 20 de noviembre de 2008    | 4 155 000 (22,2%)                                |
| 175                                 | 14          | «La primera vez»                                                         | Antonio Cano                             | Eduardo Ladrón de GuevaraAlberto Macías                     | Jueves, 27 de noviembre de 2008    | 4 391 000 (23,9%)                                |
| 176                                 | 15          | «La mano en el fuego»                                                    | Antonio Cuadri                           | Curro Royo                                                  | Jueves, 4 de diciembre de 2008     | 4 478 000 (24,8%)                                |
| 177                                 | 16          | «Habla, pueblo, habla»                                                   | Moisés Ramos                             | Eduardo Ladrón de GuevaraAlberto Macías                     | Jueves, 11 de diciembre de 2008    | 4 351 000 (23,2%)                                |
| 178                                 | 17          | «Antes morir que perder la vida»                                         | Azucena Rodríguez                        | Eduardo Ladrón de GuevaraAlberto Macías                     | Jueves, 18 de diciembre de 2008    | 4 316 000 (23,9%)                                |
| 179                                 | 18          | «Ha pasado un ángel»                                                     | Antonio Cano                             | Curro RoyoLaura García PousaBernardo Sánchez                | Jueves, 25 de diciembre de 2008    | 4 337 000 (24,2%)                                |
| 180                                 | 19          | «Año Nuevo, vida nueva (especial)»                                       | Manuel Palacios                          | Jacobo Delgado                                              | Jueves, 25 de diciembre de 2008    | 2 912 000 (25,1%)                                |
| 11.ª temporada (2009)               |             |                                                                          |                                          |                                                             |                                    |                                                  |
| 181                                 | 1           | «Toda una vida (especial)»                                               | Moisés Ramos                             | Jacobo Delgado                                              | Jueves, 3 de septiembre de 2009    | 1 627 000 (12,5%)                                |
| 182                                 | 2           | «¡Que vienen, que ya están aquí!»                                        | Antonio Cano                             | Eduardo Ladrón de GuevaraAlberto Macías                     | Jueves, 10 de septiembre de 2009   | 3 547 000 (22,5%)                                |
| 183                                 | 3           | «¡Que ya están aquí!»                                                    | Antonio Cano                             | Eduardo Ladrón de GuevaraAlberto Macías                     | Jueves, 10 de septiembre de 2009   | 3 547 000 (22,5%)                                |
| 184                                 | 4           | «El tamaño sí importa»                                                   | Azucena Rodríguez                        | Curro Royo                                                  | Jueves, 17 de septiembre de 2009   | 3 274 000 (18,2%)                                |
| 185                                 | 5           | «En las fiestas, paella»                                                 | Antonio Cuadri                           | Eduardo Ladrón de Guevara                                   | Jueves, 24 de septiembre de 2009   | 3 411 000 (19,9%)                                |
| 186                                 | 6           | «El hombre más maravilloso del mundo»                                    | Moisés Ramos                             | Alberto Macías                                              | Jueves, 1 de octubre de 2009       | 3 869 000 (20,9%)                                |
| 187                                 | 7           | «La Poderosa o el chico de la moto»                                      | Gracia Querejeta                         | Laura García PousaBernardo Sánchez                          | Jueves, 8 de octubre de 2009       | 4 036 000 (22,1%)                                |
| 188                                 | 8           | «El disputado escaño del señor Alcántara»                                | Azucena Rodríguez                        | Alberto MacíasCurro Royo                                    | Jueves, 15 de octubre de 2009      | 4 253 000 (22,0%)                                |
| 189                                 | 9           | «Los nombramientos siempre llegan en moto»                               | Antonio Cuadri                           | Eduardo Ladrón de GuevaraAlberto Macías                     | Jueves, 22 de octubre de 2009      | 4 388 000 (23,5%)                                |
| 190                                 | 10          | «El vuelo de Ícaro»                                                      | Agustín Crespi                           | Jacobo DelgadoMarisol Farré                                 | Jueves, 29 de octubre de 2009      | 4 241 000 (22,7%)                                |
| 191                                 | 11          | «Donde las dan las toman»                                                | Agustín Crespi                           | Jacobo DelgadoMarisol Farré                                 | Jueves, 5 de noviembre de 2009     | 4 107 000 (21,8%)                                |
| 192                                 | 12          | «Orgullo manchego»                                                       | Antonio Cano                             | Eduardo Ladrón de GuevaraAlberto Macías                     | Jueves, 12 de noviembre de 2009    | 4 150 000 (22,3%)                                |
| 193                                 | 13          | «Las despedidas necesarias»                                              | Moisés Ramos                             | Eduardo Ladrón de GuevaraAlberto Macías                     | Jueves, 19 de noviembre de 2009    | 4 149 000 (22,0%)                                |
| 194                                 | 14          | «El cocinero es lo primero»                                              | Gracia Querejeta                         | Curro Royo                                                  | Jueves, 26 de noviembre de 2009    | 4 406 000 (22,8%)                                |
| 195                                 | 15          | «El lobby, La Loba y el lobanillo»                                       | Azucena Rodríguez                        | Jacobo DelgadoMarisol Farré                                 | Jueves, 3 de diciembre de 2009     | 4 238 000 (21,7%)                                |
| 196                                 | 16          | «Una lección muy particular»                                             | Antonio Cuadri                           | Eduardo Ladrón de GuevaraAlberto Macías                     | Jueves, 10 de diciembre de 2009    | 4 403 000 (23,2%)                                |
| 197                                 | 17          | «La última cena»                                                         | Agustín Crespi                           | Eduardo Ladrón de GuevaraAlberto Macías                     | Jueves, 17 de diciembre de 2009    | 4 597 000 (24,7%)                                |
| 12.ª temporada (2010 a 2011)        |             |                                                                          |                                          |                                                             |                                    |                                                  |
| 198                                 | 1           | «Las dos comuniones de María Alcántara»                                  | Antonio Cano                             | Alberto Macías                                              | Jueves, 11 de noviembre de 2010    | 5 171 000 (26,5%)                                |
| 199                                 | 2           | «El regreso»                                                             | Antonio Cuadri                           | Eduardo Ladrón de Guevara                                   | Jueves, 18 de noviembre de 2010    | 4 777 000 (24,7%)                                |
| 200                                 | 3           | «A la fiesta hemos de ir»                                                | Azucena Rodríguez                        | Jacobo DelgadoMarisol Farré                                 | Jueves, 25 de noviembre de 2010    | 4 812 000 (24,5%)                                |
| 201                                 | 4           | «Calores de agosto»                                                      | Moisés Ramos                             | Carlos Molinero                                             | Jueves, 2 de diciembre de 2010     | 5 006 000 (25,4%)                                |
| 202                                 | 5           | «Carlos tiró su fusil»                                                   | Agustín Crespi                           | Curro Royo                                                  | Jueves, 9 de diciembre de 2010     | 4 894 000 (24,3%)                                |
| 203                                 | 6           | «El empujoncito»                                                         | Antonio Cano                             | Jacobo DelgadoMarisol Farré                                 | Jueves, 16 de diciembre de 2010    | 4 847 000 (24,9%)                                |
| 204                                 | 7           | «Adiós imprenta, adiós»                                                  | Azucena Rodríguez                        | Curro Royo                                                  | Jueves, 23 de diciembre de 2010    | 4 236 000 (22,3%)                                |
| 205                                 | 8           | «Esos locos bajitos (especial)»                                          | Manuel Palacios                          | Jacobo Delgado                                              | Viernes, 24 de diciembre de 2010   | 1 775 000 (16,5%)                                |
| 206                                 | 9           | «Un cuerno al año no hace daño»                                          | Moisés Ramos                             | Eduardo Ladrón de GuevaraAlberto Macías                     | Jueves, 13 de enero de 2011        | 4 091 000 (20,5%)                                |
| 207                                 | 10          | «Operación Galaxia»                                                      | Agustín Crespi                           | Jacobo DelgadoMarisol Farré                                 | Jueves, 20 de enero de 2011        | 4 418 000 (22,4%)                                |
| 208                                 | 11          | «Abstención es lo contrario que abstinencia»                             | Antonio Cano                             | Carlos Molinero                                             | Jueves, 27 de enero de 2011        | 4 982 000 (24,1%)                                |
| 209                                 | 12          | «El último cartucho»                                                     | Azucena Rodríguez                        | Curro Royo                                                  | Jueves, 3 de febrero de 2011       | 4 821 000 (23,8%)                                |
| 210                                 | 13          | «El desencanto»                                                          | Agustín Crespi                           | Eduardo Ladrón de Guevara                                   | Jueves, 10 de febrero de 2011      | 4 844 000 (24,2%)                                |
| 211                                 | 14          | «La voz y la palabra»                                                    | Moisés Ramos                             | Alberto Macías                                              | Jueves, 17 de febrero de 2011      | 4 599 000 (22,7%)                                |
| 212                                 | 15          | «Perdidos»                                                               | Antonio Cano                             | Jacobo DelgadoMarisol Farré                                 | Jueves, 24 de febrero de 2011      | 4 740 000 (22,2%)                                |
| 213                                 | 16          | «Sagrillas. Exterior noche»                                              | Azucena Rodríguez                        | Carlos Molinero                                             | Jueves, 3 de marzo de 2011         | 4 777 000 (23,8%)                                |
| 214                                 | 17          | «Los pies de barro»                                                      | Agustín Crespi                           | Eduardo Ladrón de GuevaraAlberto Macías                     | Jueves, 10 de marzo de 2011        | 4 468 000 (21,6%)                                |
| 215                                 | 18          | «Una luz al final del túnel»                                             | Agustín Crespi                           | Eduardo Ladrón de GuevaraAlberto Macías                     | Jueves, 17 de marzo de 2011        | 4 800 000 (24,6%)                                |
| 13.ª temporada (2011 a 2012 y 2013) |             |                                                                          |                                          |                                                             |                                    |                                                  |
| 216                                 | 1           | «Diez años y un día (especial)»                                          | Manuel Palacios                          | Jacobo DelgadoSonia Sánchez                                 | Jueves, 15 de septiembre de 2011   | 3 358 000 (18,6%)                                |
| 217                                 | 2           | «Las grandes y pequeñas decisiones»                                      | Agustín Crespi                           | Eduardo Ladrón de Guevara                                   | Jueves, 22 de septiembre de 2011   | 4 017 000 (21,3%)                                |
| 218                                 | 3           | «Hoy empieza todo»                                                       | Agustín Crespi                           | Alberto Macías                                              | Jueves, 29 de septiembre de 2011   | 4 107 000 (21,9%)                                |
| 219                                 | 4           | «Una venta con freno y marcha atrás»                                     | Azucena Rodríguez                        | Curro Royo                                                  | Jueves, 6 de octubre de 2011       | 4 323 000 (22,0%)                                |
| 220                                 | 5           | «Gajes del oficio»                                                       | Moisés Ramos                             | Jacobo Delgado                                              | Jueves, 13 de octubre de 2011      | 4 246 000 (21,3%)                                |
| 221                                 | 6           | «Una caja de fotos»                                                      | Antonio Cano                             | Carlos Molinero                                             | Jueves, 20 de octubre de 2011      | 4 369 000 (21,5%)                                |
| 222                                 | 7           | «Ni exclusivo ni excluyente»                                             | Agustín Crespi                           | Eduardo Ladrón de Guevara                                   | Jueves, 27 de octubre de 2011      | 4 358 000 (20,7%)                                |
| 223                                 | 8           | «Estandartes y Banderas»                                                 | Azucena Rodríguez                        | Alberto Macías                                              | Jueves, 3 de noviembre de 2011     | 4 408 000 (22,1%)                                |
| 224                                 | 9           | «Una mujer de bandera»                                                   | Moisés Ramos                             | Curro Royo                                                  | Jueves, 10 de noviembre de 2011    | 4 547 000 (22,7%)                                |
| 225                                 | 10          | «La última batalla del macho montés»                                     | Agustín Crespi                           | Carlos Molinero                                             | Jueves, 17 de noviembre de 2011    | 4 580 000 (23,1%)                                |
| 226                                 | 11          | «La mujer y la tierra»                                                   | Agustín Crespi                           | Carlos Molinero                                             | Jueves, 24 de noviembre de 2011    | 4 674 000 (22,9%)                                |
| 227                                 | 12          | «Un secreto y muchas mentiras»                                           | Antonio Cano                             | Jacobo DelgadoMarisol Farré                                 | Jueves, 1 de diciembre de 2011     | 4 719 000 (23,3%)                                |
| 228                                 | 13          | «La hora de la verdad»                                                   | Moisés Ramos                             | Eduardo Ladrón de Guevara                                   | Jueves, 8 de diciembre de 2011     | 4 334 000 (22,1%)                                |
| 229                                 | 14          | «El Día de la Mujer (especial)»                                          | Azucena Rodríguez                        | Jacobo Delgado                                              | Jueves, 15 de diciembre de 2011    | 4 787 000 (24,3%)                                |
| 230                                 | 15          | «Sorpresas»                                                              | Agustín Crespi                           | Curro Royo                                                  | Jueves, 12 de enero de 2012        | 5 004 000 (24,7%)                                |
| 231                                 | 16          | «Todo pasa factura»                                                      | Moisés Ramos                             | Jacobo DelgadoMarisol Farré                                 | Jueves, 19 de enero de 2012        | 4 589 000 (22,3%)                                |
| 232                                 | 17          | «Vivir»                                                                  | Antonio Cano                             | Alberto Macías                                              | Jueves, 26 de enero de 2012        | 5 117 000 (25,5%)                                |
| 233                                 | 18          | «Siempre amanece»                                                        | Agustín Crespi                           | Eduardo Ladrón de GuevaraSonia Sánchez                      | Jueves, 2 de febrero de 2012       | 5 361 000 (26,5%)                                |
| 234                                 | 19          | «La Movida y mucho más (especial)»                                       | Azucena Rodríguez                        | Jacobo Delgado                                              | Jueves, 3 de enero de 2013         | 3 861 000 (19,2%)                                |
| 14.ª temporada (2013)               |             |                                                                          |                                          |                                                             |                                    |                                                  |
| 235                                 | 1           | «Larga noche de transistores y teléfonos»                                | Agustín Crespi                           | Eduardo Ladrón de GuevaraIgnacio del Moral                  | Jueves, 10 de enero de 2013        | 4 242 000 (20,4%)                                |
| 236                                 | 2           | «El hombre de la casa»                                                   | Agustín Crespi                           | Eduardo Ladrón de GuevaraIgnacio del Moral                  | Jueves, 17 de enero de 2013        | 4 003 000 (19,7%)                                |
| 237                                 | 3           | «El sueño cumplido»                                                      | Antonio Cano                             | Eduardo Ladrón de GuevaraIgnacio del Moral                  | Jueves, 24 de enero de 2013        | 3 427 000 (15,8%)                                |
| 238                                 | 4           | «Juegos de amor y azar»                                                  | Moisés Ramos                             | Carlos Molinero                                             | Jueves, 31 de enero de 2013        | 3 764 000 (19,0%)                                |
| 239                                 | 5           | «Las lágrimas de Santa Rita»                                             | Azucena Rodríguez                        | Carlos Asorey                                               | Jueves, 7 de febrero de 2013       | 3 749 000 (18,4%)                                |
| 240                                 | 6           | «El final del camino»                                                    | Agustín Crespi                           | Jacobo Delgado                                              | Jueves, 14 de febrero de 2013      | 3 495 000 (17,6%)                                |
| 241                                 | 7           | «El aceite de la discordia»                                              | Antonio Cano                             | Curro Royo                                                  | Jueves, 21 de febrero de 2013      | 3 960 000 (19,8%)                                |
| 242                                 | 8           | «Los mayos del 46»                                                       | Moisés Ramos                             | Jacobo DelgadoSonia Sánchez                                 | Jueves, 28 de febrero de 2013      | 4 226 000 (21,1%)                                |
| 243                                 | 9           | «Sin un lugar donde caerse muerto»                                       | Agustín Crespi                           | Eduardo Ladrón de GuevaraIgnacio del Moral                  | Jueves, 7 de marzo de 2013         | 4 209 000 (20,9%)                                |
| 244                                 | 10          | «Descansen en paz»                                                       | Agustín Crespi                           | Eduardo Ladrón de GuevaraIgnacio del Moral                  | Jueves, 14 de marzo de 2013        | 4 170 000 (21,0%)                                |
| 245                                 | 11          | «Los amos de la tierra»                                                  | Antonio Cano                             | Jacobo Delgado                                              | Jueves, 21 de marzo de 2013        | 4 039 000 (20,9%)                                |
| 246                                 | 12          | «Las malas lenguas»                                                      | Azucena Rodríguez                        | Carlos Asorey                                               | Jueves, 4 de abril de 2013         | 4 280 000 (21,3%)                                |
| 247                                 | 13          | «Tú a Triana, yo a San Genaro»                                           | Moisés Ramos                             | Curro Royo                                                  | Jueves, 11 de abril de 2013        | 4 085 000 (20,1%)                                |
| 248                                 | 14          | «La tentación está arriba»                                               | Antonio Cano                             | Carlos Molinero                                             | Jueves, 18 de abril de 2013        | 4 276 000 (22,2%)                                |
| 249                                 | 15          | «Un regalo para Karina»                                                  | Óscar Aibar                              | Carlos Molinero                                             | Jueves, 25 de abril de 2013        | 4 392 000 (22,1%)                                |
| 250                                 | 16          | «Cuando la policía entra por la puerta, la amistad salta por la ventana» | Azucena Rodríguez                        | Curro Royo                                                  | Jueves, 2 de mayo de 2013          | 4 251 000 (21,8%)                                |
| 251                                 | 17          | «No hay cuento de Navidad»                                               | Moisés Ramos                             | Carlos Asorey                                               | Jueves, 9 de mayo de 2013          | 4 274 000 (21,6%)                                |
| 252                                 | 18          | «Pollito»                                                                | Antonio Cano                             | Eduardo Ladrón de GuevaraIgnacio del Moral                  | Jueves, 16 de mayo de 2013         | 4 320 000 (20,4%)                                |
| 253                                 | 19          | «La vida ante tus ojos»                                                  | Óscar Aibar                              | Jacobo Delgado                                              | Jueves, 23 de mayo de 2013         | 5 012 000 (25,5%)                                |
| 15.ª temporada (2014)               |             |                                                                          |                                          |                                                             |                                    |                                                  |
| 254                                 | 1           | «Vuelta a casa»                                                          | Óscar Aibar                              | Eduardo Ladrón de GuevaraIgnacio del Moral                  | Jueves, 16 de enero de 2014        | 4 357 000 (20,7%)                                |
| 255                                 | 2           | «Dos días en París»                                                      | Antonio Cano                             | Eduardo Ladrón de GuevaraIgnacio del Moral                  | Jueves, 23 de enero de 2014        | 3 730 000 (18,2%)                                |
| 256                                 | 3           | «Amores que matan»                                                       | Moisés Ramos                             | Jacobo Delgado                                              | Jueves, 30 de enero de 2014        | 3 692 000 (18,0%)                                |
| 257                                 | 4           | «La frontera de Kahn-Tor»                                                | Azucena Rodríguez                        | Carlos Molinero                                             | Jueves, 6 de febrero de 2014       | 3 486 000 (16,6%)                                |
| 258                                 | 5           | «Como debe ser»                                                          | Agustín Crespi                           | Carlos Asorey                                               | Jueves, 13 de febrero de 2014      | 3 498 000 (16,7%)                                |
| 259                                 | 6           | «Cinco ataques de pánico y una balada de heavy metal»                    | Antonio Cano                             | Carlos Molinero                                             | Jueves, 20 de febrero de 2014      | 3 183 000 (15,4%)                                |
| 260                                 | 7           | «Qué hace una banda como tú en un pueblo como éste»                      | Óscar Aibar                              | Curro Royo                                                  | Jueves, 27 de febrero de 2014      | 3 147 000 (15,4%)                                |
| 261                                 | 8           | «La noche de todos»                                                      | Óscar Aibar                              | Eduardo Ladrón de GuevaraIgnacio del Moral                  | Jueves, 6 de marzo de 2014         | 3 452 000 (16,9%)                                |
| 262                                 | 9           | «Más que dos carretas»                                                   | Moisés Ramos                             | Eduardo Ladrón de GuevaraÓscar Lurueña                      | Jueves, 13 de marzo de 2014        | 3 566 000 (16,7%)                                |
| 263                                 | 10          | «El fin de la Transición»                                                | Agustín Crespi                           | Curro Royo                                                  | Jueves, 20 de marzo de 2014        | 3 425 000 (16,1%)                                |
| 264                                 | 11          | «El amor siempre llama dos veces»                                        | Óscar Aibar                              | Carlos Asorey                                               | Jueves, 27 de marzo de 2014        | 3 974 000 (20,0%)                                |
| 265                                 | 12          | «Malas noticias»                                                         | Azucena Rodríguez                        | Jacobo Delgado                                              | Jueves, 3 de abril de 2014         | 4 198 000 (20,9%)                                |
| 266                                 | 13          | «Noche de Paz»                                                           | Antonio Cano                             | Eduardo Ladrón de GuevaraIgnacio del Moral                  | Jueves, 10 de abril de 2014        | 4 129 000 (20,9%)                                |
| 267                                 | 14          | «Gracias por las flores»                                                 | Moisés Ramos                             | Curro Royo                                                  | Jueves, 24 de abril de 2014        | 3 811 000 (18,7%)                                |
| 268                                 | 15          | «Siniestro total»                                                        | Agustín Crespi                           | Eduardo Ladrón de GuevaraIgnacio del Moral                  | Jueves, 8 de mayo de 2014          | 3 937 000 (20,1%)                                |
| 269                                 | 16          | «Cincuenta y siete años y un día»                                        | Óscar Aibar                              | Sonia SánchezÓscar Lurueña                                  | Jueves, 22 de mayo de 2014         | 3 996 000 (19,9%)                                |
| 270                                 | 17          | «En la boca del lobo»                                                    | Agustín Crespi                           | Carlos Asorey                                               | Jueves, 29 de mayo de 2014         | 3 823 000 (19,5%)                                |
| 271                                 | 18          | «Aviones de papel»                                                       | Antonio Cano                             | Ignacio del MoralCarlos Molinero                            | Lunes, 2 de junio de 2014          | 3 313 000 (16,5%)                                |
| 272                                 | 19          | «Tus abrazos arroparon mi insomnio»                                      | Óscar Aibar                              | Jacobo Delgado                                              | Jueves, 5 de junio de 2014         | 4 689 000 (24,0%)                                |
| 16.ª temporada (2015)               |             |                                                                          |                                          |                                                             |                                    |                                                  |
| 273                                 | 1           | «Poco a poco»                                                            | Óscar Aibar                              | Eduardo Ladrón de GuevaraIgnacio del Moral                  | Jueves, 8 de enero de 2015         | 3 901 000 (20,1%)                                |
| 274                                 | 2           | «De aquellos polvos, estos lodos»                                        | Agustín Crespi                           | Eduardo Ladrón de GuevaraIgnacio del Moral                  | Jueves, 15 de enero de 2015        | 3 598 000 (18,4%)                                |
| 275                                 | 3           | «Volver a empezar»                                                       | Moisés Ramos                             | Curro Royo                                                  | Jueves, 22 de enero de 2015        | 3 657 000 (18,1%)                                |
| 276                                 | 4           | «El último minuto de nuestra vida»                                       | Óscar Aibar                              | Eduardo Ladrón de GuevaraIgnacio del Moral                  | Jueves, 29 de enero de 2015        | 3 407 000 (17,1%)                                |
| 277                                 | 5           | «Unidos»                                                                 | Antonio Cano                             | Bárbara Alpuente                                            | Jueves, 5 de febrero de 2015       | 3 494 000 (17,7%)                                |
| 278                                 | 6           | «El amor es una droga blanda»                                            | Antonio Cano                             | Jacobo DelgadoCarlos Molinero                               | Jueves, 12 de febrero de 2015      | 3 397 000 (17,6%)                                |
| 279                                 | 7           | «Amo la vida, amo el amor»                                               | Agustín Crespi                           | Jacobo DelgadoCarlos Molinero                               | Jueves, 19 de febrero de 2015      | 3 354 000 (17,4%)                                |
| 280                                 | 8           | «Polvo al polvo»                                                         | Moisés Ramos                             | Eduardo Ladrón de GuevaraIgnacio del Moral                  | Jueves, 26 de febrero de 2015      | 3 302 000 (17,1%)                                |
| 281                                 | 9           | «Memento mori»                                                           | Óscar Aibar                              | Antonio Onetti                                              | Jueves, 5 de marzo de 2015         | 3 049 000 (15,2%)                                |
| 282                                 | 10          | «Misa de diez»                                                           | Antonio Cano                             | Curro RoyoAntonio Onetti                                    | Jueves, 12 de marzo de 2015        | 2 885 000 (14,2%)                                |
| 283                                 | 11          | «Muchos fantasmas, varios zombis y un spectrum»                          | Agustín Crespi                           | Eduardo Ladrón de GuevaraIgnacio del Moral                  | Jueves, 19 de marzo de 2015        | 2 792 000 (14,0%)                                |
| 284                                 | 12          | «Paraíso perdido»                                                        | Moisés Ramos                             | Bárbara Alpuente                                            | Jueves, 26 de marzo de 2015        | 2 795 000 (13,8%)                                |
| 285                                 | 13          | «El café»                                                                | Óscar Aibar                              | Bárbara Alpuente                                            | Jueves, 9 de abril de 2015         | 3 039 000 (15,6%)                                |
| 286                                 | 14          | «Los amigos de Luis»                                                     | Antonio Cano                             | Curro Royo                                                  | Jueves, 16 de abril de 2015        | 2 813 000 (14,2%)                                |
| 287                                 | 15          | «El enemigo en casa»                                                     | Agustín Crespi                           | Sonia Sánchez                                               | Jueves, 23 de abril de 2015        | 2 854 000 (16,0%)                                |
| 288                                 | 16          | «Por lo que fuimos»                                                      | Moisés Ramos                             | Jacobo DelgadoCarlos MolineroIgnacio del Moral              | Jueves, 30 de abril de 2015        | 2 464 000 (14,2%)                                |
| 289                                 | 17          | «Punto límite»                                                           | Óscar Aibar                              | Eduardo Ladrón de GuevaraIgnacio del Moral                  | Jueves, 7 de mayo de 2015          | 2 559 000 (13,1%)                                |
| 290                                 | 18          | «Una vida interesante»                                                   | Agustín Crespi                           | Eduardo Ladrón de GuevaraIgnacio del Moral                  | Jueves, 14 de mayo de 2015         | 2 627 000 (14,0%)                                |
| 291                                 | 19          | «La noche no es para mí»                                                 | Óscar Aibar                              | Curro Royo                                                  | Jueves, 21 de mayo de 2015         | 3 397 000 (18,0%)                                |
| 17.ª temporada (2016)               |             |                                                                          |                                          |                                                             |                                    |                                                  |
| 292                                 | 1           | «El futuro es nuestro»                                                   | Óscar Aibar                              | Eduardo Ladrón de GuevaraIgnacio del Moral                  | Jueves, 7 de enero de 2016         | 3 310 000 (17,4%)                                |
| 293                                 | 2           | «Sin dinero ya no hay rock and roll»                                     | Moisés Ramos                             | Curro Royo                                                  | Jueves, 14 de enero de 2016        | 3 058 000 (16,2%)                                |
| 294                                 | 3           | «Lo que aprendí»                                                         | Agustín Crespi                           | Joaquín Oristrell                                           | Jueves, 21 de enero de 2016        | 3 657 000 (19,2%)                                |
| 295                                 | 4           | «El último ferry»                                                        | Antonio Cano                             | Bárbara Alpuente                                            | Jueves, 28 de enero de 2016        | 3 159 000 (17,1%)                                |
| 296                                 | 5           | «Un asunto de familia»                                                   | Óscar Aibar                              | Jacobo Delgado                                              | Jueves, 4 de febrero de 2016       | 3 171 000 (17,3%)                                |
| 297                                 | 6           | «Territorios»                                                            | Moisés Ramos                             | Eduardo Ladrón de GuevaraIgnacio del MoralJoaquín Oristrell | Jueves, 11 de febrero de 2016      | 3 268 000 (17,7%)                                |
| 298                                 | 7           | «Sagrillas Kid»                                                          | Agustín Crespi                           | Curro Royo                                                  | Jueves, 18 de febrero de 2016      | 3 290 000 (17,3%)                                |
| 299                                 | 8           | «Gira, el mundo gira»                                                    | Antonio Cano                             | Sonia SánchezJoaquín Oristrell                              | Jueves, 25 de febrero de 2016      | 2 988 000 (15,8%)                                |
| 300                                 | 9           | «Un milagro»                                                             | Óscar Aibar                              | Bárbara Alpuente                                            | Jueves, 3 de marzo de 2016         | 3 075 000 (16,3%)                                |
| 301                                 | 10          | «La vida es una carretera de doble sentido»                              | Moisés Ramos                             | Jacobo Delgado                                              | Jueves, 10 de marzo de 2016        | 3 245 000 (17,4%)                                |
| 302                                 | 11          | «Mala uva»                                                               | Agustín Crespi                           | Joaquín Oristrell                                           | Jueves, 17 de marzo de 2016        | 2 999 000 (16,4%)                                |
| 303                                 | 12          | «Pachín»                                                                 | Óscar Aibar                              | Eduardo Ladrón de GuevaraIgnacio del Moral                  | Jueves, 31 de marzo de 2016        | 3 167 000 (16,8%)                                |
| 304                                 | 13          | «La rueda de recambio»                                                   | Antonio Cano                             | Sonia SánchezJoaquín Oristrell                              | Jueves, 7 de abril de 2016         | 3 108 000 (16,1%)                                |
| 305                                 | 14          | «¡Maldito amor!»                                                         | Agustín Crespi                           | Jacobo DelgadoJoaquín Oristrell                             | Jueves, 14 de abril de 2016        | 2 993 000 (15,9%)                                |
| 306                                 | 15          | «La noche americana»                                                     | Moisés Ramos                             | Bárbara Alpuente                                            | Jueves, 21 de abril de 2016        | 3 139 000 (16,7%)                                |
| 307                                 | 16          | «A la caza»                                                              | Óscar Aibar                              | Curro Royo                                                  | Jueves, 28 de abril de 2016        | 3 223 000 (17,3%)                                |
| 308                                 | 17          | «Audiencia pública»                                                      | Antonio Cano                             | Curro RoyoIgnacio del Moral                                 | Jueves, 5 de mayo de 2016          | 3 181 000 (17,3%)                                |
| 309                                 | 18          | «70 minutos»                                                             | Óscar Aibar                              | Sonia SánchezIgnacio del Moral                              | Jueves, 12 de mayo de 2016         | 3 422 000 (18,7%)                                |
| 310                                 | 19          | «La boda de cristal»                                                     | Agustín Crespi                           | Jacobo DelgadoJoaquín Oristrell                             | Jueves, 19 de mayo de 2016         | 3 503 000 (19,2%)                                |
| 18.ª temporada (2017)               |             |                                                                          |                                          |                                                             |                                    |                                                  |
| 311                                 | 1           | «He nacido para hacerme la vida imposible»                               | Agustín Crespi                           | Jacobo DelgadoJoaquín Oristrell                             | Jueves, 12 de enero de 2017        | 2 489 000 (14,7%)                                |
| 312                                 | 2           | «Bienvenido, Mr. Tierno»                                                 | Moisés Ramos                             | Curro Royo                                                  | Jueves, 19 de enero de 2017        | 2 695 000 (14,9%)                                |
| 313                                 | 3           | «El amigo americano»                                                     | Antonio Cano                             | Sonia SánchezIgnacio del Moral                              | Jueves, 26 de enero de 2017        | 2 727 000 (15,8%)                                |
| 314                                 | 4           | «Unos que vienen, otros que van»                                         | Óscar Aibar                              | Joaquín Oristrell                                           | Jueves, 2 de febrero de 2017       | 2 819 000 (16,4%)                                |
| 315                                 | 5           | «Ballenas»                                                               | Agustín Crespi                           | Joaquín OristrellPablo Bartolomé                            | Jueves, 9 de febrero de 2017       | 3 042 000 (17,7%)                                |
| 316                                 | 6           | «El día D»                                                               | Moisés Ramos                             | Sonia SánchezPablo Bartolomé                                | Jueves, 16 de febrero de 2017      | 3 018 000 (17,3%)                                |
| 317                                 | 7           | «Nunca digas nunca»                                                      | Antonio Cano                             | Jacobo DelgadoJoaquín Oristrell                             | Jueves, 23 de febrero de 2017      | 3 089 000 (18,0%)                                |
| 318                                 | 8           | «Ni tú ni nadie»                                                         | Agustín Crespi                           | Curro RoyoJoaquín Oristrell                                 | Jueves, 2 de marzo de 2017         | 3 163 000 (19,0%)Con invitados 3 284 000 (18,9%) |
| 319                                 | 9           | «Tiroliro»                                                               | Óscar Aibar                              | Eduardo Ladrón de GuevaraIgnacio del Moral                  | Jueves, 9 de marzo de 2017         | 3 259 000 (20,1%)Con invitados 3 367 000 (19,9%) |
| 320                                 | 10          | «Agosto»                                                                 | Óscar Aibar                              | Ignacio del Moral                                           | Jueves, 16 de marzo de 2017        | 3 053 000 (18,5%)Con invitados 3 185 000 (18,6%) |
| 321                                 | 11          | «¡Que viva el IVA!»                                                      | Moisés Ramos                             | Eduardo Ladrón de GuevaraIgnacio del Moral                  | Jueves, 23 de marzo de 2017        | 3 216 000 (19,8%)Con invitados 3 356 000 (19,8%) |
| 322                                 | 12          | «Fuera de lugar»                                                         | Antonio Cano                             | Bárbara AlpuentePablo BartoloméJoaquín Oristrell            | Jueves, 30 de marzo de 2017        | 3 255 000 (19,6%)Con invitados 3 409 000 (19,8%) |
| 323                                 | 13          | «En el cielo está escrito (serendipia)»                                  | Óscar Aibar                              | Sonia SánchezJoaquín Oristrell                              | Jueves, 6 de abril de 2017         | 3 095 000 (19,3%)Con invitados 3 219 000 (19,3%) |
| 324                                 | 14          | «E = MC²»                                                                | Agustín Crespi                           | Jacobo DelgadoIgnacio del Moral                             | Jueves, 20 de abril de 2017        | 2 682 000 (17,4%)Con invitados 2 826 000 (17,7%) |
| 325                                 | 15          | «Un mal día lo tiene cualquiera»                                         | Moisés Ramos                             | Curro RoyoJoaquín Oristrell                                 | Jueves, 27 de abril de 2017        | 2 910 000 (17,7%)Con invitados 3 018 000 (17,6%) |
| 326                                 | 16          | «Una habitación propia»                                                  | Óscar Aibar                              | Bárbara Alpuente                                            | Jueves, 4 de mayo de 2017          | 2 774 000 (17,1%)Con invitados 2 862 000 (16,9%) |
| 327                                 | 17          | «Soy 7 veces más fuerte que tú»                                          | Antonio Cano                             | Jacobo DelgadoSonia Sánchez                                 | Jueves, 11 de mayo de 2017         | 2 957 000 (17,7%)Con invitados 3 057 000 (17,5%) |
| 328                                 | 18          | «El rayo verde»                                                          | Agustín Crespi                           | Ignacio del Moral                                           | Jueves, 18 de mayo de 2017         | 3 231 000 (19,4%)Con invitados 3 333 000 (19,3%) |
| 329                                 | 19          | «Por ti contaría la arena del mar»                                       | Óscar Aibar                              | Joaquín Oristrell                                           | Jueves, 25 de mayo de 2017         | 3 304 000 (20,1%)Con invitados 3 428 000 (20,2%) |
| 19.ª temporada (1.ª parte - 2018)   |             |                                                                          |                                          |                                                             |                                    |                                                  |
| 330                                 | 1           | «No hago otra cosa que pensar en ti»                                     | Óscar Aibar                              | Joaquín Oristrell                                           | Jueves, 25 de enero de 2018        | 2 894 000 (17,7%)                                |
| 331                                 | 2           | «Silencio y plomo»                                                       | Agustín Crespi                           | Ignacio del Moral                                           | Jueves, 1 de febrero de 2018       | 3 031 000 (18,3%)                                |
| 332                                 | 3           | «The days of the week»                                                   | Moisés Ramos                             | Jacobo Delgado                                              | Jueves, 8 de febrero de 2018       | 2 954 000 (17,6%)                                |
| 333                                 | 4           | «Lucha de gigantes»                                                      | Antonio Cano                             | Sonia Sánchez                                               | Jueves, 15 de febrero de 2018      | 2 991 000 (18,3%)                                |
| 334                                 | 5           | «Ruido»                                                                  | Óscar Aibar                              | Bárbara AlpuenteJoaquín Oristrell                           | Jueves, 22 de febrero de 2018      | 2 966 000 (17,9%)                                |
| 335                                 | 6           | «La familia y otras calamidades»                                         | Agustín Crespi                           | Sonia SánchezBárbara Alpuente                               | Jueves, 1 de marzo de 2018         | 2 941 000 (18,1%)                                |
| 336                                 | 7           | «Perdonar es fácil, si sabes cómo»                                       | Moisés Ramos                             | Jacobo DelgadoJoaquín Oristrell                             | Jueves, 8 de marzo de 2018         | 2 782 000 (17,8%)                                |
| 337                                 | 8           | «Quiero ser libre»                                                       | Antonio Cano                             | Sonia SánchezJoaquín Oristrell                              | Jueves, 15 de marzo de 2018        | 2 809 000 (17,0%)                                |
| 338                                 | 9           | «Una película española»                                                  | Óscar Aibar                              | Jacobo DelgadoIgnacio del Moral                             | Jueves, 22 de marzo de 2018        | 3 003 000 (18,2%)                                |
| 19.ª temporada (2.ª parte - 2018)   |             |                                                                          |                                          |                                                             |                                    |                                                  |
| —                                   | —           | «Cuéntame una historia de amor (especial)»                               | Irene Arzuaga                            | Jacobo Delgado                                              | Jueves, 13 de septiembre de 2018   | 1 480 000 (10,5%)                                |
| 339                                 | 10          | «Las viejas heridas»                                                     | Agustín Crespi                           | Jacobo DelgadoIgnacio del Moral                             | Jueves, 20 de septiembre de 2018   | 2 210 000 (15,4%)                                |
| 340                                 | 11          | «Ni te cases ni te embarques»                                            | Moisés Ramos                             | Sonia SánchezBárbara Alpuente                               | Jueves, 27 de septiembre de 2018   | 2 227 000 (15,0%)                                |
| 341                                 | 12          | «Roto»                                                                   | Agustín Crespi                           | Joaquín OristrellPablo Bartolomé                            | Jueves, 4 de octubre de 2018       | 2 265 000 (15,3%)                                |
| 342                                 | 13          | «Canción triste de Navidad»                                              | Moisés Ramos                             | Jacobo DelgadoIgnacio del Moral                             | Jueves, 11 de octubre de 2018      | 2 010 000 (13,1%)                                |
| 343                                 | 14          | «La antena colectiva»                                                    | Óscar Aibar                              | Sonia SánchezBárbara Alpuente                               | Jueves, 18 de octubre de 2018      | 2 350 000 (15,8%)                                |
| 344                                 | 15          | «Cuarenta años de baile»                                                 | Óscar Aibar                              | Jacobo DelgadoIgnacio del Moral                             | Jueves, 25 de octubre de 2018      | 2 119 000 (14,2%)                                |
| 345                                 | 16          | «Mal querer»                                                             | Antonio Cano                             | Sonia SánchezBárbara Alpuente                               | Jueves, 8 de noviembre de 2018     | 2 309 000 (15,0%)                                |
| 346                                 | 17          | «Náufragos en una piscina»                                               | Antonio Cano                             | Joaquín Oristrell                                           | Jueves, 15 de noviembre de 2018    | 2 548 000 (15,7%)                                |
| 347                                 | 18          | «Esto es amor, quien lo probó lo sabe»                                   | Agustín Crespi                           | Jacobo DelgadoIgnacio del MoralJoaquín Oristrell            | Jueves, 22 de noviembre de 2018    | 2 569 000 (17,1%)                                |
| 348                                 | 19          | «Buscando»                                                               | Óscar Aibar                              | Joaquín Oristrell                                           | Jueves, 29 de noviembre de 2018    | 2 739 000 (18,2%)                                |
| 20.ª temporada (1.ª parte - 2019)   |             |                                                                          |                                          |                                                             |                                    |                                                  |
| 349                                 | 1           | «El año de la serpiente»                                                 | Óscar Aibar                              | Joaquín Oristrell                                           | Jueves, 21 de marzo de 2019        | 2 202 000 (14,2%)                                |
| 350                                 | 2           | «Muro»                                                                   | Agustín Crespi                           | Ignacio del MoralJoaquín Oristrell                          | Jueves, 28 de marzo de 2019        | 2 173 000 (13,9%)                                |
| 351                                 | 3           | «La vida es una caja de sorpresas»                                       | Moisés Ramos                             | Jacobo Delgado                                              | Jueves, 4 de abril de 2019         | 2 059 000 (12,7%)                                |
| 352                                 | 4           | «12 segundos»                                                            | Antonio Cano                             | Bárbara Alpuente                                            | Jueves, 11 de abril de 2019        | 2 069 000 (12,6%)                                |
| 353                                 | 5           | «Miedo al miedo»                                                         | Óscar Aibar                              | Sonia SánchezJoaquín Oristrell                              | Jueves, 25 de abril de 2019        | 2 170 000 (13,5%)                                |
| 354                                 | 6           | «¿Has bailado con el demonio a la luz de la luna?»                       | Agustín Crespi                           | Joaquín Oristrell                                           | Jueves, 2 de mayo de 2019          | 2 091 000 (13,6%)                                |
| 355                                 | 7           | «Antes del amanecer»                                                     | Moisés Ramos                             | Jacobo DelgadoIgnacio del Moral                             | Jueves, 9 de mayo de 2019          | 2 177 000 (14,1%)                                |
| 356                                 | 8           | «El portazo»                                                             | Antonio Cano                             | Joaquín OristrellMireia Llinàs                              | Jueves, 16 de mayo de 2019         | 2 332 000 (15,3%)                                |
| 357                                 | 9           | «No te quieres enterar»                                                  | Óscar Aibar                              | Bárbara AlpuenteJoaquín Oristrell                           | Jueves, 23 de mayo de 2019         | 2 361 000 (15,4%)                                |
| 358                                 | 10          | «Qué será, será»                                                         | Agustín Crespi                           | Jacobo DelgadoSonia SánchezJoaquín Oristrell                | Jueves, 30 de mayo de 2019         | 2 392 000 (16,0%)                                |
| 20.ª temporada (2.ª parte - 2020)   |             |                                                                          |                                          |                                                             |                                    |                                                  |
| 359                                 | 11          | «Cinco razones para odiar la Navidad»                                    | Agustín Crespi                           | Joaquín Oristrell                                           | Jueves, 2 de enero de 2020         | 2 131 000 (14,1%)                                |
| 360                                 | 12          | «Extraños en la noche»                                                   | Óscar Aibar                              | Ignacio del Moral                                           | Jueves, 9 de enero de 2020         | 2 123 000 (14,2%)                                |
| 361                                 | 13          | «Está pasando, lo estás viendo»                                          | Manuel Gómez Pereira                     | Jacobo Delgado                                              | Jueves, 16 de enero de 2020        | 2 224 000 (15,0%)                                |
| 362                                 | 14          | «Hasta que el aval nos separe»                                           | Antonio Cano                             | Sonia Sánchez                                               | Jueves, 23 de enero de 2020        | 2 178 000 (14,0%)                                |
| 363                                 | 15          | «Es grande ser joven»                                                    | Óscar Aibar                              | Joaquín OristrellBárbara Alpuente                           | Jueves, 30 de enero de 2020        | 2 219 000 (15,2%)                                |
| 364                                 | 16          | «Taquicardia»                                                            | Agustín Crespi                           | Joaquín Oristrell                                           | Jueves, 6 de febrero de 2020       | 2 233 000 (14,7%)                                |
| 365                                 | 17          | «Puro teatro»                                                            | Manuel Gómez Pereira                     | Joaquín OristrellBárbara Alpuente                           | Jueves, 13 de febrero de 2020      | 2 125 000 (13,9%)                                |
| 366                                 | 18          | «Mala gente»                                                             | Moisés Ramos                             | Laura León                                                  | Jueves, 20 de febrero de 2020      | 2 038 000 (13,9%)                                |
| 367                                 | 19          | «Paren el mundo, que yo me bajo»                                         | Antonio Cano                             | Sonia Sánchez                                               | Jueves, 27 de febrero de 2020      | 2 116 000 (14,5%)                                |
| 368                                 | 20          | «Herminia forever»                                                       | Agustín Crespi                           | Ignacio del Moral                                           | Jueves, 5 de marzo de 2020         | 2 200 000 (14,9%)                                |
| 369                                 | 21          | «No haremos el amor, él nos hará»                                        | Óscar Aibar                              | Joaquín Oristrell                                           | Jueves, 12 de marzo de 2020        | 2 346 000 (15,3%)                                |
| —                                   | —           | «Desmontando a los Alcántara (especial)»                                 | Óscar Aibar                              | Jacobo Delgado                                              | Jueves, 19 de marzo de 2020        | 2 337 000 (13,4%)                                |
| 21.ª temporada (2021)               |             |                                                                          |                                          |                                                             |                                    |                                                  |
| 370                                 | 1           | «Desde mi balcón»                                                        | Joaquín Oristrell                        | Joaquín Oristrell                                           | Jueves, 14 de enero de 2021        | 2 275 000 (13,3%)Más diferido 2 694 000 (15,7%)  |
| 371                                 | 2           | «La vida al vuelo»                                                       | Agustín Crespi                           | Ignacio del Moral                                           | Jueves, 21 de enero de 2021        | 2 105 000 (11,7%)Más diferido 2 528 000 (14,0%)  |
| 372                                 | 3           | «La cruda realidad»                                                      | Antonio Cano                             | Jacobo Delgado                                              | Jueves, 28 de enero de 2021        | 1 887 000 (10,5%)Más diferido 2 327 000 (12,9%)  |
| 373                                 | 4           | «Mayday Mayday!»                                                         | Manuel Gómez Pereira                     | Joaquín Oristrell                                           | Jueves, 4 de febrero de 2021       | 1 836 000 (10,4%)Más diferido 2 202 000 (12,5%)  |
| 374                                 | 5           | «El primer día»                                                          | Agustín Crespi                           | Ignacio del MoralManuel Dios                                | Jueves, 11 de febrero de 2021      | 1 864 000 (10,3%)Más diferido 2 189 000 (12,1%)  |
| 375                                 | 6           | «Temer, amar, vivir»                                                     | Antonio Cano                             | Jacobo Delgado                                              | Jueves, 18 de febrero de 2021      | 1 824 000 (10,6%)Más diferido 2 234 000 (13,0%)  |
| 376                                 | 7           | «Pasión»                                                                 | Manuel Gómez Pereira                     | Laura León VareaPablo Bartolomé                             | Jueves, 25 de febrero de 2021      | 1 754 000 (10,0%)Más diferido 2 139 000 (12,2%)  |
| 377                                 | 8           | «La vergüenza»                                                           | Agustín Crespi                           | Ignacio del MoralManuel Dios                                | Jueves, 4 de marzo de 2021         | 1 786 000 (10,0%)Más diferido 2 143 000 (12,0%)  |
| 378                                 | 9           | «Mi familia y otros animales»                                            | Antonio Cano                             | Laura León VareaYolanda García Serrano                      | Jueves, 11 de marzo de 2021        | 1 700 000 (10,0%)Más diferido 1 988 000 (11,7%)  |
| 379                                 | 10          | «Universos paralelos»                                                    | Manuel Gómez Pereira                     | Jacobo Delgado                                              | Jueves, 18 de marzo de 2021        | 1 747 000 (10,3%)Más diferido 2 128 000 (12,5%)  |
| 380                                 | 11          | «Fronteras»                                                              | Irene Arzuaga                            | Ignacio del Moral                                           | Jueves, 25 de marzo de 2021        | 1 787 000 (11,8%)Más diferido 2 083 000 (13,8%)  |
| —                                   | —           | «Proyecto abuelos (especial)»                                            | Irene Arzuaga                            | Jacobo DelgadoManuel Dios                                   | Jueves, 1 de abril de 2021         | 1 573 000 (9,8%)Más diferido 1 883 000 (11,7%)   |
| 381                                 | 12          | «Un gato llamado Antonio»                                                | Óscar Aibar                              | Joaquín OristrellManuel Dios                                | Jueves, 8 de abril de 2021         | 1 562 000 (9,0%)Más diferido 1 927 000 (11,1%)   |
| 382                                 | 13          | «Hay que desmontar la casa»                                              | Agustín Crespi                           | Yolanda García SerranoLaura León Varea                      | Jueves, 15 de abril de 2021        | 1 638 000 (9,6%)Más diferido 1 911 000 (11,2%)   |
| 383                                 | 14          | «Sazón»                                                                  | Antonio Cano                             | Jacobo DelgadoSonia Sánchez                                 | Jueves, 22 de abril de 2021        | 1 534 000 (9,0%)Más diferido 1 912 000 (11,2%)   |
| 384                                 | 15          | «Yemayá»                                                                 | Manuel Gómez Pereira                     | Joaquín Oristrell                                           | Jueves, 29 de abril de 2021        | 1 507 000 (8,8%)Más diferido 1 810 000 (10,6%)   |
| 385                                 | 16          | «El arte de amarnos»                                                     | Óscar Aibar                              | Yolanda García SerranoLaura León Varea                      | Jueves, 6 de mayo de 2021          | 1 432 000 (8,9%)Más diferido 1 700 000 (10,6%)   |
| 386                                 | 17          | «El momento es ahora»                                                    | Irene Arzuaga                            | Sonia SánchezJoaquín Oristrell                              | Jueves, 13 de mayo de 2021         | 1 334 000 (8,2%)Más diferido 1 611 000 (10,0%)   |
| 387                                 | 18          | «Dame alas»                                                              | Agustín Crespi                           | Yolanda García SerranoLaura León Varea                      | Jueves, 20 de mayo de 2021         | 1 492 000 (9,5%)Más diferido 1 820 000 (11,6%)   |
| 388                                 | 19          | «Perseverance (especial)»                                                | Antonio Cano                             | Joaquín Oristrell                                           | Jueves, 27 de mayo de 2021         | 1 253 000 (7,9%)Más diferido 1 581 000 (10,0%)   |
| 22.ª temporada (2022)               |             |                                                                          |                                          |                                                             |                                    |                                                  |
| 389                                 | 1           | «Ojalá»                                                                  | Irene Arzuaga                            | Sergio Barrejón                                             | Jueves, 20 de enero de 2022        | 1 086 000 (7,5%)Más diferido 1 310 000 (9,0%)    |
| 390                                 | 2           | «Un código nuevo»                                                        | Agustín Crespi                           | Laura León VareaÁngela Armero                               | Jueves, 3 de febrero de 2022       | 1 226 000 (9,7%)Más diferido 1 443 000 (11,4%)   |
| 391                                 | 3           | «Ratones»                                                                | Antonio Cano                             | Sonia Sánchez                                               | Jueves, 10 de febrero de 2022      | 1 289 000 (10,6%)Más diferido 1 484 000 (12,2%)  |
| 392                                 | 4           | «Secretos de familia»                                                    | Óscar Aibar                              | Jacobo DelgadoManuel Dios                                   | Jueves, 17 de febrero de 2022      | 1 159 000 (8,7%)Más diferido 1 334 000 (10,0%)   |
| 393                                 | 5           | «Todas las mañanas del mundo»                                            | Irene Arzuaga                            | Sonia SánchezManuel Dios                                    | Jueves, 3 de marzo de 2022         | 1 241 000 (9,3%)Más diferido 1 463 000 (11,0%)   |
| 394                                 | 6           | «Larga jornada hacia la noche»                                           | Sergio Barrejón                          | Jacobo DelgadoTirso Calero                                  | Jueves, 10 de marzo de 2022        | 1 206 000 (8,9%)Más diferido 1 458 000 (10,8%)   |
| 395                                 | 7           | «Tan cansado y pequeño»                                                  | Agustín Crespi                           | Laura León VareaÁngela Armero                               | Jueves, 17 de marzo de 2022        | 1 185 000 (8,6%)Más diferido 1 431 000 (10,4%)   |
| 396                                 | 8           | «Cada corazón merece una oportunidad»                                    | Abigail Schaaff                          | Sonia SánchezManuel Dios                                    | Jueves, 24 de marzo de 2022        | 1 272 000 (9,5%)Más diferido 1 508 000 (11,3%)   |
| 397                                 | 9           | «El primer bebé de 1994»                                                 | Antonio Cano                             | Jacobo DelgadoTirso Calero                                  | Jueves, 31 de marzo de 2022        | 1 390 000 (10,3%)Más diferido 1 617 000 (12,0%)  |
| 398                                 | 10          | «Claro de luna»                                                          | Óscar Aibar                              | Laura León VareaÁngela Armero                               | Jueves, 7 de abril de 2022         | 1 267 000 (9,3%)Más diferido 1 496 000 (11,0%)   |
| —                                   | —           | «Margaritas Silvestres (especial)»                                       | Antonio Cano                             | Jacobo DelgadoSergio Barrejón                               | Jueves, 14 de abril de 2022        | 815 000 (6,8%)Más diferido 1 074 000 (9,0%)      |
| 399                                 | 11          | «Nuestro ayer»                                                           | Irene Arzuaga                            | Sonia SánchezManuel Dios                                    | Jueves, 21 de abril de 2022        | 1 136 000 (8,2%)Más diferido 1 387 000 (10,0%)   |
| 400                                 | 12          | «Arriba el telón»                                                        | Agustín Crespi                           | Laura León VareaTirso Calero                                | Jueves, 28 de abril de 2022        | 1 289 000 (9,8%)Más diferido 1 547 000 (11,8%)   |
| 401                                 | 13          | «Incendios»                                                              | Óscar Aibar                              | Jacobo Delgado                                              | Jueves, 5 de mayo de 2022          | 1 181 000 (8,8%)Más diferido 1 525 000 (11,4%)   |
| 402                                 | 14          | «El Spiderman de San Genaro»                                             | Irene Arzuaga                            | Manuel DiosÁngela Armero                                    | Jueves, 12 de mayo de 2022         | 1 117 000 (10,2%)Más diferido 1 418 000 (12,9%)  |
| 403                                 | 15          | «Orgullo»                                                                | Óscar Aibar                              | Laura León VareaTirso Calero                                | Jueves, 19 de mayo de 2022         | 1 162 000 (9,3%)Más diferido 1 386 000 (11,1%)   |
| 404                                 | 16          | «Los más viejos del lugar»                                               | Agustín Crespi                           | Sonia Sánchez                                               | Jueves, 26 de mayo de 2022         | 1 094 000 (8,8%)Más diferido 1 340 000 (10,8%)   |
| 405                                 | 17          | «Despedidas»                                                             | Antonio Cano                             | Sergio BarrejónTirso Calero                                 | Jueves, 2 de junio de 2022         | 1 434 000 (11,1%)Más diferido 1 676 000 (13,0%)  |
| 406                                 | 18          | «Una buena persona»                                                      | Óscar Aibar                              | Jacobo DelgadoLaura León Varea                              | Jueves, 9 de junio de 2022         | 1 470 000 (11,5%)Más diferido 1 739 000 (13,6%)  |
| —                                   | —           | «Whisky (especial)»                                                      | Irene Arzuaga                            | Manuel DiosSergio Barrejón                                  | Jueves, 16 de junio de 2022        | 1 137 000 (9,0%)Más diferido 1 358 000 (10,7%)   |
| 23.ª temporada (2023)               |             |                                                                          |                                          |                                                             |                                    |                                                  |
| 407                                 | 1           | «Mercedes. La fuerza»                                                    | Óscar Aibar                              | Jacobo Delgado                                              | Miércoles, 18 de octubre de 2023   | 1 473 000 (13,3%)Más diferido 1 818 000 (15,2%)  |
| 408                                 | 2           | «Inés. La duda»                                                          | Agustín Crespi                           | Sonia SánchezIgnacio del MoralManuel Dios                   | Miércoles, 25 de octubre de 2023   | 1 301 000 (12,0%)Más diferido 1 548 000 (13,6%)  |
| 409                                 | 3           | «Toni. El testigo»                                                       | Antonio Cano                             | Curro Royo                                                  | Miércoles, 1 de noviembre de 2023  | 1 282 000 (12,5%)Más diferido 1 583 000 (13,9%)  |
| 410                                 | 4           | «María. La rebeldía»                                                     | Agustín Crespi                           | Jacobo Delgado                                              | Miércoles, 8 de noviembre de 2023  | 1 230 000 (11,3%)Más diferido 1 578 000 (13,1%)  |
| 411                                 | 5           | «Antonio. La tierra»                                                     | Joaquín Oristrell                        | Sonia SánchezJoaquín OristrellManuel Dios                   | Miércoles, 15 de noviembre de 2023 | 1 045 000 (10,0%)Más diferido 1 299 000 (11,2%)  |
| 412                                 | 6           | «Herminia. El legado»                                                    | Óscar Aibar                              | Jacobo DelgadoIgnacio del Moral                             | Miércoles, 22 de noviembre de 2023 | 1 314 000 (12,2%)Más diferido 1 672 000 (14,5%)  |
| —                                   | —           | «Cuéntame cómo fue (especial)»                                           | —                                        | —                                                           | Miércoles, 29 de noviembre de 2023 | 1 539 000 (11,1%)                                |
| 413                                 | 7           | «Carlos. El heredero»                                                    | Óscar Aibar                              | Jacobo DelgadoIgnacio del Moral                             | Miércoles, 29 de noviembre de 2023 | 2 031 000 (19,5%)Más diferido 2 435 000 (20,9%)  |

- Las referencias con las cuales se ha elaborado el contenido de esta tabla, han sido las siguientes:
  - Títulos de episodios, fechas de emisión y audiencias: Fórmula TV, VerTele e IMDb
  - Dirección y guion: Biblioteca Nacional de España y Cuéntame como pasó - RTVE Play
- A partir del primer capítulo de la 4.ª temporada, el título del episodio venía acompañado del número del capítulo. Aquel capítulo venía numerado como el número 61, aunque en realidad era el número 62. Posteriormente, hubo capítulos especiales que sólo venían con el título del episodio pero sin numeración, mientras que otros capítulos especiales de similares características (resúmenes de temporadas, making ofs, etc.) sí venían con numeración. De los 28 episodios especiales que ha habido, han sido 8 capítulos los que no han recibido numeración más el capítulo especial de la 3.ª temporada que, si bien ahí aún sólo aparecían los títulos sin numeración, en la antigua web oficial de la serie estaba omitido del listado de capítulos, haciendo un total de 9 capítulos que por motivos desconocidos, la propia serie decidió no incluir en el listado oficial.
- El episodio 182, fue emitido con el 183. La duración del capítulo 182 fue de 65 minutos y la del capítulo 183 fue de 23 minutos.[79][80] Originalmente, fue emitido con el título «Cambia, todo cambia» y numerado como «Capítulo Nº 182». Posteriormente, en repeticiones ha sido emitido numerado como «Capítulo Nº 182/83» y también con el título «¡Que vienen, que ya están aquí!» numerado como «Capítulo 182». Actualmente, en la versión en línea de la web de RTVE, es esta última versión la que aparece.
- El capítulo 201, «El regreso. Capítulo 199», fue emitido originalmente sin los créditos post-cabecera. Posteriormente, en la web de RTVE se subió con los créditos.
- El capítulo 234, «La movida y mucho más», era un especial que iba a cerrar la 13.ª temporada de la serie, que en vez de ser emitido en febrero de 2012 fue emitido en enero de 2013 como primero de la 14.ª. El primer capítulo que abre realmente la 14.ª temporada es «Larga noche de transistores y teléfonos». Aunque el episodio «La movida y mucho más» está montado con la cabecera de la 14.ª temporada y se presente siempre como el primero de esta temporada, la tipografía de los créditos es el de la 13.ª temporada, mientras que los créditos de la 14.ª temporada tienen una tipografía distinta, por este hecho, en este listado está incluido en la 13.ª temporada, que es en realidad a la temporada a la cual pertenece este episodio.[81] Cuando se presentó el primer episodio de la 14.ª temporada en el Festival Internacional de Cine de San Sebastián 2012, se habló de «Larga noche de transistores y teléfonos» como el primero de la temporada.[82]
- De los 422 capítulos, 412 se emitieron los jueves, los otros 10 restantes se emitieron  los miércoles [capítulos 415-422 (numeración real) o 407-413 (numeración según la serie)], los viernes [capítulos 83 y 207 (según la numeración real) u 82 y 205 (según la numeración de la serie)] y en lunes [capítulo 273 (según la numeración real) o capítulo 271 (según la numeración de la serie)].
- El programa especial «Cuéntame cómo fue» emitido antes del último capítulo, es un programa independiente grabado meses después a la finalización de la serie, y no es un capítulo especial como tal.

### Evolución de audiencias

#### Capítulo a capítulo
| Temporada | Temporada | Episodio número | Episodio número | Episodio número | Episodio número | Episodio número | Episodio número | Episodio número | Episodio número | Episodio número | Episodio número | Episodio número | Episodio número | Episodio número | Episodio número | Episodio número | Episodio número | Episodio número | Episodio número | Episodio número | Episodio número | Episodio número | Episodio número | Episodio número | Episodio número | Episodio número | Episodio número | Episodio número | Episodio número | Episodio número | Episodio número | Episodio número | Episodio número | Episodio número |
| Temporada | Temporada | 1               | 2               | 3               | 4               | 5               | 6               | 7               | 8               | 9               | 10              | 11              | 12              | 13              | 14              | 15              | 16              | 17              | 18              | 19              | 20              | 21              | 22              | 23              | 24              | 25              | 26              | 27              | 28              | 29              | 30              | 31              | 32              | 33              |
| --------- | --------- | --------------- | --------------- | --------------- | --------------- | --------------- | --------------- | --------------- | --------------- | --------------- | --------------- | --------------- | --------------- | --------------- | --------------- | --------------- | --------------- | --------------- | --------------- | --------------- | --------------- | --------------- | --------------- | --------------- | --------------- | --------------- | --------------- | --------------- | --------------- | --------------- | --------------- | --------------- | --------------- | --------------- |
|           | 1         | 4.314           | 4.058           | 4.451           | 4.542           | 4.115           | 5.002           | 5.010           | 5.265           | 5.457           | 5.733           | 5.336           | 5.659           | 5.536           | 5.840           | 5.680           | 5.256           | 5.808           | 6.022           | 5.966           | 5.688           | 5.347           | 6.345           | 6.110           | 5.952           | 6.210           | 6.139           | 5.678           | 6.269           | 6.325           | 6.250           | 5.997           | 6.236           | 3.118           |
|           | 2         | 6.339           | 6.471           | 5.952           | 6.180           | 6.131           | 5.646           | 6.619           | 6.874           | 6.616           | 6.497           | 6.232           | 6.709           | 6.780           | 6.773           | —               | —               | —               | —               | —               | —               | —               | —               | —               | —               | —               | —               | —               | —               | —               | —               | —               | —               | —               |
|           | 3         | 6.596           | 6.794           | 6.795           | 5.594           | 6.851           | 6.690           | 6.876           | 7.194           | 6.840           | 6.524           | 7.046           | 6.467           | 7.253           | 4.013           | —               | —               | —               | —               | —               | —               | —               | —               | —               | —               | —               | —               | —               | —               | —               | —               | —               | —               | —               |
|           | 4         | 6.170           | 6.279           | 6.440           | 6.973           | 7.071           | 6.561           | 6.639           | 6.855           | 7.163           | 7.028           | 6.947           | 7.039           | 5.930           | 7.040           | —               | —               | —               | —               | —               | —               | —               | —               | —               | —               | —               | —               | —               | —               | —               | —               | —               | —               | —               |
|           | 5         | 4.634           | 6.478           | 6.967           | 5.520           | 6.707           | 6.531           | 6.953           | 4.301           | 4.791           | 3.982           | 5.422           | 5.345           | 3.084           | —               | —               | —               | —               | —               | —               | —               | —               | —               | —               | —               | —               | —               | —               | —               | —               | —               | —               | —               | —               |
|           | 6         | 4.381           | 5.388           | 5.562           | 5.621           | 5.252           | 4.965           | 5.476           | 6.291           | 5.598           | 6.198           | 6.669           | 6.666           | 6.583           | 3.821           | —               | —               | —               | —               | —               | —               | —               | —               | —               | —               | —               | —               | —               | —               | —               | —               | —               | —               | —               |
|           | 7         | 2.629           | 3.967           | 4.778           | 4.665           | 4.521           | 4.554           | 5.215           | 5.591           | 5.385           | 5.497           | 5.356           | 5.360           | 4.044           | 4.875           | 4.823           | 5.238           | 4.279           | 4.204           | —               | —               | —               | —               | —               | —               | —               | —               | —               | —               | —               | —               | —               | —               | —               |
|           | 8         | 1.692           | 3.794           | 4.241           | 4.505           | 4.528           | 3.029           | 4.966           | 4.685           | 4.578           | 4.703           | 4.919           | 4.988           | 5.190           | 4.672           | 3.927           | 4.736           | 4.401           | 4.843           | 2.909           | 4.777           | 5.466           | 5.887           | —               | —               | —               | —               | —               | —               | —               | —               | —               | —               | —               |
|           | 9         | 2.722           | 3.688           | 3.720           | 3.996           | 3.724           | 3.949           | 3.932           | 3.202           | 3.855           | 4.040           | 4.277           | 4.164           | 3.286           | 4.061           | 3.744           | 3.743           | 1.943           | 3.211           | 3.578           | 3.583           | 3.461           | 3.712           | —               | —               | —               | —               | —               | —               | —               | —               | —               | —               | —               |
|           | 10        | 1.910           | 3.966           | 3.910           | 3.908           | 4.247           | 4.393           | 4.289           | 4.303           | 4.486           | 4.428           | 4.464           | 4.348           | 4.155           | 4.391           | 4.478           | 4.351           | 4.316           | 4.337           | 2.912           | —               | —               | —               | —               | —               | —               | —               | —               | —               | —               | —               | —               | —               | —               |
|           | 11        | 1.627           | 3.547           | 3.274           | 3.411           | 3.869           | 4.036           | 4.253           | 4.388           | 4.241           | 4.107           | 4.150           | 4.149           | 4.406           | 4.238           | 4.403           | 4.597           | —               | —               | —               | —               | —               | —               | —               | —               | —               | —               | —               | —               | —               | —               | —               | —               | —               |
|           | 12        | 5.171           | 4.777           | 4.812           | 5.006           | 4.894           | 4.847           | 4.236           | 1.775           | 4.091           | 4.418           | 4.982           | 4.821           | 4.844           | 4.599           | 4.740           | 4.777           | 4.468           | 4.800           | —               | —               | —               | —               | —               | —               | —               | —               | —               | —               | —               | —               | —               | —               | —               |
|           | 13        | 3.358           | 4.017           | 4.107           | 4.323           | 4.246           | 4.369           | 4.358           | 4.408           | 4.547           | 4.580           | 4.674           | 4.719           | 4.334           | 4.787           | 5.004           | 4.589           | 5.117           | 5.361           | 3.861           | —               | —               | —               | —               | —               | —               | —               | —               | —               | —               | —               | —               | —               | —               |
|           | 14        | 4.242           | 4.003           | 3.427           | 3.764           | 3.749           | 3.495           | 3.960           | 4.226           | 4.209           | 4.170           | 4.039           | 4.280           | 4.085           | 4.276           | 4.392           | 4.251           | 4.274           | 4.320           | 5.012           | —               | —               | —               | —               | —               | —               | —               | —               | —               | —               | —               | —               | —               | —               |
|           | 15        | 4.357           | 3.730           | 3.692           | 3.486           | 3.498           | 3.183           | 3.147           | 3.452           | 3.566           | 3.425           | 3.974           | 4.198           | 4.129           | 3.811           | 3.937           | 3.996           | 3.823           | 3.313           | 4.689           | —               | —               | —               | —               | —               | —               | —               | —               | —               | —               | —               | —               | —               | —               |
|           | 16        | 3.901           | 3.598           | 3.657           | 3.407           | 3.494           | 3.397           | 3.354           | 3.302           | 3.049           | 2.885           | 2.792           | 2.795           | 3.039           | 2.813           | 2.854           | 2.464           | 2.559           | 2.627           | 3.397           | —               | —               | —               | —               | —               | —               | —               | —               | —               | —               | —               | —               | —               | —               |
|           | 17        | 3.310           | 3.058           | 3.657           | 3.159           | 3.171           | 3.268           | 3.290           | 2.988           | 3.075           | 3.245           | 2.999           | 3.167           | 3.108           | 2.993           | 3.139           | 3.223           | 3.181           | 3.422           | 3.503           | —               | —               | —               | —               | —               | —               | —               | —               | —               | —               | —               | —               | —               | —               |
|           | 18        | 2.489           | 2.695           | 2.727           | 2.819           | 3.042           | 3.018           | 3.089           | 3.284           | 3.367           | 3.185           | 3.356           | 3.409           | 3.219           | 2.826           | 3.018           | 2.862           | 3.057           | 3.333           | 3.428           | —               | —               | —               | —               | —               | —               | —               | —               | —               | —               | —               | —               | —               | —               |
|           | 19        | 2.894           | 3.031           | 2.954           | 2.991           | 2.966           | 2.941           | 2.782           | 2.809           | 3.003           | 1.480           | 2.210           | 2.227           | 2.265           | 2.010           | 2.350           | 2.119           | 2.309           | 2.548           | 2.569           | 2.739           | —               | —               | —               | —               | —               | —               | —               | —               | —               | —               | —               | —               | —               |
|           | 20        | 2.202           | 2.173           | 2.059           | 2.069           | 2.170           | 2.091           | 2.177           | 2.332           | 2.361           | 2.392           | 2.131           | 2.123           | 2.224           | 2.178           | 2.219           | 2.233           | 2.125           | 2.038           | 2.116           | 2.200           | 2.346           | 2.337           | —               | —               | —               | —               | —               | —               | —               | —               | —               | —               | —               |
|           | 21        | 2.694           | 2.528           | 2.327           | 2.202           | 2.189           | 2.234           | 2.139           | 2.143           | 1.988           | 2.128           | 2.083           | 1.883           | 1.927           | 1.911           | 1.912           | 1.810           | 1.700           | 1.611           | 1.820           | 1.581           | —               | —               | —               | —               | —               | —               | —               | —               | —               | —               | —               | —               | —               |
|           | 22        | 1.310           | 1.443           | 1.484           | 1.334           | 1.463           | 1.458           | 1.431           | 1.508           | 1.617           | 1.496           | 1.074           | 1.387           | 1.547           | 1.525           | 1.418           | 1.386           | 1.340           | 1.676           | 1.739           | 1.358           | —               | —               | —               | —               | —               | —               | —               | —               | —               | —               | —               | —               | —               |
|           | 23        | 1.818           | 1.548           | 1.583           | 1.578           | 1.299           | 1.672           | 1.539           | 2.031           | —               | —               | —               | —               | —               | —               | —               | —               | —               | —               | —               | —               | —               | —               | —               | —               | —               | —               | —               | —               | —               | —               | —               | —               | —               |

#### Mes a mes
| Audiencia media por meses | Audiencia media por meses | Audiencia media por meses | Audiencia media por meses |
| Año                       | Mes                       | Audiencia                 | Audiencia                 |
| Año                       | Mes                       | Espectadores              | Cuota                     |
| ------------------------- | ------------------------- | ------------------------- | ------------------------- |
| 2001                      | Septiembre                | 4 274 333                 | 27,8%                     |
| 2001                      | Octubre                   | 4 667 250                 | 29,7%                     |
| 2001                      | Noviembre                 | 5 447 750                 | 33,47%                    |
| 2001                      | Diciembre                 | 5 597 500                 | 34,1%                     |
| 2001                      | Total                     | 4 996 708                 | 31,26%                    |
| 2002                      | Enero                     | 5 760 000                 | 33,35%                    |
| 2002                      | Febrero                   | 5 695 333                 | 33,86%                    |
| 2002                      | Marzo                     | 5 827 000                 | 34,95%                    |
| 2002                      | Abril                     | 5 938 500                 | 33,62%                    |
| 2002                      | Mayo                      | 6 124 200                 | 35,64%                    |
| 2002                      | Junio                     | 6 161 000                 | 38,1%                     |
| 2002                      | Julio                     | 3 118 000                 | 22,4%                     |
| 2002                      | Septiembre                | 6 339 000                 | 42,2%                     |
| 2002                      | Octubre                   | 6 076 000                 | 36,66%                    |
| 2002                      | Noviembre                 | 6 651 500                 | 38,15%                    |
| 2002                      | Diciembre                 | 6 623 500                 | 38,82%                    |
| 2002                      | Total                     | 5 846 730                 | 35,24%                    |
| 2003                      | Abril                     | 6 728 333                 | 39,1%                     |
| 2003                      | Mayo                      | 6 641 000                 | 40,44%                    |
| 2003                      | Junio                     | 6 719 250                 | 43,87%                    |
| 2003                      | Julio                     | 5 633 000                 | 42,15%                    |
| 2003                      | Septiembre                | 6 170 000                 | 37,5%                     |
| 2003                      | Octubre                   | 6 664 800                 | 38,52%                    |
| 2003                      | Noviembre                 | 6 885 666                 | 39,53%                    |
| 2003                      | Diciembre                 | 6 736 000                 | 39,15%                    |
| 2003                      | Total                     | 6 522 256                 | 40,03%                    |
| 2004                      | Enero                     | 7 040 000                 | 41,5%                     |
| 2004                      | Abril                     | 6 026 333                 | 33,1%                     |
| 2004                      | Mayo                      | 6 427 750                 | 36,47%                    |
| 2004                      | Junio                     | 4 546 000                 | 30,75%                    |
| 2004                      | Julio                     | 4 458 250                 | 32,2%                     |
| 2004                      | Noviembre                 | 4 884 500                 | 28,5%                     |
| 2004                      | Diciembre                 | 5 375 200                 | 30,52%                    |
| 2004                      | Total                     | 5 536 861                 | 33,29%                    |
| 2005                      | Enero                     | 6 029 000                 | 33,26%                    |
| 2005                      | Febrero                   | 5 934 750                 | 32,05%                    |
| 2005                      | Septiembre                | 3 791 333                 | 22,26%                    |
| 2005                      | Octubre                   | 4 738 750                 | 26,15%                    |
| 2005                      | Noviembre                 | 5 457 250                 | 30,7%                     |
| 2005                      | Diciembre                 | 4 868 000                 | 28,18%                    |
| 2005                      | Total                     | 5 136 513                 | 28,76%                    |
| 2006                      | Enero                     | 4 241 500                 | 25,55%                    |
| 2006                      | Septiembre                | 3 558 000                 | 21,92%                    |
| 2006                      | Octubre                   | 4 302 000                 | 25,2%                     |
| 2006                      | Noviembre                 | 4 875 600                 | 27,34%                    |
| 2006                      | Diciembre                 | 4 445 000                 | 24,66%                    |
| 2006                      | Total                     | 4 284 420                 | 24,93%                    |
| 2007                      | Enero                     | 4 232 500                 | 22,72%                    |
| 2007                      | Febrero                   | 5 676 500                 | 31,1%                     |
| 2007                      | Septiembre                | 3 376 666                 | 19,53%                    |
| 2007                      | Octubre                   | 3 900 250                 | 22,17%                    |
| 2007                      | Noviembre                 | 3 907 600                 | 21,64%                    |
| 2007                      | Diciembre                 | 3 708 500                 | 21,15%                    |
| 2007                      | Total                     | 4 133 669                 | 23,05%                    |
| 2008                      | Enero                     | 3 078 750                 | 16,87%                    |
| 2008                      | Febrero                   | 3 586 500                 | 19,75%                    |
| 2008                      | Agosto                    | 1 910 000                 | 14,9%                     |
| 2008                      | Septiembre                | 4 007 750                 | 24,05%                    |
| 2008                      | Octubre                   | 4 379 800                 | 24,48%                    |
| 2008                      | Noviembre                 | 4 339 500                 | 23,75%                    |
| 2008                      | Diciembre                 | 4 078 800                 | 24,24%                    |
| 2008                      | Total                     | 3 625 871                 | 21,14%                    |
| 2009                      | Septiembre                | 3 081 200                 | 19,12%                    |
| 2009                      | Octubre                   | 4 157 400                 | 22,24%                    |
| 2009                      | Noviembre                 | 4 203 000                 | 22,22%                    |
| 2009                      | Diciembre                 | 4 412 666                 | 23,2%                     |
| 2009                      | Total                     | 3 963 566                 | 21,69%                    |
| 2010                      | Noviembre                 | 4 920 000                 | 25,23%                    |
| 2010                      | Diciembre                 | 4 151 600                 | 22,68%                    |
| 2010                      | Total                     | 4 535 800                 | 23,95%                    |
| 2011                      | Enero                     | 4 497 000                 | 22,33%                    |
| 2011                      | Febrero                   | 4 751 000                 | 23,22%                    |
| 2011                      | Marzo                     | 4 681 666                 | 23,33%                    |
| 2011                      | Septiembre                | 3 827 333                 | 20,6%                     |
| 2011                      | Octubre                   | 4 324 000                 | 21,37%                    |
| 2011                      | Noviembre                 | 4 552 250                 | 22,7%                     |
| 2011                      | Diciembre                 | 4 613 333                 | 23,23%                    |
| 2011                      | Total                     | 4 463 797                 | 22,39%                    |
| 2012                      | Enero                     | 4 903 333                 | 24,16%                    |
| 2012                      | Febrero                   | 5 361 000                 | 26,5%                     |
| 2012                      | Total                     | 5 132 166                 | 25,33%                    |
| 2013                      | Enero                     | 3 859 400                 | 18,82%                    |
| 2013                      | Febrero                   | 3 857 500                 | 19,22%                    |
| 2013                      | Marzo                     | 4 139 333                 | 20,93%                    |
| 2013                      | Abril                     | 4 258 250                 | 21,42%                    |
| 2013                      | Mayo                      | 4 464 250                 | 22,32%                    |
| 2013                      | Total                     | 4 115 746                 | 20,54%                    |
| 2014                      | Enero                     | 3 926 333                 | 18,96%                    |
| 2014                      | Febrero                   | 3 328 500                 | 16,02%                    |
| 2014                      | Marzo                     | 3 604 250                 | 17,42%                    |
| 2014                      | Abril                     | 4 046 000                 | 20,16%                    |
| 2014                      | Mayo                      | 3 918 666                 | 19,83%                    |
| 2014                      | Junio                     | 4 001 000                 | 20,25%                    |
| 2014                      | Total                     | 3 804 124                 | 18,77%                    |
| 2015                      | Enero                     | 3 640 750                 | 18,42%                    |
| 2015                      | Febrero                   | 3 386 750                 | 17,45%                    |
| 2015                      | Marzo                     | 2 880 250                 | 14,3%                     |
| 2015                      | Abril                     | 2 792 500                 | 15,00%                    |
| 2015                      | Mayo                      | 2 861 000                 | 15,03%                    |
| 2015                      | Total                     | 3 112 250                 | 16,04%                    |
| 2016                      | Enero                     | 3 296 000                 | 17,47%                    |
| 2016                      | Febrero                   | 3 179 250                 | 17,02%                    |
| 2016                      | Marzo                     | 3 121 500                 | 16,72%                    |
| 2016                      | Abril                     | 3 115 750                 | 16,5%                     |
| 2016                      | Mayo                      | 3 368 666                 | 18,4%                     |
| 2016                      | Total                     | 3 216 233                 | 17,22%                    |
| 2017                      | Enero                     | 2 637 000                 | 15,13%                    |
| 2017                      | Febrero                   | 2 992 000                 | 17,35%                    |
| 2017                      | Marzo                     | 3 320 200                 | 19,4%                     |
| 2017                      | Abril                     | 3 021 000                 | 18,2%                     |
| 2017                      | Mayo                      | 3 170 000                 | 18,47%                    |
| 2017                      | Total                     | 3 028 040                 | 17,71%                    |
| 2018                      | Enero                     | 2 894 000                 | 17,7%                     |
| 2018                      | Febrero                   | 2 985 500                 | 18,02%                    |
| 2018                      | Marzo                     | 2 883 750                 | 17,77%                    |
| 2018                      | Septiembre                | 1 972 333                 | 13,63%                    |
| 2018                      | Octubre                   | 2 186 000                 | 14,6%                     |
| 2018                      | Noviembre                 | 2 541 250                 | 16,5%                     |
| 2018                      | Total                     | 2 577 138                 | 16,36%                    |
| 2019                      | Marzo                     | 2 187 500                 | 14,05%                    |
| 2019                      | Abril                     | 2 099 333                 | 12,93%                    |
| 2019                      | Mayo                      | 2 270 600                 | 14,88%                    |
| 2019                      | Total                     | 2 185 811                 | 13,95%                    |
| 2020                      | Enero                     | 2 175 000                 | 14,5%                     |
| 2020                      | Febrero                   | 2 128 000                 | 14,25%                    |
| 2020                      | Marzo                     | 2 294 333                 | 14,53%                    |
| 2020                      | Total                     | 2 199 111                 | 14,42%                    |
| 2021                      | Enero                     | 2 516 333                 | 14,2%                     |
| 2021                      | Febrero                   | 2 191 000                 | 12,45%                    |
| 2021                      | Marzo                     | 2 085 500                 | 12,5%                     |
| 2021                      | Abril                     | 1 888 600                 | 11,16%                    |
| 2021                      | Mayo                      | 1 678 000                 | 10,55%                    |
| 2021                      | Total                     | 2 071 886                 | 12,17%                    |
| 2022                      | Enero                     | 1 310 000                 | 9,0%                      |
| 2022                      | Febrero                   | 1 420 333                 | 11,2%                     |
| 2022                      | Marzo                     | 1 495 400                 | 11,1%                     |
| 2022                      | Abril                     | 1 376 000                 | 10,45%                    |
| 2022                      | Mayo                      | 1 417 250                 | 11,55%                    |
| 2022                      | Junio                     | 1 591 000                 | 12,43%                    |
| 2022                      | Total                     | 1 434 997                 | 10,95%                    |
| 2023                      | Octubre                   | 1 686 000                 | 14,4%                     |
| 2023                      | Noviembre                 | 1 426 000                 | 13,1%                     |
| 2023                      | Total                     | 1 556 000                 | 13,7%                     |

## Sintonía
Además de la canción del conjunto Fórmula V Cuéntame —escrita por José Luis Armenteros y Pablo Herrero—, título que daba nombre a la serie, había una adaptación de esta melodía escrita por Javier G. Amezúa e interpretada por David San José y Ana Belén durante las nueve primeras temporadas y la última temporada de la serie. De esa versión nacieron otras adaptaciones, las de Pitingo (10.ª temporada), Rosario Flores (11.ª temporada), Alejo Stivel (12.ª temporada), Estrella Morente (13.ª temporada), Miguel Bosé (14.ª temporada), Los Secretos (15.ª y 16.ª temporadas), Miguel Ríos (17.ª - 19.ª temporadas), Ana Torroja (20.ª temporada), Rozalén (21.ª temporada) y Raphael (22.ª temporada).

## Adaptación cinematográfica
En marzo de 2025, el portal Formula TV publicó que Squirrel Media, propietaria de Grupo Ganga, estaba trabajando en el proyecto de una secuela cinematográfica para presentarlo a Radiotelevisión Española y que se sume a la producción de la película, con vistas a iniciar las grabaciones a lo largo de 2025.

## Reconocimientos
Cuéntame cómo pasó es la serie más premiada de la historia de la televisión en España. En este apartado se recogen los reconocimientos que ha ido recogiendo en su larga trayectoria. La lista contiene un total de 116 reconocimientos, 143 propuestas de candidatura y 4 menciones. 

### Premios
| Año                                                                                                 | Categoría | Dirigido a | Resultado                                             |
| Premio Nacional de Televisión (Ministerio de Cultura)                                               | Premio Nacional de Televisión (Ministerio de Cultura) | Premio Nacional de Televisión (Ministerio de Cultura) | Premio Nacional de Televisión (Ministerio de Cultura) |
| --------------------------------------------------------------------------------------------------- | --- | --- | ----------------------------------------------------- |
| 2009                                                                                                | Mejor Ficción | Mejor Ficción | Ganadora                                              |
| Premios Ondas (Grupo Prisa)                                                                         | | |                                                       |
| 2002                                                                                                | Internacionales de Televisión | Internacionales de Televisión | Ganadora                                              |
| 2003                                                                                                | Nacionales de Televisión: Mejor Serie | Nacionales de Televisión: Mejor Serie | Ganadora                                              |
| Premios Iris (Academia de Televisión y de las Ciencias y Artes del Audiovisual de España)           | | |                                                       |
| 2001                                                                                                | Mejor Programa de Ficción | Mejor Programa de Ficción | Ganadora                                              |
| 2001                                                                                                | Mejor Dirección Artística | Mejor Dirección Artística | Ganadora                                              |
| 2001                                                                                                | Mejor Música Original | Mejor Música Original | Nominada                                              |
| 2001                                                                                                | Mejor Guion | Mejor Guion | Ganadora                                              |
| 2001                                                                                                | Mejor Interpretación Masculina | Imanol Arias | Nominado                                              |
| 2001                                                                                                | Mejor Interpretación Femenina | Ana Duato | Nominada                                              |
| 2001                                                                                                | Mejor Interpretación Femenina | María Galiana | Ganadora                                              |
| 2001                                                                                                | Mejor Dirección | Mejor Dirección | Ganadora                                              |
| 2002                                                                                                | Mejor Interpretación Masculina | Imanol Arias | Ganador                                               |
| 2002                                                                                                | Mejor Interpretación Masculina | José Sancho | Nominado                                              |
| 2002                                                                                                | Mejor Interpretación Femenina | Ana Duato | Nominada                                              |
| 2002                                                                                                | Mejor Programa de Ficción | Mejor Programa de Ficción | Ganadora                                              |
| 2002                                                                                                | Mejor Dirección | Mejor Dirección | Nominada                                              |
| 2002                                                                                                | Mejor Guion | Mejor Guion | Ganador                                               |
| 2002                                                                                                | Mejor Fotografía | Mejor Fotografía | Nominada                                              |
| 2002                                                                                                | Mejor Producción | Mejor Producción | Ganadora                                              |
| 2003                                                                                                | Mejor Programa de Ficción | Mejor Programa de Ficción | Nominada                                              |
| 2003                                                                                                | Mejor Dirección | Mejor Dirección | Ganadora                                              |
| 2003                                                                                                | Mejor Guion | Mejor Guion | Nominada                                              |
| 2003                                                                                                | Mejor Fotografía e Iluminación | Mejor Fotografía e Iluminación | Nominada                                              |
| 2003                                                                                                | Mejor Producción | Mejor Producción | Ganadora                                              |
| 2003                                                                                                | Mejor Interpretación Masculina | Imanol Arias | Nominado                                              |
| 2003                                                                                                | Mejor Interpretación Femenina | Ana Duato | Nominada                                              |
| 2004                                                                                                | Mejor Programa de Ficción | Mejor Programa de Ficción | Nominada                                              |
| 2004                                                                                                | Mejor Producción | Mejor Producción | Nominada                                              |
| 2004                                                                                                | Mejor Realización | Mejor Realización | Ganadora                                              |
| 2004                                                                                                | Mejor Interpretación Masculina | Imanol Arias | Nominado                                              |
| 2004                                                                                                | Mejor Interpretación Femenina | Ana Duato | Nominada                                              |
| 2005                                                                                                | Mejor Interpretación Masculina | Imanol Arias | Nominado                                              |
| 2005                                                                                                | Mejor Interpretación Femenina | Ana Duato | Nominada                                              |
| 2005                                                                                                | Mejor Programa de Ficción | Mejor Programa de Ficción | Nominada                                              |
| 2005                                                                                                | Mejor Producción | Mejor Producción | Ganadora                                              |
| 2005                                                                                                | Mejor Dirección | Mejor Dirección | Ganadora                                              |
| 2005                                                                                                | Mejor Realización | Mejor Realización | Ganadora                                              |
| 2006                                                                                                | Mejor Programa de Ficción | Mejor Programa de Ficción | Ganadora                                              |
| 2006                                                                                                | Mejor Guion | Mejor Guion | Ganadora                                              |
| 2006                                                                                                | Mejor Dirección | Mejor Dirección | Ganadora                                              |
| 2006                                                                                                | Mejor Maquillaje | Mejor Maquillaje | Ganadora                                              |
| 2006                                                                                                | Mejor Dirección de Iluminación y Fotografía | Mejor Dirección de Iluminación y Fotografía | Ganadora                                              |
| 2006                                                                                                | Mejor Interpretación Masculina | Imanol Arias | Nominado                                              |
| 2006                                                                                                | Mejor Interpretación Femenina | Ana Duato | Ganadora                                              |
| 2007                                                                                                | Mejor Programa de Ficción | Mejor Programa de Ficción | Ganadora                                              |
| 2007                                                                                                | Mejor Actor de Serie | Imanol Arias | Nominado                                              |
| 2007                                                                                                | Mejor Actriz de Serie | Ana Duato | Nominada                                              |
| 2007                                                                                                | Mejor Dirección | Mejor Dirección | Nominada                                              |
| 2007                                                                                                | Mejor Guion | Mejor Guion | Nominada                                              |
| 2007                                                                                                | Mejor Dirección de Arte y Escenografía | Mejor Dirección de Arte y Escenografía | Nominada                                              |
| 2007                                                                                                | Mejor Producción | Mejor Producción | Nominada                                              |
| 2007                                                                                                | Mejor Maquillaje y Caracterización | Mejor Maquillaje y Caracterización | Nominada                                              |
| 2007                                                                                                | Mejor Dirección de Fotografía e Iluminación | Mejor Dirección de Fotografía e Iluminación | Nominada                                              |
| 2008                                                                                                | Mejor Programa de Ficción | Mejor Programa de Ficción | Ganadora                                              |
| 2008                                                                                                | Mejor Guion | Mejor Guion | Ganadora                                              |
| 2008                                                                                                | Mejor Producción | Mejor Producción | Nominada                                              |
| 2008                                                                                                | Mejor Realización | Mejor Realización | Nominada                                              |
| 2008                                                                                                | Mejor Dirección de Arte y Escenografía | Mejor Dirección de Arte y Escenografía | Nominada                                              |
| 2008                                                                                                | Mejor Música para Televisión | Mejor Música para Televisión | Nominada                                              |
| 2008                                                                                                | Mejor Actor de Serie | Imanol Arias | Nominado                                              |
| 2008                                                                                                | Mejor Actriz de Serie | Ana Duato | Nominada                                              |
| 2008                                                                                                | Mejor Dirección | Mejor Dirección | Ganadora                                              |
| 2008                                                                                                | Mejor Maquillaje y Caracterización | Mejor Maquillaje y Caracterización | Ganadora                                              |
| 2008                                                                                                | Mejor Dirección de Fotografía e Iluminación | Mejor Dirección de Fotografía e Iluminación | Nominada                                              |
| 2009                                                                                                | Mejor Programa de Ficción | Mejor Programa de Ficción | Nominada                                              |
| 2009                                                                                                | Mejor Interpretación Masculina | Imanol Arias | Nominado                                              |
| 2009                                                                                                | Mejor Interpretación Femenina | Ana Duato | Nominada                                              |
| 2009                                                                                                | Mejor Dirección | Mejor Dirección | Ganadora                                              |
| 2009                                                                                                | Mejor Realización | Mejor Realización | Nominada                                              |
| 2009                                                                                                | Mejor Dirección de Fotografía e Iluminación | Mejor Dirección de Fotografía e Iluminación | Nominada                                              |
| 2009                                                                                                | Mejor Dirección de Arte y Escenografía | Mejor Dirección de Arte y Escenografía | Nominada                                              |
| 2009                                                                                                | Mejor Música para Televisión | Mejor Música para Televisión | Ganadora                                              |
| 2009                                                                                                | Mejor Producción | Mejor Producción | Nominada                                              |
| 2009                                                                                                | Mejor Guion | Mejor Guion | Nominada                                              |
| 2010                                                                                                | Mejor Programa de Ficción | Mejor Programa de Ficción | Ganadora                                              |
| 2010                                                                                                | Mejor Guion | Mejor Guion | Ganadora                                              |
| 2010                                                                                                | Mejor Música para Televisión | Mejor Música para Televisión | Nominada                                              |
| 2010                                                                                                | Mejor Interpretación Masculina | Imanol Arias | Nominado                                              |
| 2010                                                                                                | Mejor Interpretación Femenina | Ana Duato | Ganadora                                              |
| 2010                                                                                                | Mejor Dirección | Mejor Dirección | Nominada                                              |
| 2010                                                                                                | Mejor Dirección de Arte y Escenografía | Mejor Dirección de Arte y Escenografía | Nominada                                              |
| 2010                                                                                                | Mejor Dirección de Fotografía e Iluminación | Mejor Dirección de Fotografía e Iluminación | Nominada                                              |
| 2010                                                                                                | Mejor Realización | Mejor Realización | Nominada                                              |
| 2010                                                                                                | Mejor Producción | Mejor Producción | Nominada                                              |
| 2010                                                                                                | Mejor Maquillaje, Peluquería y Caracterización | Mejor Maquillaje, Peluquería y Caracterización | Nominada                                              |
| 2011                                                                                                | Mejor Dirección | Mejor Dirección | Ganadora                                              |
| 2011                                                                                                | Mejor Dirección de Fotografía e Iluminación | Mejor Dirección de Fotografía e Iluminación | Nominada                                              |
| 2011                                                                                                | Mejor Música para Televisión | Mejor Música para Televisión | Ganadora                                              |
| 2011                                                                                                | Mejor Guion | Mejor Guion | Ganadora                                              |
| 2012                                                                                                | Mejor Programa de Ficción | Mejor Programa de Ficción | Nominada                                              |
| 2012                                                                                                | Mejor Guion | Mejor Guion | Nominada                                              |
| 2012                                                                                                | Mejor Dirección de Fotografía e Iluminación | Mejor Dirección de Fotografía e Iluminación | Ganadora                                              |
| 2012                                                                                                | Mejor Maquillaje, Peluquería y Caracterización | Mejor Maquillaje, Peluquería y Caracterización | Nominada                                              |
| 2012                                                                                                | Mejor Música para Televisión | Mejor Música para Televisión | Nominada                                              |
| 2012                                                                                                | Mejor Actor | Imanol Arias | Nominado                                              |
| 2013                                                                                                | Mejor Ficción | Mejor Ficción | Nominada                                              |
| 2013                                                                                                | Mejor Guion | Mejor Guion | Nominada                                              |
| 2013                                                                                                | Maquillaje, Peluquería y Caracterización | Maquillaje, Peluquería y Caracterización | Nominada                                              |
| 2013                                                                                                | Mejor Dirección de Fotografía e Iluminación | Mejor Dirección de Fotografía e Iluminación | Ganadora                                              |
| 2013                                                                                                | Mejor Música para Televisión | Mejor Música para Televisión | Ganadora                                              |
| 2013                                                                                                | Mejor Actor de Televisión | Imanol Arias | Nominado                                              |
| 2014                                                                                                | Mejor Guion | Mejor Guion | Nominada                                              |
| 2014                                                                                                | Mejor Realización | Mejor Realización | Nominada                                              |
| 2014                                                                                                | Mejor Dirección | Mejor Dirección | Nominada                                              |
| 2019                                                                                                | Iris de la Crítica | Ex aequo junto a Sálvame: «Ante el auge de nuevas fórmulas de televisión han sido formatos innovadores en ficción y entretenimiento de la televisión en abierto que han cambiado el lenguaje televisivo en nuestro país y han sabido acompañar a los espectadores como parte de su familia retratando sin prejuicios a la sociedad española durante más de una década» | Ganadora                                              |
| 2023                                                                                                | Premio Talento | Tote Trenas | Ganador                                               |
| Antena de Oro (Federación de Asociaciones de Radio y Televisión de España)                          | | |                                                       |
| 2004                                                                                                | Mejor Ficción | Mejor Ficción | Ganadora                                              |
| 2014                                                                                                | Mejor Ficción | Mejor Ficción | Ganadora                                              |
| FesTVal de Vitoria (Festival de Televisión de Vitoria-Gasteiz)                                      | | |                                                       |
| 2014                                                                                                | Premio Mainat | Cuéntame cómo pasó (Trayectoria) | Ganador                                               |
| Fotogramas de Plata (Revista Fotogramas)                                                            | | |                                                       |
| 2001                                                                                                | Mejor Actor de Televisión | Imanol Arias | Ganador                                               |
| 2001                                                                                                | Mejor Actriz de Televisión | Ana Duato | Ganadora                                              |
| 2001                                                                                                | Mejor Actriz de Televisión | María Galiana | Nominada                                              |
| 2002                                                                                                | Mejor Actor de Televisión | Imanol Arias | Ganador                                               |
| 2002                                                                                                | Mejor Actriz de Televisión | Ana Duato | Ganadora                                              |
| 2002                                                                                                | Mejor Actriz de Televisión | Terele Pávez | Nominada                                              |
| 2003                                                                                                | Mejor Actor de Televisión | Imanol Arias | Nominado                                              |
| 2003                                                                                                | Mejor Actriz de Televisión | Ana Duato | Nominada                                              |
| 2005                                                                                                | Mejor Actor de Televisión | Imanol Arias | Nominado                                              |
| 2007                                                                                                | Mejor Actor de Televisión | Imanol Arias | Nominado                                              |
| 2007                                                                                                | Mejor Actriz de Televisión | Ana Duato | Nominada                                              |
| 2008                                                                                                | Mejor Actor de Televisión | Imanol Arias | Nominado                                              |
| 2011                                                                                                | Mejor Actriz de Televisión | Ana Duato | Nominada                                              |
| Premios de la Unión de Actores y Actrices                                                           | | |                                                       |
| 2001-2002                                                                                           | Mejor Interpretación Protagonista de Televisión | Imanol Arias | Nominado                                              |
| 2001-2002                                                                                           | Mejor Interpretación Secundaria de Televisión | María Galiana | Ganadora                                              |
| 2001-2002                                                                                           | Mejor Interpretación de Reparto de Televisión | Alicia Hermida | Ganadora                                              |
| 2002-2003                                                                                           | Mejor Actor Protagonista de Televisión | Imanol Arias | Nominado                                              |
| 2002-2003                                                                                           | Mejor Actriz Protagonista de Televisión | Ana Duato | Nominada                                              |
| 2002-2003                                                                                           | Mejor Actriz Revelación de Televisión | Irene Visedo | Nominada                                              |
| 2002-2003                                                                                           | Mejor Actor Secundario de Televisión | José Sancho | Nominado                                              |
| 2002-2003                                                                                           | Mejor Actriz Secundaria de Televisión | Terele Pávez | Ganadora                                              |
| 2002-2003                                                                                           | Mejor Actriz Secundaria de Televisión | Rosario Pardo | Nominada                                              |
| 2002-2003                                                                                           | Mejor Actor de Reparto de Televisión | Luis Cuenca | Ganador                                               |
| 2002-2003                                                                                           | Mejor Actriz de Reparto de Televisión | Lidia Otón | Nominada                                              |
| 2003-2004                                                                                           | Mejor Actor Protagonista de Televisión | Imanol Arias | Nominado                                              |
| 2003-2004                                                                                           | Mejor Actriz Protagonista de Televisión | Ana Duato | Nominada                                              |
| 2003-2004                                                                                           | Mejor Actriz Secundaria de Televisión | María Galiana | Nominada                                              |
| 2003-2004                                                                                           | Mejor Actor de Reparto de Televisión | Tony Leblanc | Ganador                                               |
| 2003-2004                                                                                           | Mejor Actriz de Reparto de Televisión | Alicia Hermida | Ganadora                                              |
| 2003-2004                                                                                           | Mejor Actriz de Reparto de Televisión | Lluvia Rojo | Nominada                                              |
| 2004-2005                                                                                           | Mejor Actor Protagonista de Televisión | Imanol Arias | Nominado                                              |
| 2004-2005                                                                                           | Mejor Actor de Reparto de Televisión | José Luis Alcobendas | Nominado                                              |
| 2004-2005                                                                                           | Mejor Actor de Reparto de Televisión | Félix Corcuera | Nominado                                              |
| 2004-2005                                                                                           | Mejor Actor Protagonista de Televisión | Imanol Arias | Nominado                                              |
| 2005-2006                                                                                           | Mejor Actor Protagonista de Televisión | Imanol Arias | Nominado                                              |
| 2006-2007                                                                                           | Mejor Actor Protagonista de Televisión | Imanol Arias | Nominado                                              |
| 2006-2007                                                                                           | Mejor Actor Secundario de Televisión | Roberto Cairo | Nominado                                              |
| 2006-2007                                                                                           | Mejor Actriz de Reparto de Televisión | Lluvia Rojo | Nominada                                              |
| 2008-2009                                                                                           | Mejor Actriz Protagonista de Televisión | Ana Duato | Nominada                                              |
| 2010-2011                                                                                           | Mejor Actor Protagonista de Televisión | Imanol Arias | Nominado                                              |
| 2010-2011                                                                                           | Mejor Actor Secundario de Televisión | Juan Echanove | Nominado                                              |
| 2010-2011                                                                                           | Mejor Actriz de Reparto de Televisión | Lluvia Rojo | Nominada                                              |
| 2014-2015                                                                                           | Mejor Actriz de Reparto de Televisión | Lluvia Rojo | Nominada                                              |
| TP de Oro (Revista Teleprograma)                                                                    | | |                                                       |
| 2001                                                                                                | Mejor Serie Nacional | Mejor Serie Nacional | Ganadora                                              |
| 2001                                                                                                | Mejor Actor | Imanol Arias | Ganador                                               |
| 2001                                                                                                | Mejor Actriz | Ana Duato | Ganadora                                              |
| 2002                                                                                                | Mejor Serie Nacional | Mejor Serie Nacional | Ganadora                                              |
| 2002                                                                                                | Mejor Actor | Imanol Arias | Ganador                                               |
| 2002                                                                                                | Mejor Actriz | Ana Duato | Ganadora                                              |
| 2002                                                                                                | Mejor Actriz | María Galiana | Nominada                                              |
| 2003                                                                                                | Mejor Serie Nacional | Mejor Serie Nacional | Ganadora                                              |
| 2003                                                                                                | Mejor Actor | Imanol Arias | Ganador                                               |
| 2003                                                                                                | Mejor Actriz | Ana Duato | Ganadora                                              |
| 2004                                                                                                | Mejor Serie Nacional | Mejor Serie Nacional | Nominada                                              |
| 2004                                                                                                | Mejor Actor | Imanol Arias | Nominado                                              |
| 2004                                                                                                | Mejor Actriz | Ana Duato | Nominada                                              |
| 2005                                                                                                | Mejor Actor | Imanol Arias | Nominado                                              |
| 2005                                                                                                | Mejor Actriz | Ana Duato | Nominada                                              |
| 2006                                                                                                | Mejor Serie Nacional | Mejor Serie Nacional | Nominada                                              |
| 2006                                                                                                | Mejor Actor | Imanol Arias | Ganador                                               |
| 2006                                                                                                | Mejor Actriz | Ana Duato | Ganadora                                              |
| 2007                                                                                                | Mejor Serie Nacional | Mejor Serie Nacional | Nominada                                              |
| 2007                                                                                                | Mejor Actor | Imanol Arias | Ganador                                               |
| 2007                                                                                                | Mejor Actriz | Ana Duato | Nominada                                              |
| 2008                                                                                                | Mejor Serie Nacional | Mejor Serie Nacional | Nominada                                              |
| 2008                                                                                                | Mejor Actor | Imanol Arias | Ganador                                               |
| 2009                                                                                                | Mejor Serie Nacional | Mejor Serie Nacional | Nominada                                              |
| 2009                                                                                                | Mejor Actor | Imanol Arias | Nominado                                              |
| 2009                                                                                                | Mejor Actriz | Ana Duato | Ganadora                                              |
| 2010                                                                                                | Mejor Serie Nacional | Mejor Serie Nacional | Nominada                                              |
| 2010                                                                                                | Mejor Actor | Imanol Arias | Nominado                                              |
| 2010                                                                                                | Mejor Actriz | Ana Duato | Ganadora                                              |
| 2011                                                                                                | Mejor Serie Nacional | Mejor Serie Nacional | Nominada                                              |
| 2011                                                                                                | Mejor Actor | Imanol Arias | Nominado                                              |
| 2011                                                                                                | Mejor Actriz | Ana Duato | Ganadora                                              |
| Premio Jamón de Oro Guijuelo                                                                        | | |                                                       |
| 2002                                                                                                | A la Mejor Labor Profesional Durante un Año | Ricardo Gómez | Ganador                                               |
| Premio Cambio 16 de Radio y Televisión (Cambio 16)                                                  | | |                                                       |
| 2002                                                                                                | Mejor Programa de Televisión | Mejor Programa de Televisión | Ganadora                                              |
| Premios Club Internacional de Prensa                                                                | | |                                                       |
| 2001                                                                                                | Mejor Programa de Televisión | Mejor Programa de Televisión | Ganadora                                              |
| Premio Júbilo de Televisión (Grupo Júbilo)                                                          | | |                                                       |
| 2002                                                                                                | Por la Recuperación de la Memoria Histórica de España | Por la Recuperación de la Memoria Histórica de España | Ganadora                                              |
| Premio Vaguada                                                                                      | | |                                                       |
| 2001                                                                                                | Programa Líder de Audiencia | Programa Líder de Audiencia | Ganadora                                              |
| Premio de la Asociación de Telespectadores de Andalucía (ATEA)                                      | | |                                                       |
| 2001                                                                                                | Mejor Actor | Imanol Arias | Ganador                                               |
| 2001                                                                                                | Mejor Actriz | Ana Duato | Ganadora                                              |
| 2002                                                                                                | Mejor Actor | Imanol Arias | Ganador                                               |
| 2002                                                                                                | Mejor Actriz | Ana Duato | Ganadora                                              |
| IV Premios Vinos Ojos del Guadiana Cooperativa del Progreso / Villarrubia de los Ojos (Ciudad Real) | | |                                                       |
| 2002                                                                                                | Mejor Ficción Cultural | Mejor Ficción Cultural | Ganadora                                              |
| Premios Protagonistas (Onda Rambla, Punto Radio y Onda Cero)                                        | | |                                                       |
| 2003                                                                                                | Mejores Actores | Imanol Arias, Ana Duato y María Galiana | Ganadores                                             |
| Premios Zapping (Asociación de Consumidores de Medios Audiovisuales de Cataluña)                    | | |                                                       |
| 2002                                                                                                | Mejor Serie | Mejor Serie | Ganadora                                              |
| 2003                                                                                                | Mejor Actriz | María Galiana | Ganadora                                              |
| 2004                                                                                                | Mejor Actor | Imanol Arias | Nominado                                              |
| 2004                                                                                                | Mejor Actor | Ricardo Gómez | Nominado                                              |
| 2004                                                                                                | Mejor Actriz | Ana Duato | Ganadora                                              |
| 2005                                                                                                | Mejor Actriz | Ana Duato | Ganadora                                              |
| Premio por la Tolerancia, Miranda de Duero (Burgos)                                                 | | |                                                       |
| 2004                                                                                                | Familia Alcántara | Familia Alcántara | Ganadores                                             |
| Premio Gac de Guiones (Guionistas Asociados de Cataluña)                                            | | |                                                       |
| 2004                                                                                                | Mejor Guion de Ficción | Mejor Guion de Ficción | Ganadora                                              |
| Premios Alma (ALMA - Sindicato de Guionistas)                                                       | | |                                                       |
| 2010                                                                                                | Mejor Guion de Ficción | Mejor Guion de Ficción | Ganadora                                              |
| 2024                                                                                                | Mejor Guion de Serie Dramática | Mejor Guion de Serie Dramática | Nominada                                              |
| Premios de las Asociaciones Asturianas del Trabajo (ASATA)                                          | | |                                                       |
| 2008                                                                                                | Equipo de Cuéntame cómo pasó | Equipo de Cuéntame cómo pasó | Ganadores                                             |
| Premio La Memoria Necesaria (FanCine Gay de Extremadura)                                            | | |                                                       |
| 2008                                                                                                | Mejor Episodio de Serie de Ficción | Episodio 169 de Cuéntame cómo pasó | Ganador                                               |
| Premio María Teresa Fernández Auerbach de Comunicación (Universidad Pontificia de Salamanca)        | | |                                                       |
| 2010                                                                                                | Mejor Ficción | Mejor Ficción | Ganadora                                              |
| III Festival de Cine y Televisión de Islantilla                                                     | | |                                                       |
| 2009                                                                                                | Premio de Honor | Imanol Arias | Ganador                                               |
| Fundación de Estudios Rurales                                                                       | | |                                                       |
| 2015                                                                                                | Cultura, Arte y Literatura | Cuéntame cómo pasó | Ganadora                                              |
| Jurado de Segovia Experience (Diputación de Segovia)                                                | | |                                                       |
| 2014                                                                                                | Labor de Divulgación de Segovia | Cuéntame cómo pasó | Ganadora                                              |
| Club Exxpopress de Periodistas de Galicia                                                           | | |                                                       |
| 2014                                                                                                | Premio Exxpopress: Mejor Ficción | Premio Exxpopress: Mejor Ficción | Ganadora                                              |
| Premios Emmy Internacional (Academia Internacional de Artes y Ciencias de la Televisión)            | | |                                                       |
| 2003                                                                                                | Mejor Serie de Ficción Extranjera | Mejor Serie de Ficción Extranjera | Finalista                                             |
| 2005                                                                                                | Mejor Serie de Ficción Extranjera | Mejor Serie de Ficción Extranjera | Finalista                                             |
| Premios Prix de Europa (Parlamento Europeo)                                                         | | |                                                       |
| 2002                                                                                                | Mejor Ficción Europea | Mejor Ficción Europea | Finalista                                             |
| Premios Prix de Italia (RAI)                                                                        | | |                                                       |
| 2003                                                                                                | Mejor Ficción Extranjera | Mejor Ficción Extranjera | Finalista                                             |
| Asociación Latina de Críticos de Espectáculos (ACE)                                                 | | |                                                       |
| 2008                                                                                                | Mejor Programa Cultural del Año | Mejor Programa Cultural del Año | Ganador                                               |
| 2009                                                                                                | Premio Especial | Imanol Arias | Ganador                                               |
| 2010                                                                                                | Personalidad Femenina del Año | Ana Duato | Ganadora                                              |
| Grammy Latinos (Academia Latina de Artes y Ciencias de la Grabación)                                | | |                                                       |
| 2010                                                                                                | Mejor Álbum Vocal Femenino del Año | Rosario Flores | Nominada                                              |
| Festival Internacional de Nueva York                                                                | | |                                                       |
| 2003                                                                                                | Mejor Ficción | Mejor Ficción | Finalista                                             |
| 2004                                                                                                | Mejor Ficción | Mejor Ficción | Finalista                                             |
| 2009                                                                                                | Mejor Música | Pitingo | Finalista                                             |
| World Fest de Houston                                                                               | | |                                                       |
| 2010                                                                                                | Remi de Plata: Serie de Comedia | Remi de Plata: Serie de Comedia | Ganador                                               |
| World Media Festival de Hamburgo                                                                    | | |                                                       |
| 2011                                                                                                | Globo de Oro: Mejor Serie | Globo de Oro: Mejor Serie | Ganadora                                              |
| 2014                                                                                                | Globo de Plata: Mejor Serie | Globo de Plata: Mejor Serie | Ganadora                                              |
| International Golden Chest de la BNT (Televisión Pública de Bulgaria)                               | | |                                                       |
| 2002                                                                                                | Mejor Dirección Artística, Diseño de Producción y Escenografía | Episodio 4 de Cuéntame cómo pasó - (Gonzalo Gonzalo) | Ganador                                               |
| Seoul International Drama Awards                                                                    | | |                                                       |
| 2006                                                                                                | Mejor Guion | Mejor Guion | Ganadora                                              |
| 2007                                                                                                | Mejor Dirección | Antonio Cano - Episodio: «Próxima Parada, Perpiñan» | Ganadora                                              |
| Festival Internacional de Montecarlo (Premios Ninfa de Oro)                                         | | |                                                       |
| 2008                                                                                                | Mejor Productor Internacional de Series de Comedia | Miguel Ángel Bernardeau | Ganador                                               |
| 2009                                                                                                | Mejor Actor de Comedia | Imanol Arias | Nominado                                              |
| 2009                                                                                                | Mejor Actor de Comedia | Juan Echanove | Nominado                                              |
| 2009                                                                                                | Mejor Actriz de Comedia | Ana Duato | Nominada                                              |
| 2009                                                                                                | Mejor Actriz de Comedia | María Galiana | Nominada                                              |
| 2009                                                                                                | Mejor Productor Europeo | Miguel Ángel Bernardeau | Nominado                                              |
| 2009                                                                                                | Mejor Productor Internacional | Miguel Ángel Bernardeau | Nominado                                              |
| 2010                                                                                                | Mejor Actor Dramático | Imanol Arias | Nominado                                              |
| 2010                                                                                                | Mejor Actor Dramático | Juan Echanove | Nominado                                              |
| 2010                                                                                                | Mejor Actriz | Ana Duato | Nominada                                              |
| 2010                                                                                                | Mejor Actriz | María Galiana | Nominada                                              |
| 2010                                                                                                | Mejor Productor Internacional | Miguel Ángel Bernardeau | Nominado                                              |
| 2011                                                                                                | Mejor Productor Internacional | Miguel Ángel Bernardeau | Nominada                                              |
| 2011                                                                                                | Mejor Productor Europeo | Miguel Ángel Bernardeau | Nominada                                              |
| 2011                                                                                                | Mejor Actor de Drama | Imanol Arias | Nominado                                              |
| 2011                                                                                                | Mejor Actor de Drama | Juan Echanove | Nominado                                              |
| 2011                                                                                                | Mejor Actriz de Drama | Ana Duato | Nominada                                              |
| 2011                                                                                                | Mejor Actriz de Drama | María Galiana | Nominada                                              |
| Premios de Promoción Empresarial de la Casa de Comercio de Albacete                                 | | |                                                       |
| 2009                                                                                                | Mención Especial | Eduardo Ladrón de Guevara | Ganador                                               |
| Organización Hispana de Actores Latinos                                                             | | |                                                       |
| 2009                                                                                                | Citación Especial de Excelencia | Ricardo Gómez | Ganador                                               |
| Guerra de Series de El País (Grupo Prisa)                                                           | | |                                                       |
| 2013                                                                                                | Mejor Serie de la Historia de España | Mejor Serie de la Historia de España | 55,67%                                                |
| Club de Creativos                                                                                   | | |                                                       |
| 2009                                                                                                | Mejor Idea de la Década | Cuéntame cómo pasó | Ganador                                               |
| Facultad de Ciencias Sociales y de la Comunicación de la Universidad Europea                        | | |                                                       |
| 2018                                                                                                | Trayectoria Profesional en Periodismo y Comunicación | Cuéntame cómo pasó | Ganador                                               |
| Festival Internacional de Ficción Televisiva                                                        | | |                                                       |
| 2018                                                                                                | Tú Eres la Tele: «Por convertirse en un "icono de la ficción española y universal" y por ser la serie de más éxito continuado y la que lleva más años en antena. A lo largo de estos años no ha dejado de evolucionar en sus guiones e interpretación para mantenerse en la vanguardia» | Tú Eres la Tele: «Por convertirse en un "icono de la ficción española y universal" y por ser la serie de más éxito continuado y la que lleva más años en antena. A lo largo de estos años no ha dejado de evolucionar en sus guiones e interpretación para mantenerse en la vanguardia»                                                                                | Ganador                                               |
| Fundación Unicaja en el Festival Internacional de Cortometraje y Cine Alternativo de Benalmádena    | | |                                                       |
| 2018                                                                                                | Mejor Serie de Televisión de Fundación Unicaja: «Por lograr reconstruir visualmente nuestra memoria más reciente, transmitiendo a las jóvenes generaciones los valores de convivencia y diálogo que constituyen el mejor legado de la Transición»                                       | Mejor Serie de Televisión de Fundación Unicaja: «Por lograr reconstruir visualmente nuestra memoria más reciente, transmitiendo a las jóvenes generaciones los valores de convivencia y diálogo que constituyen el mejor legado de la Transición» | Ganadora                                              |
| Reconocimientos 8 de marzo (Día Internacional de la Mujer) (Gobierno de la Comunidad de Madrid)     | | |                                                       |
| 2019                                                                                                | Reconocida en el ámbito de la cultura por su papel de Mercedes Fernández López en Cuéntame cómo pasó, ya que «con su interpretación» los espectadores españoles han ido «viendo cómo las mujeres iban conquistando sus derechos» en nuestro país                                        | Ana Duato | Ganadora                                              |
| Premios GQ Spain (Revista GQ)                                                                       | | |                                                       |
| 2019                                                                                                | Premio a la Valentía, por su trayectoria | Cuéntame cómo pasó | Ganadora                                              |
| EBU Connect Awards                                                                                  | | |                                                       |
| 2020                                                                                                | Mejor Promoción de Ficción: Medalla de Plata por la promoción Recuerda cuando del episodio 1 de la 20.ª temporada: “El año de la serpiente” | Mejor Promoción de Ficción: Medalla de Plata por la promoción Recuerda cuando del episodio 1 de la 20.ª temporada: “El año de la serpiente” | Ganadora                                              |
| Festival de Luchon                                                                                  | | |                                                       |
| 2021                                                                                                | Premio del Público (Pyrénées d'or) | Cuéntame cómo pasó | Nominada                                              |
| Revista Escaparate                                                                                  | | |                                                       |
| 2021                                                                                                | XV Premio Escaparate de la Televisión: Por sus dos décadas en antena, convirtiéndose en la más veterana y premiada de la ficción española | XV Premio Escaparate de la Televisión: Por sus dos décadas en antena, convirtiéndose en la más veterana y premiada de la ficción española | Ganadora                                              |
| Festival Internacional de Cine de Almería (Certamen Nacional de Series de Televisión)               | | |                                                       |
| 2021                                                                                                | Premio de Honor: Por ser una producción televisiva que ha hecho historia en el audiovisual español | Premio de Honor: Por ser una producción televisiva que ha hecho historia en el audiovisual español | Ganadora                                              |
| Premios Cinemagavia (Cinemagavia)                                                                   | | |                                                       |
| 2022                                                                                                | Mejor Intro | Cuéntame cómo pasó (T. 21) | Nominada                                              |
| Festival Internacional Series Nostrum                                                               | | |                                                       |
| 2023                                                                                                | Premio Legado: como homenaje "a la serie española que más tiempo ha estado en antena" | Premio Legado: como homenaje "a la serie española que más tiempo ha estado en antena" | Ganadora                                              |
| Premios Alegría de Vivir                                                                            | | |                                                       |
| 2024                                                                                                | Premio a la Excelencia en Series de Televisión | Premio a la Excelencia en Series de Televisión | Ganadora                                              |

## Adaptaciones y series semejantes

### Adaptaciones internacionales
| País      | Título             | Temporadas | Episodios | Inicio                                                    | Final                                                                                         | Cadena                       |
| --------- | ------------------ | ---------- | --------- | --------------------------------------------------------- | --------------------------------------------------------------------------------------------- | ---------------------------- |
| Portugal  | Conta-me como Foi  | 9          | 156       | 22 de abril de 2007; 7 de diciembre de 2019 (temporada 6) | 25 de abril de 2011 (fin de la temporada 5); 16 de septiembre de 2023 (fin de la temporada 9) | RTP1                         |
| Italia    | Raccontami         | 2          | 52        | 10 de diciembre de 2006                                   | 4 de diciembre de 2008                                                                        | Rai 1                        |
| Chile     | Los 80             | 7          | 78        | 12 de octubre de 2008                                     | 21 de diciembre de 2014                                                                       | Canal 13                     |
| Argentina | Cuéntame cómo pasó | 1          | 71        | 21 de agosto de 2017                                      | 21 de diciembre de 2017                                                                       | Televisión Pública Argentina |

### Series semejantes
| País            | Título              | Temporadas | Episodios | Inicio                   | Final                   | Cadena         |
| --------------- | ------------------- | ---------- | --------- | ------------------------ | ----------------------- | -------------- |
| España          | Los 80              | 1          | 6         | 7 de septiembre de 2004  | 12 de octubre de 2004   | Telecinco      |
| Ecuador         | Parece que fue ayer | 1          | 6         | 12 de febrero de 2013    | 3 de marzo de 2013      | Ecuavisa       |
| Chile           | Los 80              | 7          | 78        | 12 de octubre de 2008    | 21 de diciembre de 2014 | Canal 13       |
| Estados Unidos  | The Wonder Years    | 6          | 115       | 31 de enero de 1988      | 12 de mayo de 1993      | ABC            |
| República Checa | Vyprávěj            | 5          | 106       | 31 de agosto de 2009     | 14 de junio de 2013     | Česká televize |
| Perú            | Nuestra Historia    | 4          | 80        | 16 de noviembre de 2015  | 23 de diciembre de 2019 | TV Perú        |
| Alemania        | Weissensee          | 4          | 24        | 14 de septiembre de 2010 | 10 de marzo de 2018     | Das Erste      |
| Portugal        | Depois do Adeus     | 1          | 26        | 19 de enero de 2013      | 28 de julio de 2013     | RTP1           |